# Italoamericani
Gli italo-americani o italo-statunitensi, sono un gruppo etnico degli Stati Uniti d'America composto da differenti sottogruppi che si identificano tutti con l’ascendenza italiana, non necessariamente di cultura peninsulare o possessori di cittadinanza italiana, né tantomeno di lingua italiana.
Il termine italoamericani include sia italiani di prima generazione che abitano (o hanno risieduto dal XVII secolo) negli Stati Uniti d'America in modo permanente o comunque per un periodo significativo della loro vita; sia le persone nate in Italia ed emigrate negli Stati Uniti d'America; sia quelle nate negli Stati Uniti d'America da genitori italiani, nonché tutti i loro discendenti (fino alla terza generazione) che si identifichino come appartenenti ad essa.
La eterogeneità delle discendenze e delle influenze socio-culturali nelle generazioni di Italiani-Americani hanno portato alla considerazione che gli italoamericani abbiano, nella maggior parte dei casi, un’identità propria ben distinta nelle dinamiche, nella linguistica (Lingua italoamericana) e nelle abitudini sociali da quella propriamente detta “Cultura italiana”.

## Storia

### I primi esploratori e missionari italiani nel nuovo mondo (dal XVI al XVIII secolo)

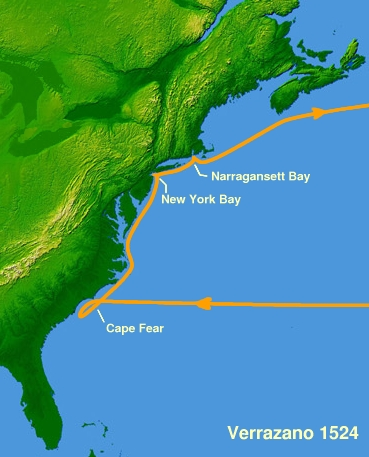
Il viaggio di Verrazzano nel 1524

I navigatori e gli esploratori italiani hanno svolto un ruolo chiave nell'esplorazione e nell'insediamento delle Americhe da parte degli europei. L'esploratore genovese Cristoforo Colombo ha completato quattro viaggi attraverso l'Oceano Atlantico per i monarchi cattolici di Spagna, aprendo la strada all'ampia esplorazione e colonizzazione europea delle Americhe successivamente anche il fiorentino Amerigo Vespucci nel 1499-1502, al servizio del Portogallo. Né Colombo né Vespucci giunsero comunque sul territorio nordamericano nei loro viaggi di esplorazione. Questo avvenne invece anche grazie ai viaggi degli esploratori italiani Giovanni Caboto e suo figlio Sebastiano agli inizi del XVI secolo i quali tuttavia si limitarono alle coste settentrionali dell'odierno Canada per Enrico VIII. Nel 1524 Giovanni da Verrazzano fu il primo europeo ad esplorare la costa atlantica degli odierni Stati Uniti e il primo ad entrare nella Baia di New York in un viaggio al servizio della Francia.
Numerosi italiani al servizio di Spagna e Francia continuarono ad essere coinvolti nella esplorazione, nella mappatura di questi nuovi territori e nella creazione di insediamenti. In cerca delle mitiche Sette città di Cibola, Padre Marco da Nizza visitò i territori dell'odierna Arizona e Nuovo Messico nel 1539 e partecipò alla successiva spedizione di Francisco Vázquez de Coronado nel 1540. Agli inizi del XVII secolo Padre Francesco Giuseppe Bressani visse otto anni (dal 1642 al 1650) fra gli indiani Huron e Algonquin nei territori settentrionali attorno ai Grandi laghi. Successivamente, Enrico Tonti esplorò la regione dei grandi laghi. Egli fondò il primo insediamento europeo nell'Illinois nel 1679 e quindi spingendosi a sud lungo il Mississippi in Arkansas nel 1683. Assieme a La Salle fondò New Orleans e fu governatore del territorio della Louisiana nei venti anni successivi. Suo fratello Alfonso Tonti fu il cofondatore di Detroit nel 1701 e suo governatore per 12 anni. Tra il 1687 e il 1711 il Sud Ovest e la California furono esplorate e mappate da Eusebio Francesco Chini, gesuita ed esploratore.

### Il periodo coloniale e la guerra d'indipendenza americana (1775-1783)

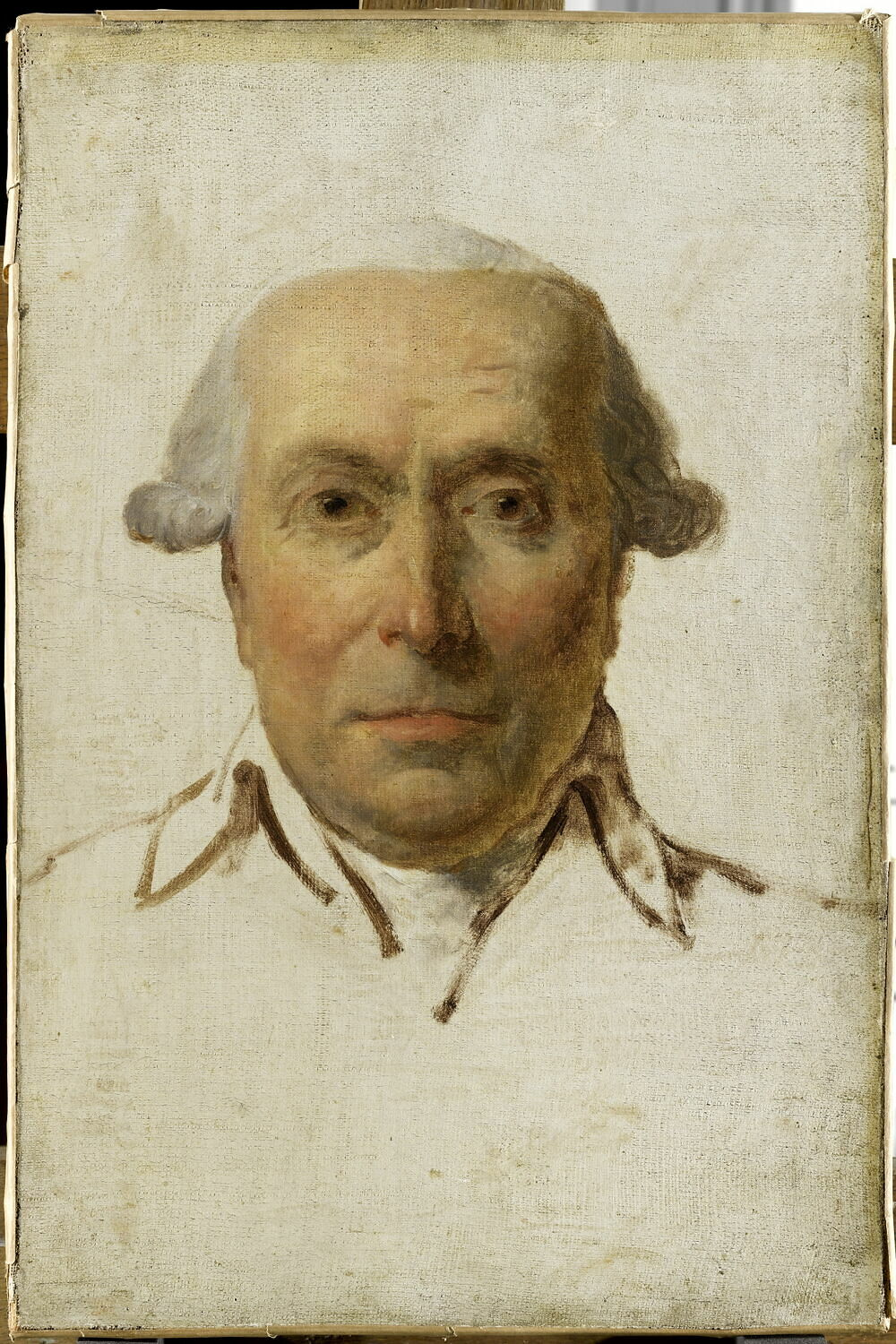
Ritratto di Filippo Mazzei

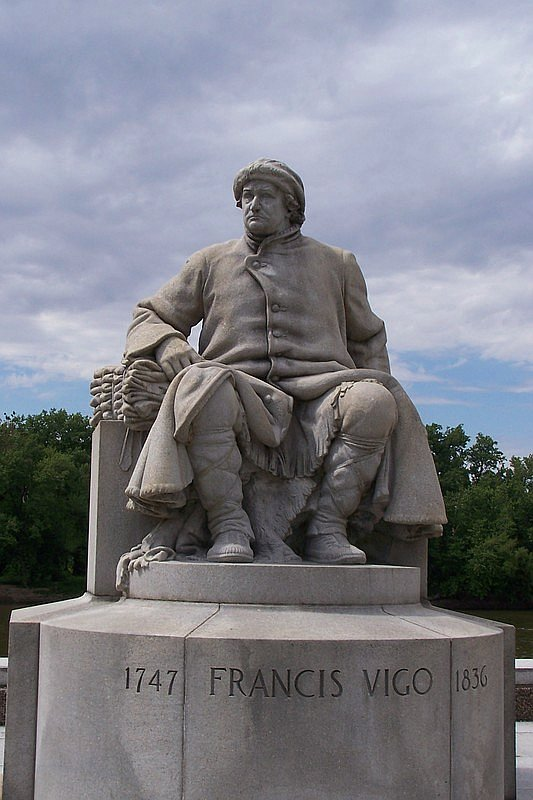
Statua di Giuseppe Maria Francesco Vigo

Il primo italiano di cui si abbia notizia che venne a risiedere in America fu Pietro Cesare Alberti (1608–1655), un marinaio veneziano che, nel 1635, si insediò nella città di Nuova Amsterdam (l'odierna New York), allora colonia olandese. Nel 1640 un gruppo di 200 Valdesi arrivò dall'Italia in cerca di un luogo più ospitale dove praticare la propria religione. La famiglia Taliaferro, originaria di Venezia, fu poi una delle prime famiglie a insediarsi in Virginia. Questi primi italiani vennero in seguito raggiunti da altri connazionali in un piccolo ma costante flusso di nuovi arrivi. Tra di essi troviamo nel Settecento a Filadelfia anche i musicisti John Palma (che nel 1757 vi diresse i primi concerti pubblici a pagamento) e Giovanni Gualdo. Nel 1774-75 Pietro Sodi fu il primo famoso maestro di ballo italiano a venire negli Stati Uniti.
Tre italiani in particolare ebbero un ruolo di primo piano negli anni della Guerra d'indipendenza americana.
- Filippo Mazzei (1730-1816), medico, filosofo e promotore della Libertà fu amico e confidente di Thomas Jefferson. Pubblicò un opuscolo contenente la frase Tutti gli uomini sono per natura ugualmente liberi e indipendenti (in inglese All men are by nature equally free and independent) che Jefferson riportò sostanzialmente intatta nella sua Dichiarazione d'indipendenza degli Stati Uniti d'America.
- Carlo Bellini (1735-1805), amico e compagno di Filippo Mazzei, fu il primo intellettuale italiano a lavorare in un'università americana, il College of William & Mary, negli anni 1779-1803 come professore d'italiano.[6][7]
- Giuseppe Maria Francesco Vigo (Francis Vigo; 1747-1836) aiutò le forze rivoluzionarie durante la guerra d'indipendenza americana, essendo uno dei finanzieri più importanti della Rivoluzione nel nord-ovest.

Oltre a questi si ricorda anche Miguel de la Grúa Talamanca, marchese di Branciforte, (Palermo 1755 ca. – Marsiglia, 1º giugno 1812), ufficiale militare siciliano e viceré della Nuova Spagna dal 1794 al 1798.

### Gli Stati Uniti d'America nel primo Ottocento

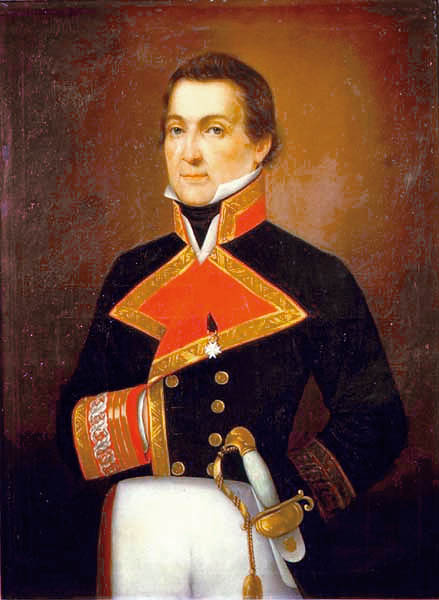
Alessandro Malaspina (1754-1810)

Anche dopo indipendenza americana, esploratori italiani continuarono ad essere attivi nella colonizzazione dei territori dell'ovest. Nel 1791 Alessandro Malaspina esplorò e mappò una grande parte della costa ovest delle Americhe da Capo Horn al Golfo di Alaska. La regione della sorgente del Mississippi fu esplorata da Giacomo Costantino Beltrami nel 1822-1823 nel territorio che divenne il Minnesota e a lui venne dedicata la Contea di Beltrami.

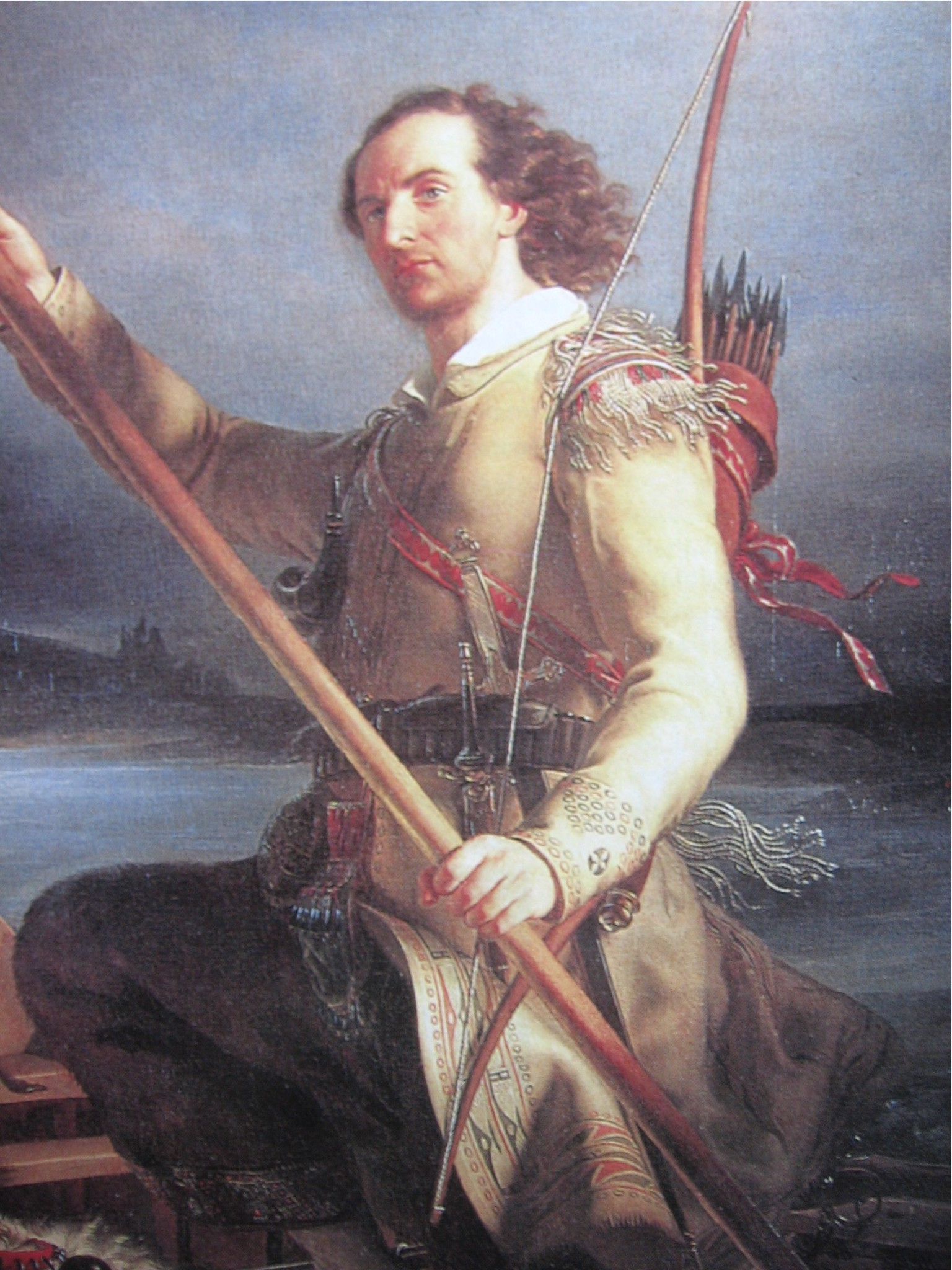
Giacomo Costantino Beltrami (1779-1855)

Ma il nuovo Stato cominciò ad attrarre sempre più coloni. Gli italiani arrivarono nel nuovo paese perché possedevano competenze molto richieste nel campo dell'agricoltura, della fabbricazione del vetro, della seta o nella produzione del vino. Altri furono chiamati per via delle loro abilità artistiche e musicali. Altri ancora arrivarono come avventurieri, ingegneri militari, missionari. Ma il nucleo più attivo ed influente fu costituito da rifugiati politici che abbandonarono l'Italia durante i difficili decenni del primo Risorgimento. Sin dalla fine del XVIII secolo si era consolidato in Italia il mito dell'America come terra di libertà, che Vittorio Alfieri aveva espresso nelle cinque odi del poemetto L'America libera, composto tra il 1781 e il 1783. L'elenco di coloro che giunsero in America, perché vi furono esiliati, o perché vi trovarono rifugio per convinzione e/o necessità, è lungo e comprende Giuseppe Avezzana, Alessandro Gavazzi, Pietro Maroncelli, Silvio Pellico, Federico Confalonieri, Pietro Borsieri, Felice Argenti, Giovanni Albinola, Pietro Bachi, Pietro D'Alessandro, Eleuterio Felice Foresti, Giuseppe Garibaldi, Paolo Bovi Campeggi, Luigi Tinelli, e Leonetto Cipriani. Per molti si trattò solo di una breve parentesi in attesa di condizioni favorevoli per il rimpatrio, per altri fu l'inizio di una nuova vita.

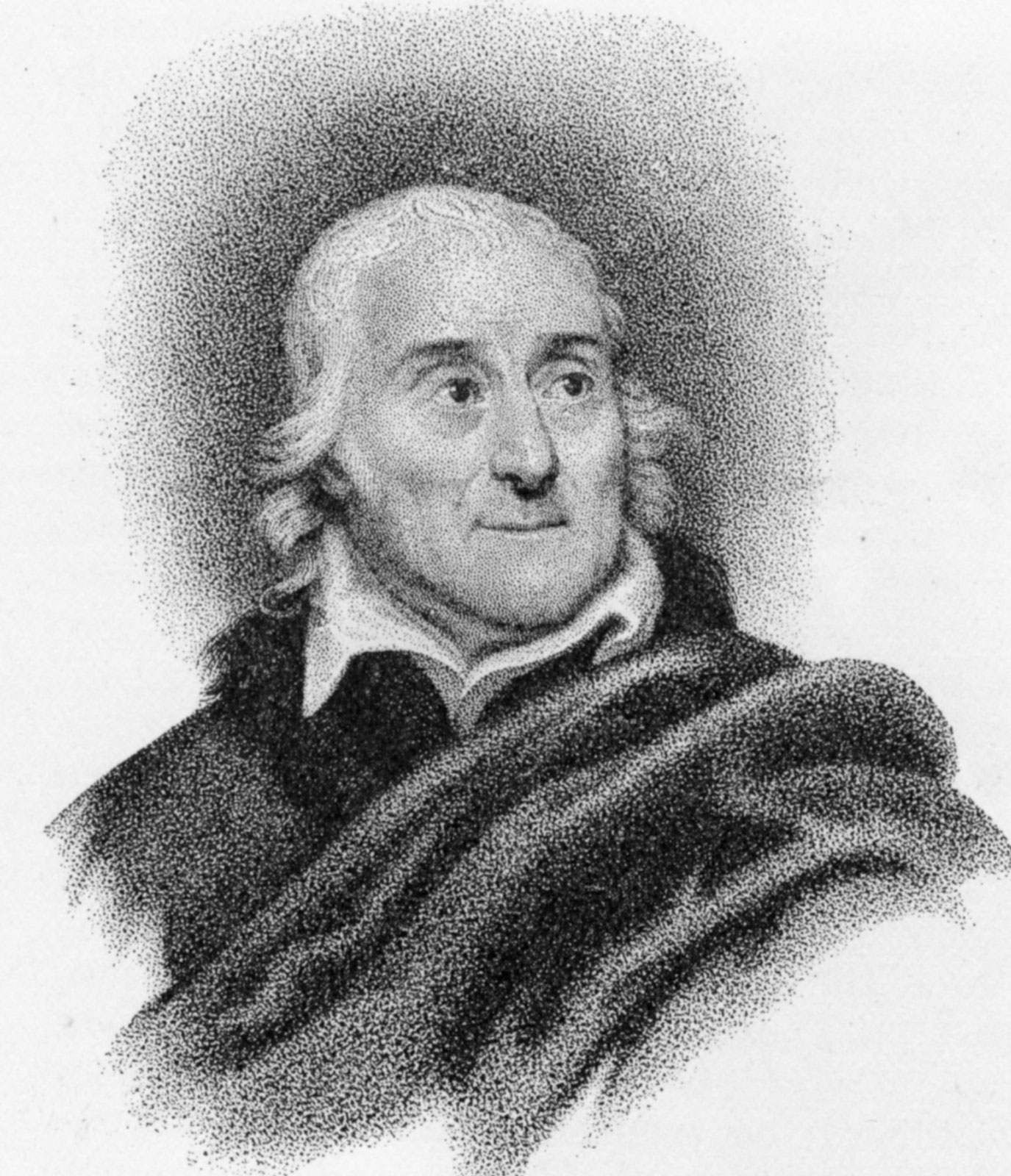
Lorenzo Da Ponte (1749-1838)

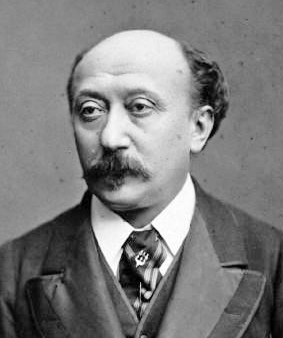
Luigi Arditi (1822-1903)

Questi primi italiani si sparsero in tutto il paese, con la più grande concentrazione di italo-americani nel nord-est dove il riconoscimento delle proprie origine e della cultura italiana era maggiore. Pur costituendo nel loro complesso solo una piccola minoranza della popolazione di origine europea che viveva all'epoca in America del nord, il loro contributo fu molto significativi nell'insediamento nel nuovo mondo e nella fondazione degli Stati Uniti d'America.
Filippo Traetta fondò il primo conservatorio di musica della nazione a Boston nel 1801 e quindi a Filadelfia nel 1828. Nel 1805 un gruppo di musicisti furono reclutati in Sicilia per unirsi alla United States Marine Band; tra di loro Venerando Pulizzi, allora dodicenne, che ne sarebbe divenuto il direttore, brevemente nel 1816 e quindi dal 1818 al 1827. La prima Opera House venne aperta nel 1833 a New York grazie all'impegno di Lorenzo Da Ponte, il librettista di Mozart. Boston rimane il centro della presenza musicale italiana. Vi operano il direttore Louis Ostinelli e l'organista Charles Nolcini; nel 1837 Lorenzo Papanti vi apre una rinomata scuola di danza. A metà secolo l'opera italiana comincia ad affermarsi anche grazie alle acclamate tournée del compositore e direttore d'orchestra Luigi Arditi e di celebri cantanti italiani come Marietta Alboni, Giovanni Matteo De Candia e Giulia Grisi.
Nel 1806 Francesco Vigo fu il cofondatore della Vincennes University nell'Indiana. Lorenzo Da Ponte stabilì anche la prima cattedra di italiano alla Columbia University negli anni 1825-1838, succeduto quindi dal 1838 al 1858 dal genovese Eleuterio Felice Foresti (1793-1858). Analogo insegnamento fu svolto nel frattempo ad Harvard University dal 1826 al 1846 dal siciliano Pietro Bachi (1787-1853) e dal 1854 al 1859 da un altro esule siciliano, Luigi Monti.

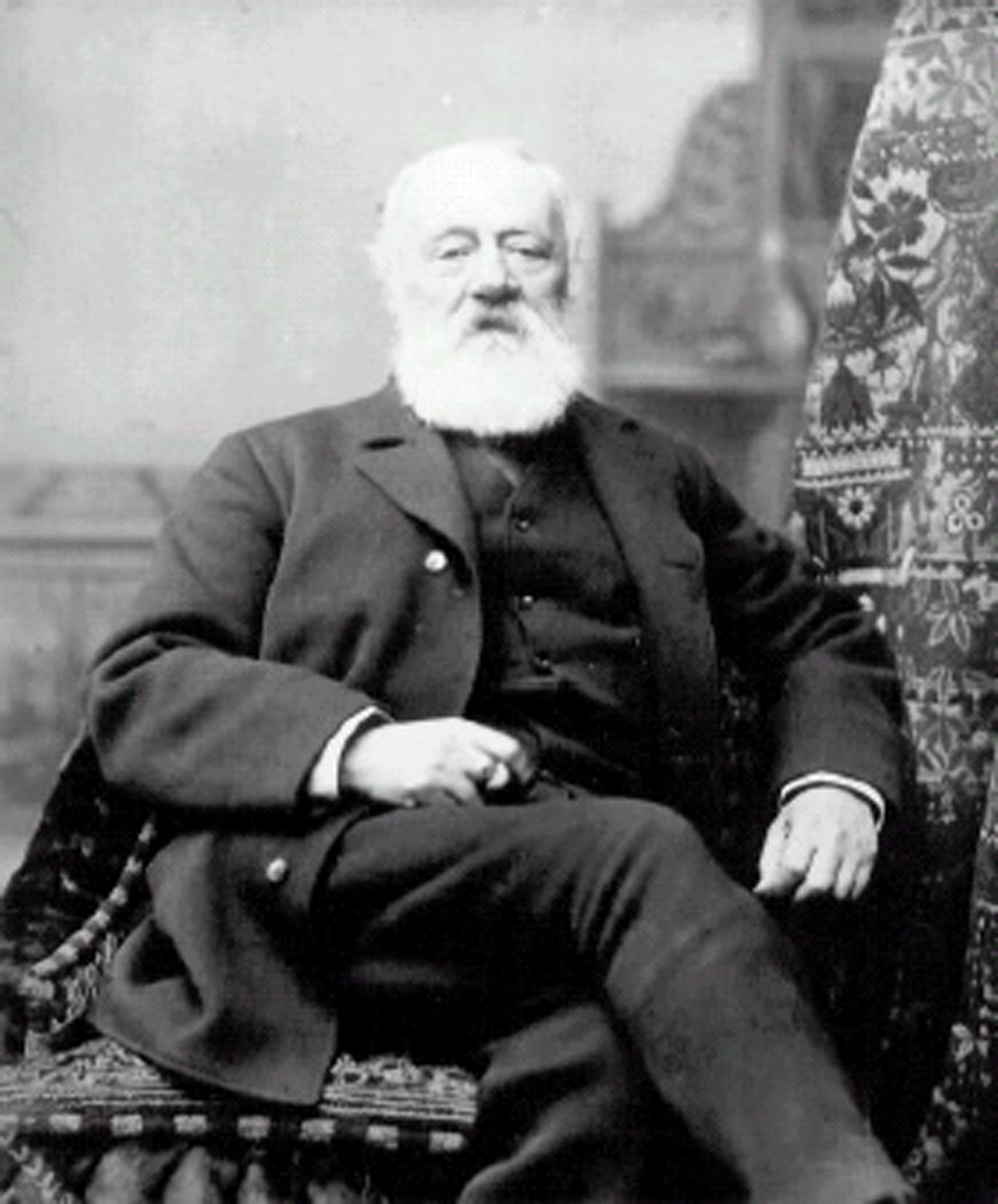
Antonio Meucci (1808-1889)

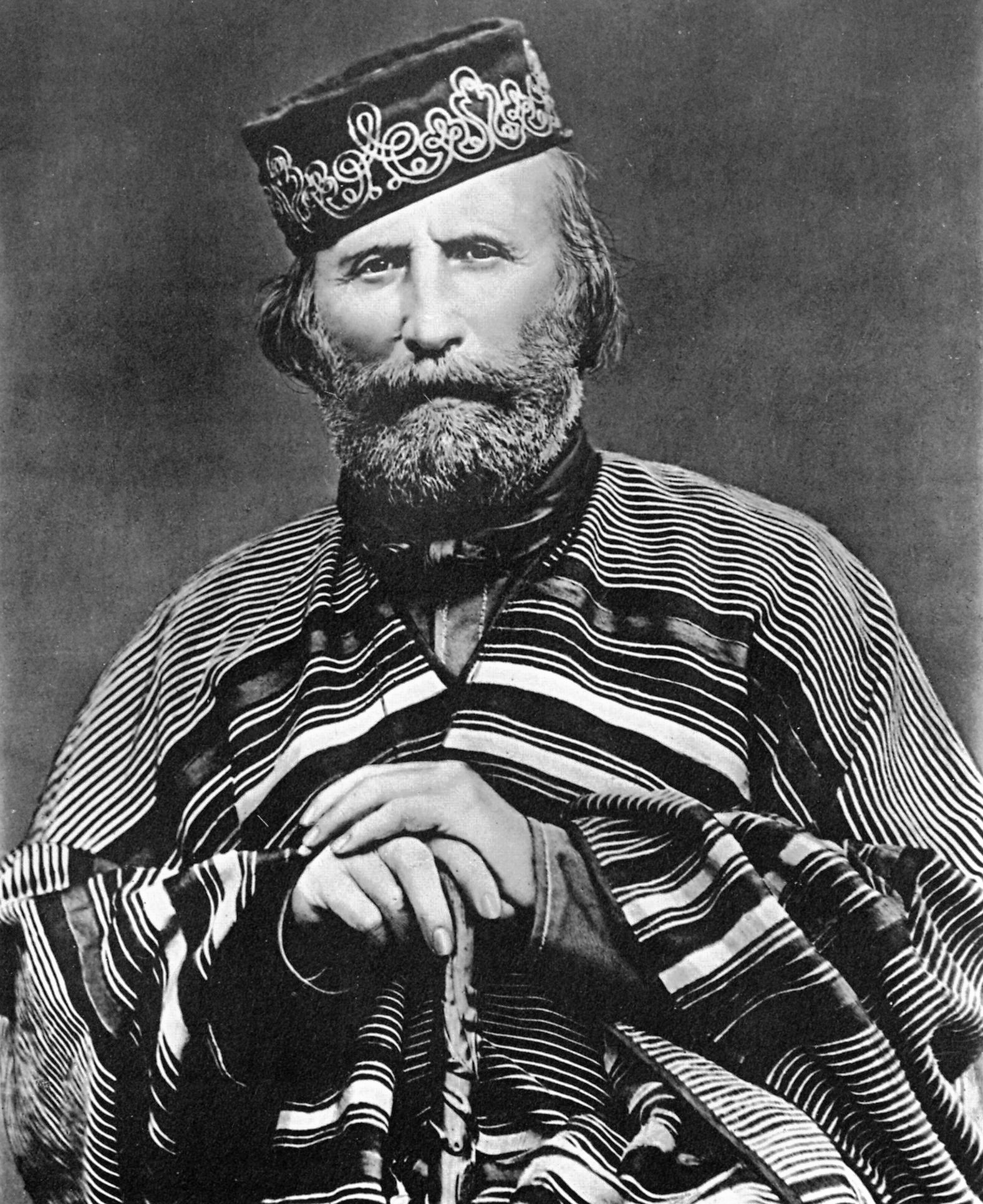
Giuseppe Garibaldi (1807-1882)

Nel 1834-48 è a New York Giuseppe Avezzana che vi fondò una sezione della Giovine Italia. Nel 1836 vi giunse esiliato un altro mazziniano, Luigi Tinelli, che si fece notare come imprenditore nella produzione della seta e nel 1840 fu nominato console statunitense in Portogallo. Nel 1837 John Phinizy (Finizzi) divenne sindaco di Augusta in Georgia. Nel 1845 Antonio Meucci emigrò negli Stati Uniti portando con sé una innovazione che rivoluzionò le comunicazioni, il telefono. Il primo quotidiano italo americano, l'Eco d'Italia, fu pubblicato a New York nel 1849 dal mazziniano piemontese Francesco Secchi de Casale. Anche Giuseppe Garibaldi soggiornò per qualche tempo a New York, dal 1850 al 1851, ospite di Antonio Meucci.
Godendo anch'essa delle nuove condizioni di libertà, la chiesa cattolica estese la propria presenza anche nel Nord America. Giuseppe Rosati fu il primo vescovo cattolico di St. Louis nel 1824. In 1830-64 Samuele Mazzuchelli, missionario ed esperto nelle lingue indiane, predicò ai coloni europei e ai nativi americani nel Wisconsin e nell'Iowa per 34 anni e dopo la sua morte venne dichiarato venerabile dalla chiesa cattolica. Il gesuita Padre Charles Constantine Pise servì come cappellano nel Senato degli Stati Uniti dal 1832 al 1833.
Nell'Est i francescani fondarono ospedali, orfanotrofi, scuole, e così fecero i gesuiti nell'ovest, dove contribuirono anche a gettare le basi dell'industria enologica in California. Gesuiti e francescani italiani furono particolarmente attivi nel campo dell'educazione. Giovanni Nobili (John Nobili; 1812-1856), gesuita, fondò il Santa Clara College (poi diventata Santa Clara University) in California nel 1851 e nel 1855 Il gesuita Antonio Maraschi fondò la St. Ignatius Academy. Nel 1858 il francescano Panfilo da Magliano fondò il Saint Bonaventure University.

### La guerra civile (1861-1865) e il contributo degli intellettuali italiani all'Unione nella seconda metà dell'Ottocento

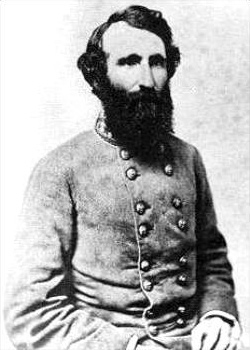
William Booth Taliaferro (1822-1898)

Tra 5.000 e 10.000 furono, tra soldati e ufficiali, gli italiani nella guerra civile americana.
Grazie alla mediazione di Chatham Roberdeau Wheat l'esercito confederato reclutò un certo numero di ex-militari del disciolto Esercito delle Due Sicilie sconfitto da Garibaldi, i quali formarono il Sixth Regiment European Brigade. Si ha anche notizia dei generali confederati della Virginia di origine italiana, William Booth Taliaferro e Pierre Gustave Toutant de Beauregard.

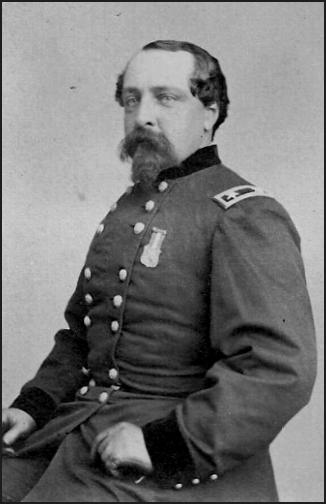
Edward Ferrero (1831-1899)

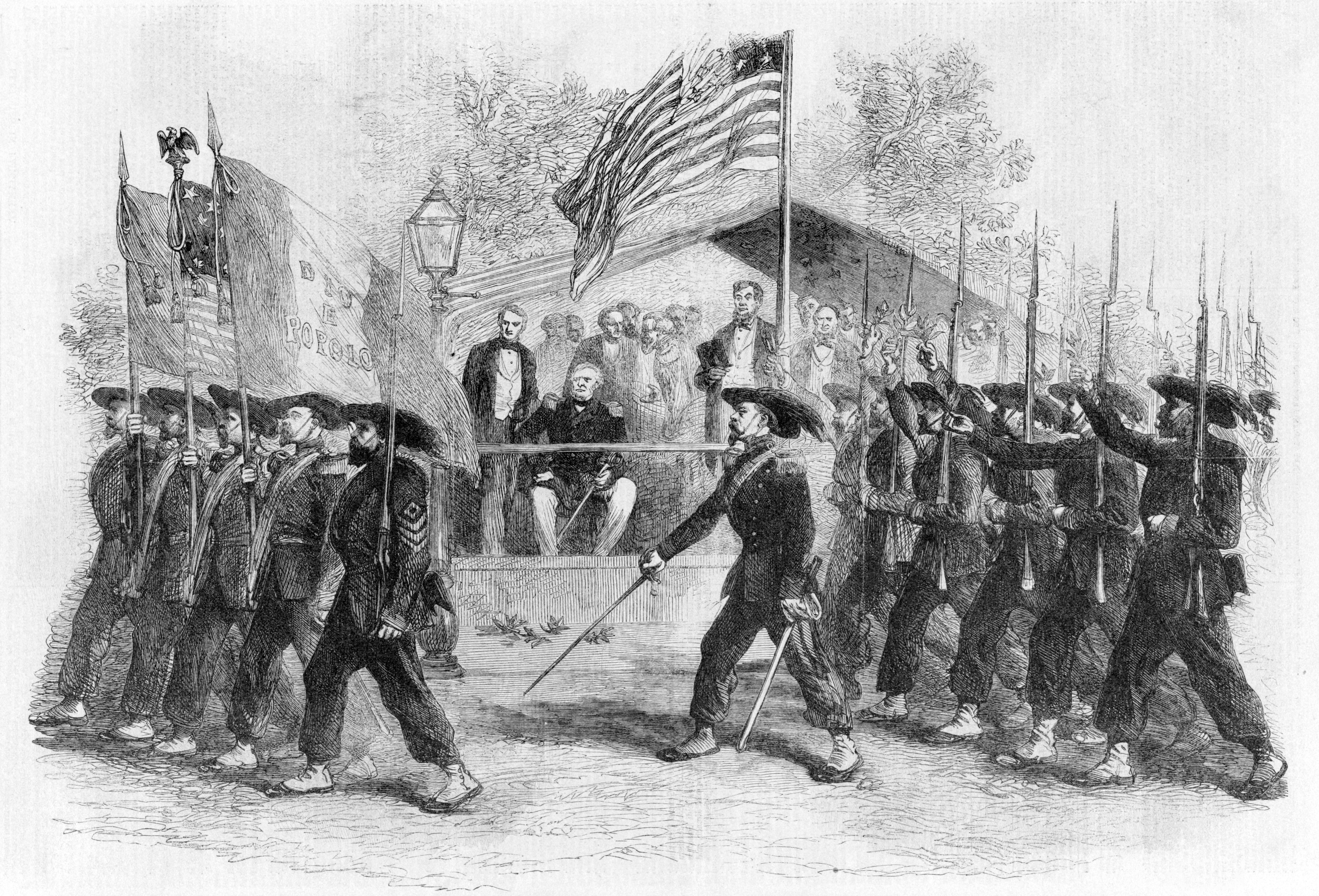
Sfilata della Garibaldi Guard davanti al Presidente Lincoln

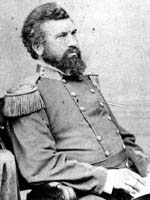
Francesco Maria Scala (1819-1903)

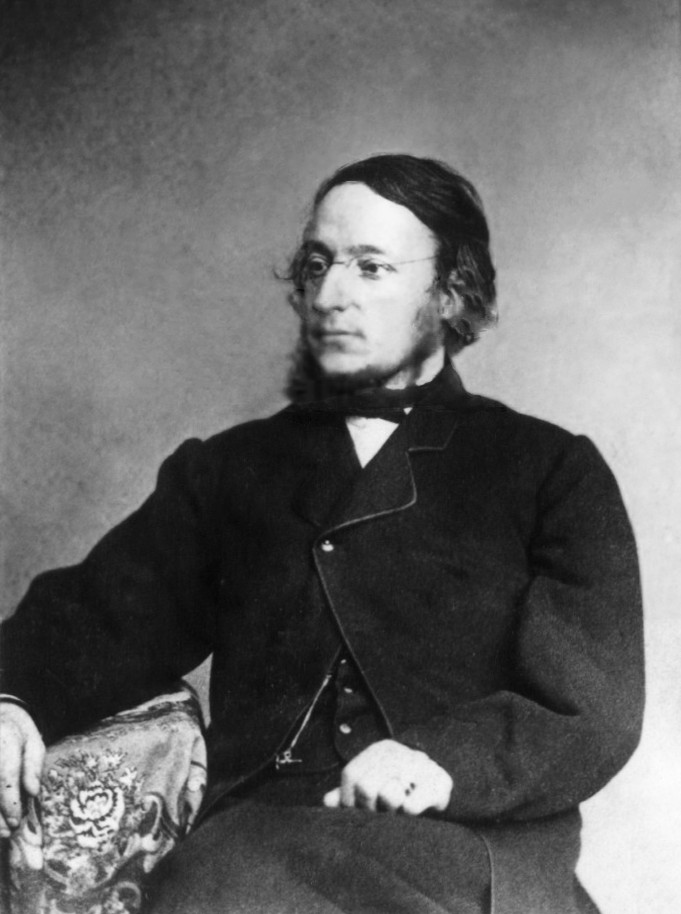
Vincenzo Botta (1818-1894)

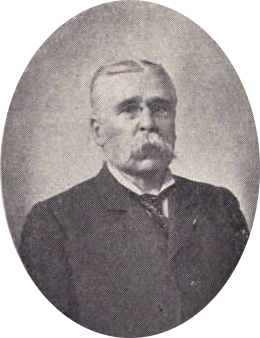
Luigi Palma di Cesnola (1832-1904)

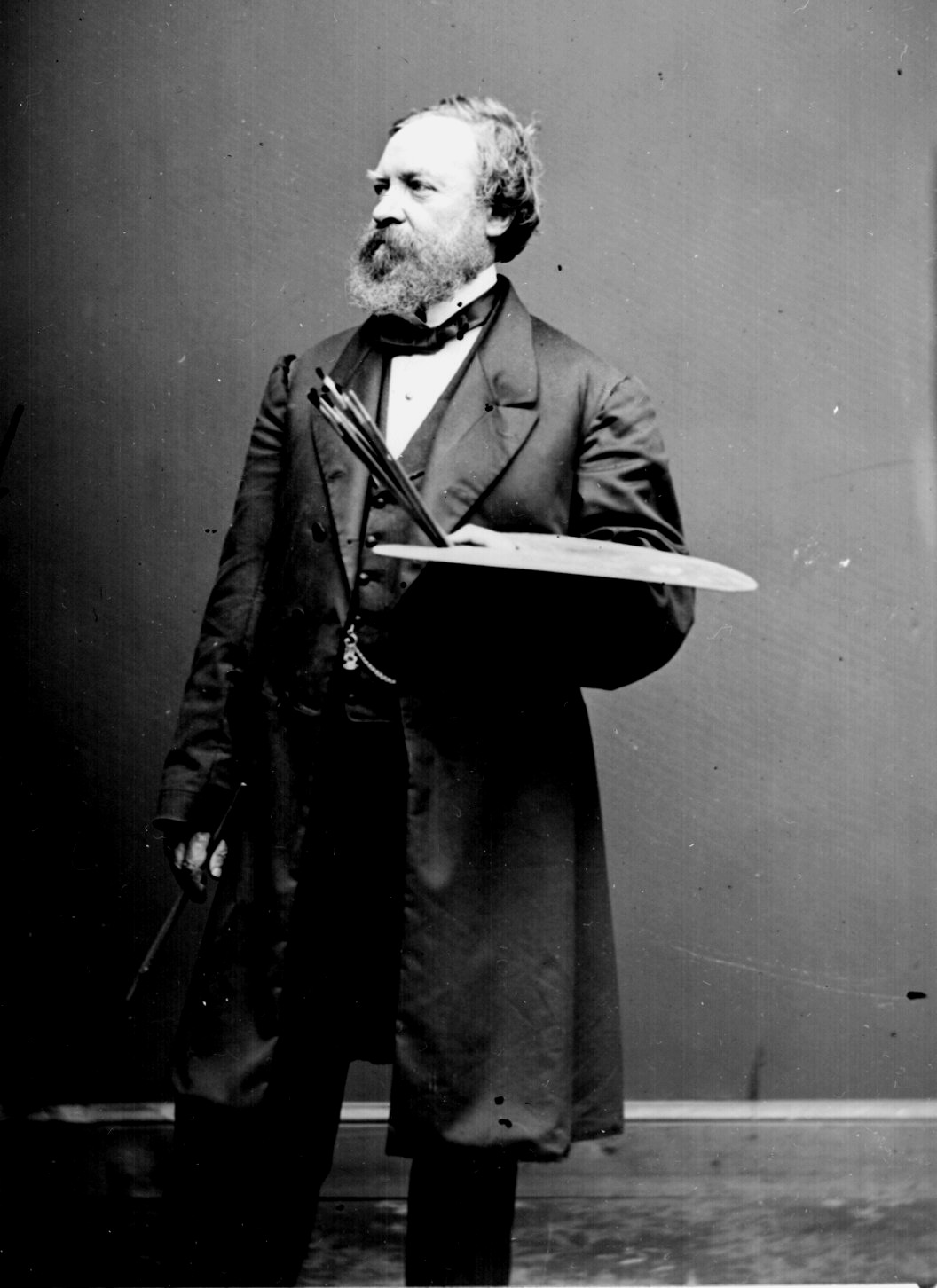
Costantino Brumidi (1805-1880)

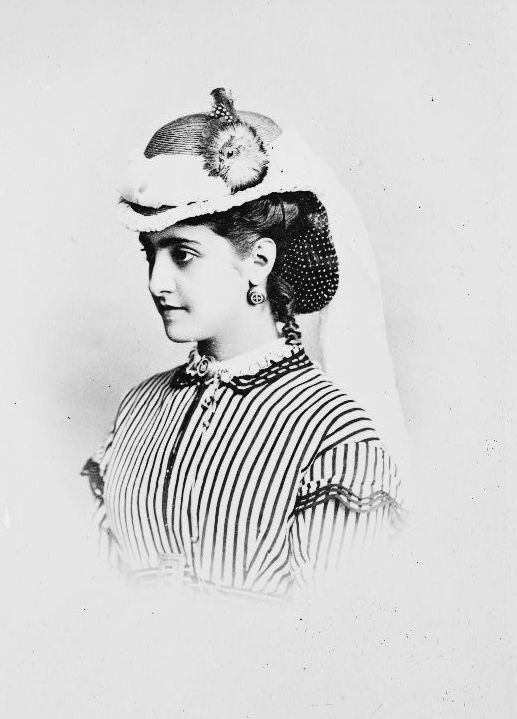
Adelina Patti (1843-1919)

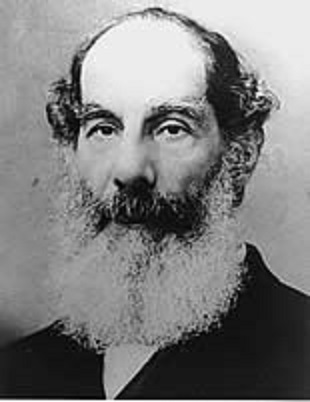
Sabato Morais (1823-1897)

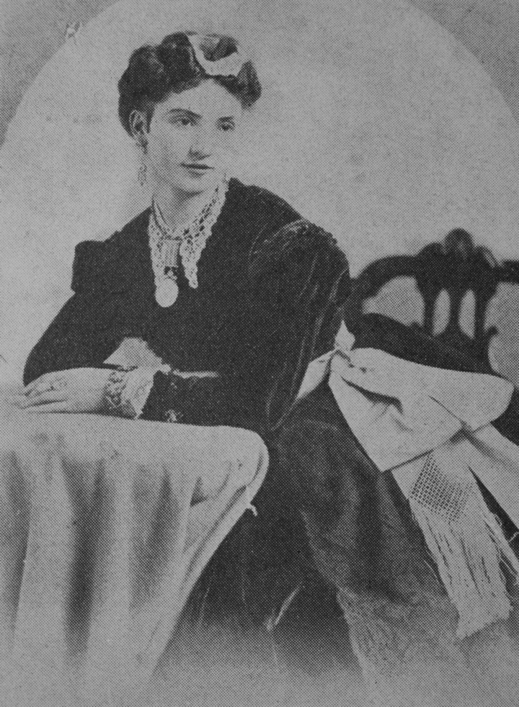
Giuseppina Morlacchi (1843-1886)

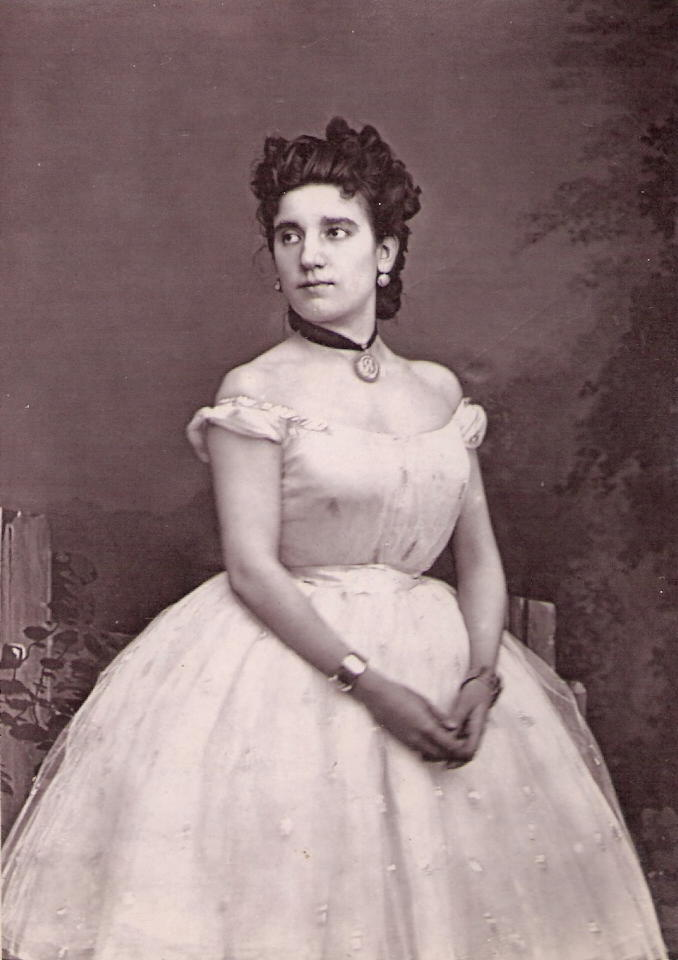
Rita Sangalli (1849-1909)

La maggior parte degli italiani combatterono però nell'esercito unionista, sia per ragioni demografiche (la maggior parte di loro risiedeva nell'area di New York), sia politiche (la lotta contro lo schiavismo). Rifugiati mazziniani come Francesco Secchi De Casali e reduci garibaldini dall'Italia sostennero con entusiasmo lo sforzo bellico. Un contingente della Guardia garibaldina (Garibaldi Guard) raccolse volontari non solo dall'Italia, ma anche da Germania, Ungheria e Francia a formare il 39º New York Infantry. Ci furono anche trattative volte a coinvolgere direttamente Giuseppe Garibaldi con un ruolo di comando nell'esercito unionista, che però non si concretizzarono essendo Garibaldi in quegli anni impegnato nelle vicende italiane.
Tra gli italiani che ebbero ruoli di autorità nell'esercito unionista nel corso della guerra civile, si segnalano in particolare:
- il lombardo Luigi Tinelli, imprigionato dagli austriaci come mazziniano, in esilio in America dal 1836 e per 10 anni quindi console statunitense in Portogallo;
- il siciliano Enrico Fardella, un garibaldino reduce dall'impresa dei Mille, il quale organizza due corpi di volontari: il 51º Reggimento di New York nel 1861 e l'85° Volontari di New York nel 1864. Fu nominato generale da Abramo Lincoln nel 1865. Dopo la guerra rientra in Italia dove diviene sindaco di Trapani dal 1873 al 1879;
- l'italoamericano Francis B. Spinola, che nel 1863 assume il comando dell'Excelsior Brigade di New York. Dopo la guerra diventa il primo italoamericano ad essere eletto alla Camera dei rappresentanti degli Stati Uniti, dal 1887 al 1891;
- l'italoamericano Edward Ferrero, ballerino, maestro di ballo e coreografo, il quale forma un reggimento a sue spese e partecipa a numerose azioni belliche, fino a ricevere il grado di Maggior Generale.
- Il napoletano Francesco Maria Scala, direttore della United States Marine Band dal 1855 al 1871, decorato anch'egli con la Medal of Honor in quale negli anni della guerra forma uno stretto sodalizio con il presidente Abramo Lincoln, accompagnandolo con la Band in tutti i suoi impegni ufficiali, dal discorso di Gettysburg all'annuncio della vittoria sull'esercito confederato.
- Il piemontese Luigi Palma di Cesnola (1832-1904), un reduce della prima guerra di indipendenza e della guerra in Crimea, il quale forte della sua esperienza organizza una accademia militare per preparare i giovani ufficiali. Combatte come comandante del 4th NY Cavalry ed è uno dei sei italiani a ricevere la Medal of Honor per il suo valore assieme a Cesnola. Dopo la guerra è nominato console statunitense a Cipro, si scopre archeologo e dal 1879 al 1904 diviene primo direttore del Metropolitan Museum of Art di New York.

Artisti e scultori italiani vennero invitati a Washington per lavorare alla costruzione del Campidoglio e per creare alcuni dei suoi principali monumenti. Dal 1855 e il 1880, Costantino Brumidi (1805-1880) affrescò la cupola del Campidoglio e eseguì altre opere d'arte per abbellirlo. Giovanni Turini completò varie statue monumentali a New York.
- Il piemontese Vincenzo Botta fu professore di Italiano alla New York University dal 1856-1894. Nel 1886 il rabbino livornese Sabato Morais fu tra i fondatori e primo preside del Jewish Theological Seminary a New York. Il gesuita Giuseppe Cataldo fondò nel 1887 la Gonzaga University a Spokane.
- Il fotografo napoletano Carlo Gentile (1835-1893) è ricordato per i suoi studi etnografici sui nativi americani e come padre adottivo di Carlos Montezuma, primo nativo americano a laurearsi come medico e leader dei diritti civili dei nativi americani.

I musicisti italiani continuano a farsi valere nell'Ottocento come direttori di banda. Il piemontese Carlo Alberto Cappa, emigrato nel 1858, è musicista della 7th Regiment Band e la dirige dal 1881. Il toscano Francesco Fanciulli (1853-1915), giunto negli Stati Uniti nel 1876, riceve l'onore e l'onere di succedere a John Philip Sousa alla guida della United States Marine Band dal 1892 al 1897. Ma nella seconda metà dell'Ottocento comincia ad affermarsi l'opera italiana, a cominciare da San Francisco; Eliza Biscaccianti, Adelina Patti e Pasquale Brignoli furono i primi cantanti italiani ad assumere il ruolo di star negli Stati Uniti. Un altro campo in cui la presenza degli italiani è massiccia è quello della danza con Maria Bonfanti, Rita Sangalli e Giuseppina Morlacchi.
Crebbe anche la visibilità degli italiani nella vita pubblica e politica degli Stati Uniti. Il primo Columbus Day fu organizzato da italiani statunitensi a San Francisco nel 1869. Nacquero nuovi giornali degli emigranti in lingua italiana per gli emigranti, primo fra tutti Il progresso italo-americano fondato da Carlo Barsotti nel 1879. Nel 1880 Anthony Ghio divenne sindaco di Texarkana (Texas).

### La Grande Emigrazione di fine Ottocento-inizio Novecento (1880-1924)

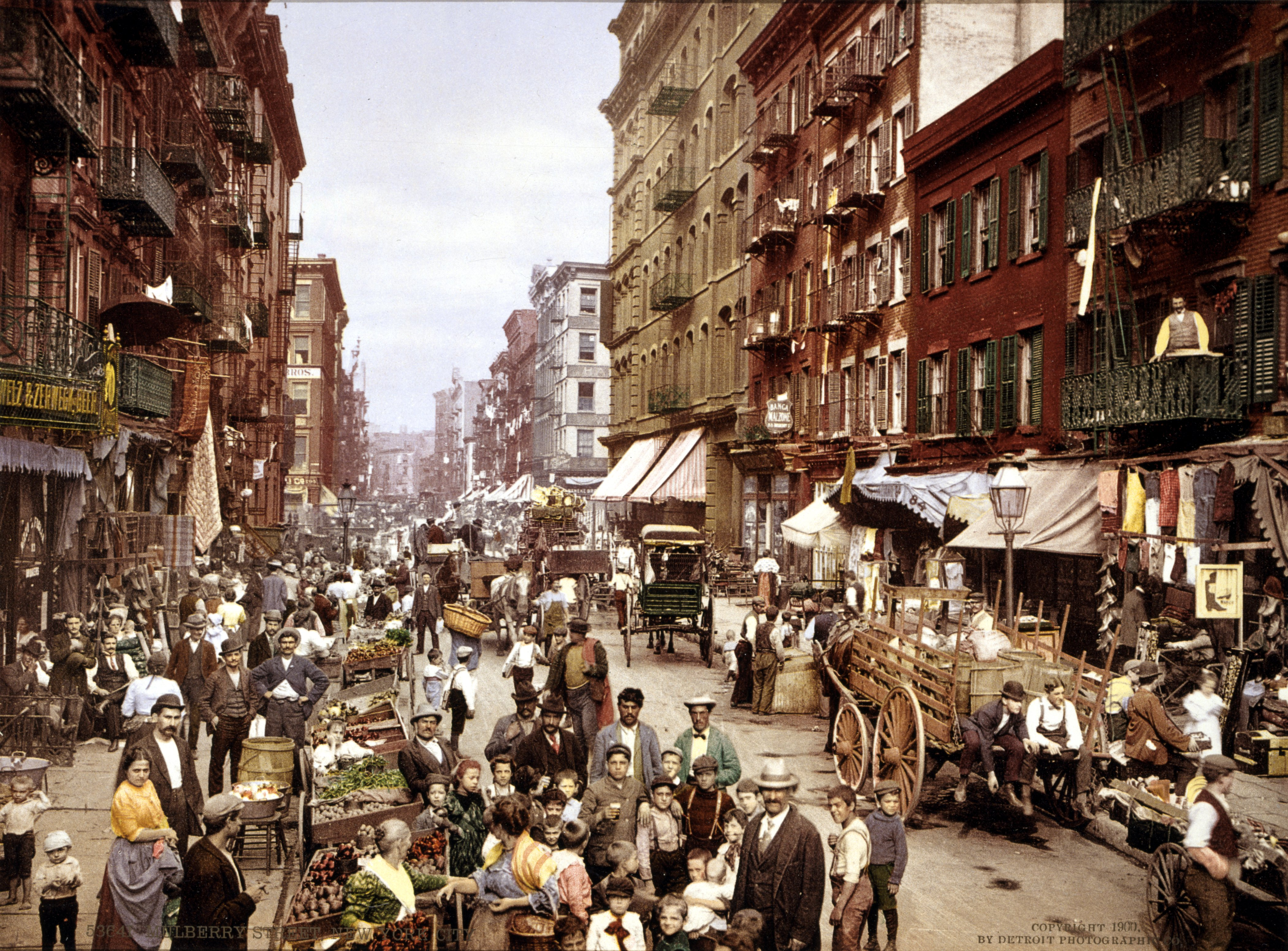
Mulberry Street agli inizi del Novecento, lungo la quale si sviluppa Little Italy

Fino agli ultimi decenni del XIX secolo, l'immigrazione italiana negli Stati Uniti era rimasta circoscritta a poche centinaia o migliaia di persone all'anno. Erano soprattutto mazziniani e garibaldini prima e anarchici e socialisti in seguito che fuggivano per lo più dal nord Italia, per questioni politiche.
L'emigrazione di massa italiana iniziò intorno al 1880 ed ebbe i suoi maggiori picchi agli inizi del XX secolo, quando centinaia di migliaia di italiani, provenienti soprattutto dalle regioni dell'annesso regno borbonico, per cercare una nuova vita, nuove opportunità e sottrarsi alla miseria, si imbarcarono verso il Nuovo Mondo. Solo tra il 1900 e il 1920 si contarono circa 4 milioni di italiani che misero piede a Ellis Island. Per diversi decenni, il numero di coloro che a New York si potevano considerare italiani era superiore alla stessa popolazione di Roma. Occorre anche ricordare che questi italiani presentavano differenze assai marcate sotto il profilo linguistico, campanilistico e di classe sociale.
I nuovi arrivati, la cui presenza era essenziale per l'economia statunitense in grande espansione, furono soggetti a condizioni lavorative fortemente diseguali, con orari e condizioni di impiego massacranti e stipendi ridotti. A ciò si aggiunsero discriminazioni razziali molto pesanti nei loro confronti, che sfociarono anche in numerosi episodi di violenza culminati nel linciaggio di 11 italiani a New Orleans nel 1891. Al loro interno le capacità di espansione e di crescita economica delle comunità italiane furono ostacolate e rallentate dalla presenza di forti organizzazioni criminali mafiose (come la Mano Nera) che praticavano l'estorsione, il ricatto e il rapimento ai danni dei propri connazionali.
Gli immigrati strinsero i legami tra di loro. A New York, tra il 1895 e il 1909, il poliziotto Joe Petrosino guidò la prima reazione dall'interno al fenomeno mafioso. Sul lavoro gli operai e le operaie italiane portarono in America la ricchissima tradizione di associazionismo sindacale e di mutuo soccorso che diede un contributo fondamentale alla crescita del movimento operaio negli Stati Uniti. Da questo ambiente profondamente influenzato da idee socialiste e anarchiche emersero figure di attivisti come Arturo Giovannitti, Joseph Ettor, Carlo Tresca, Pietro e Maria Botto, Nicola Sacco e Bartolomeo Vanzetti, questi ultimi due condannati a morte nel 1927 al termine di un controverso processo.
Dall'esperienza delle società di mutuo soccorso partì anche l'attività imprenditoriale di Amadeo Giannini, che nel 1904 aprì in California la Bank of Italy, destinata a diventare una delle principali banche degli Stati Uniti.
Si moltiplicano anche le iniziative assistenziali ed educative del clero cattolico rivolte agli immigrati italiani. In esse si distinsero in particolare i padri scalabriniani Pietro Bandini, Giacomo Gambera, Gaspare Moretto e Riccardo Secchia, animatori a New York tra 1891 e il 1923 della Italian St. Raphael Society con il contributo dei padri Francesco Zaboglio e Antonio Demo. Si ricordano anche suor Blandina Segale (1850-1941) per le sue opere caritative nel West statunitense; e soprattutto suor Francesca Saverio Cabrini (1850-1917) che nel 1946 fu riconosciuta come prima santa statunitense e patrona degli immigrati per le molte istituzioni (scuole, ospedali, orfanotrofi) che riuscì a creare, fondò in primis l'ordine delle Missionarie del Sacro Cuore di Gesù. Grande influenza ebbe anche Maria Montessori, che nel 1913 visitò gli Stati Uniti per propagandare il suo metodo, ricevendone una calorosa accoglienza.
Seguendo le orme di Costantino Brumidi, altri artisti italoamericani hanno contribuito a creare gli imponenti monumenti di Washington. Attilio Piccirilli, con l'assistenza dei suoi cinque fratelli, ha scolpito il Lincoln Memorial tra il 1911 e il 1922. Lavoratori edili italiani hanno aiutato a costruire l'Union Station di Washington, considerato una delle più belle stazioni ferroviarie del paese, che fu iniziata nel 1905 e completata nel 1908; le sei statue che ne ornano la facciata sono stati scolpite da Andrew Bernasconi tra il 1909 e il 1911.
Un campo nel quale gli italiani seppero conquistarsi un ruolo di assoluto predominio culturale fu quello della musica classica e dell'opera italiana in particolare che in quegli anni assunse grande notorietà negli Stati Uniti. Dal 1908 al 1935 Giulio Gatti Casazza fu a capo del Metropolitan Opera House a New York, facendone un teatro di livello internazionale. Impressionante è l'elenco dei direttori di orchestra italiani che fecero degli Stati Uniti la loro residenza principale, da Enrico Bevignani a Luigi Mancinelli, Giorgio Polacco, Gaetano Merola e su tutti il celeberrimo e amatissimo Arturo Toscanini. Altrettanto prestigioso l'elenco dei cantanti d'opera, da Adelina Patti, a Angelo Badà, Giacomo Rimini e su tutti il grande Enrico Caruso. Anche Giacomo Puccini visitò gli Stati Uniti e compose La fanciulla del West per la première newyorchese il 10 dicembre 1910 con Caruso e Toscanini, in una serata storica per l'intera comunità italo-americana. L'America di Puccini che in Manon Lescaut era ancora un deserto d'esilio dove i protagonisti giungono a morire, è adesso diventata la terra in cui si consumano le difficoltà degli immigrati, ma dove è anche possibile trovare la gioia di una nuova vita e di un futuro migliore.
Con lo scoppio della prima guerra mondiale nel 1914, non pochi furono gli immigrati non ancora naturalizzati che rientrarono in patria come soldati e ufficiali. Molti altri seguirono nel 1917–18, questa volta nei ranghi dell'esercito statunitense con l'entrata in guerra degli Stati Uniti; tra di essi, Michael Valente ricevette la più alta onorificenza militare degli Stati Uniti, la Medal of Honor, per le sue azioni in Francia del 29 settembre 1918. L'alleanza tra Italia e Stati Uniti e l'impegno comune che ne scaturì in quegli anni anche sul fronte interno fu un altro decisivo passo in aventi verso l'identificazione degli italoamericani con la società statunitense.

### L'epoca fascista e la seconda guerra mondiale
Negli anni successivi alla prima guerra mondiale, tra il 1921 e il 1924, il Governo degli Stati Uniti promulgò delle leggi urgenti per arginare l'immigrazione massiccia (chiamate Emergency Quota Act). Queste leggi riducevano drasticamente il numero di immigrati, in particolar modo dal sud e dall'est Europa, favorendo invece i nord europei. In questo modo gli immigrati italiani si ridussero a poche migliaia l'anno.
Terminato il flusso dell'emigrazione di massa dall'Italia, continuò per gli italoamericani il lungo cammino della piena integrazione. Il pedagogista italoamericano Leonard Covello fu uno dei primi ad affrontare il problema delle difficoltà di integrazione dei ragazzi italiani nelle scuole statunitensi, soprattutto dopo che nel 1938 l'approvazione di nuove leggi proibisce il lavoro minorile ed introduce l'obbligo scolastico per otto anni di istruzione.
Alcuni italoamericani cominciano ad affermarsi al grande pubblico, nel cinema, come l'attore Rodolfo Valentino o il regista Frank Borzage (Oscar nel 1929 e 1932) e Frank Capra (Oscar nel 1935, 1937 e 1939).
Nello sport emergono su tutti il pugile Primo Carnera, che nel 1933-34 fu campione del mondo, e il giocatore di baseball Joe DiMaggio.
Giulio Gatti Casazza tiene ancora saldamente le redini del Metropolitan Theatre (vi rimane fino al 1935). La tradizione di eccellenza nell'opera lirica prosegue con artisti che dall'Italia trovano successo stabile in America: cantanti come Giovanni Martinelli, Beniamino Gigli, Giacomo Lauri-Volpi e Ezio Pinza, ballerini come Rosina Galli e Francesca Braggiotti e numerosi direttori d'orchestra. Dopo un periodo di rientro a Milano, torna anche Arturo Toscanini a dirigere la New York Philharmonic Orchestra (1926–36) e la NBC Symphony Orchestra (1937-54). Direttamente dalla diaspora italiana vengono i soprano italoamericani Rosa Ponselle e Dusolina Giannini e il direttore italo-argentino Ettore Panizza.
Grande fama raggiunge anche l'architetto Rosario Candela a New York.
Un ruolo di primo piano per la diffusione della cultura italiana fu svolto in quegli anni da Giuseppe Prezzolini, dal 1929 al 1950 professore di italiano alla Columbia University, dove il 27 ottobre 1927 era stata inaugurata la Casa di Cultura Italiana alla presenza del senatore Guglielmo Marconi. A New York è sindaco per tre mandati consecutivi, dal 1934 al 1945, l'italoamericano Fiorello La Guardia, nipote per ramo materno del rabbino italiano Samuel David Luzzatto.
L'emergere e l'affermarsi del regime fascista in Italia furono visti inizialmente con un certo favore da vasti strati dell'opinione pubblica italoamericana, che vi vedevano un'occasione di rinascita del sentimento nazionale italiano e di rafforzamento dei propri legami con la madrepatria. Il regime fascista si adoperò anche per scopi propagandistici per rivitalizzare e diffondere le istituzioni italiane all'estero sfruttando a questo fine il prestigio di istituzioni culturali come la Società Dante Alighieri, l'influenza di politici italoamericani come Generoso Pope, la popolarità di personaggi come Guglielmo Marconi, Ugo Veniero D'Annunzio, Beniamino Gigli e Primo Carnera, o organizzando eventi spettacolari come la Crociera aerea del Decennale guidata da Italo Balbo in occasione della Esposizione universale di Chicago del 1933. Anche nella cultura popolare italiana aumentò l'attenzione nei confronti dei connazionali emigrati come la popolarità di una canzone come Le porti un bacione a Firenze (Odoardo Spadaro, 1938) ben testimonia.
D'altro lato, era presente negli Stati Uniti una forte comunità antifascista alimentata anche dall'arrivo di molti rifugiati. Tra gli intellettuali antifascisti più attivi furono Cesare Corvo, Giuseppe Lupis, Massimo Salvadori, Girolamo Valenti, Max Ascoli, Gaetano Salvemini, Giuseppe Antonio Borghese, Giorgio La Piana, Lauro De Bosis, Lisa Sergio, lo stesso Arturo Toscanini ed Enrico Fermi. Essi trovarono appoggio nelle organizzazioni operaie degli italo-americani, guidate dai leader storici del sindacalismo italo-americano come Carlo Tresca e da figure emergenti come Luigi Antonini, i quali misero in atto una aperta campagna di controinformazione sulla natura dittatoriale del regime, che diede origine anche a numerose manifestazioni pubbliche antifasciste. Lo scontro si fece aspro anche sulla stampa italoamericana: da un lato il filofascista Il progresso italo-americano di Generoso Pope, dall'altro l'antifascista Il Martello di Carlo Tresca.
Dopo la promulgazione delle leggi razziali del 1938, gli Stati Uniti divennero terra di rifugio per molti ebrei italiani, come Franco Modigliani, Guido Fubini, Giorgio Levi Della Vida, Camillo Artom, Mario Castelnuovo-Tedesco, Vittorio Rieti, Bruno Benedetto Rossi, Emilio Segrè, Massimo Calabresi e sua moglie Bianca Maria Finzi-Contini, Giorgio Cavaglieri, Ugo Fano, Roberto Mario Fano, Guido Fubini, Eugenio Fubini, Paolo Milano, Roberto Sabatino Lopez, Piero Foà, Luigi G. Jacchia, Salvatore Luria, Silvano Arieti, Bruno Pontecorvo ed altri.
Nel 1939 Max Ascoli e Gaetano Salvemini fondarono la Mazzini Society con lo scopo di dar voce alla comunità italiana antifascista in America; con lo scoppio del conflitto e l'invasione tedesca della Francia nel giugno 1940 la Society accolse i numerosi rifugiati politici italiani provenienti dall'Europa: Aldo Garosci, Alberto Cianca, Alberto Tarchiani, Randolfo Pacciardi e l'ex Ministro degli Esteri Carlo Sforza. Nel 1940 giunse in America anche don Luigi Sturzo.
Con l'ingresso degli Stati Uniti nella seconda guerra mondiale nel dicembre 1941, misure restrittive furono prese, specie fino al 1943, nei confronti degli italiani, ora cittadini di un paese nemico. Molti degli italiani che non erano ancora cittadini americani o che erano sospettati di simpatie fasciste vennero internati, specie in California. Le scuole e i periodici di lingua italiana furono chiusi; stessa sorte toccò alla Società Dante Alighieri. Ciò non incrinò tuttavia i profondi legami degli italoamericani con la loro nuova patria. Le organizzazioni sindacali antifasciste si batterono senza esitazioni a supporto dello sforzo bellico, nel momento in cui difendevano i diritti degli italiani da ogni forma di discriminazione; in primo luogo l'Italia-American Labor Council creato da Luigi Antonini che già il 31 gennaio 1942 promosse il "Freedom Rally" al Madison Square Garden, per dimostrare la lealtà degli italo-americani alla causa statunitense. Il trauma di Pearl Harbor portò anche i "filofascisti" di Generoso Pope a schierarsi apertamente contro Benito Mussolini. La maggior parte delle restrizioni nei confronti degli italiani residenti in America furono ufficialmente abolite già nell'ottobre 1942.
Per tutta la durata del conflitto, i figli degli italoamericani combatterono con valore nell'esercito statunitense nei vari fronti di guerra e molti furono quelli che furono impegnati sul fronte italiano. Max Corvo diresse l'Office of Strategie Services (OSS), il servizio segreto statunitense, composto da italoamericani, che sostenne le operazioni per la liberazione dell'Italia. Enrico Fermi svolse un ruolo decisivo nello sviluppo del programma nucleare americano. Alla fine del conflitto furono dodici i soldati italoamericani insigniti della Medal of Honor, la più alta onorificenza al valore militare; tra di essi il più celebrato è John Basilone.
D'altro lato, i molti soldati italiani che a partire dal 1943 giunsero negli Stati Uniti come prigionieri di guerra e quindi come "nemici" poterono contare sull'assistenza delle comunità italoamericane locali e su condizioni di prigionia particolarmente favorevoli.
La situazione degli italiani in America migliorò decisamente dopo l'Armistizio del settembre 1943. L'Italia adesso si trovava divisa, tra un regime fantoccio alleato con i tedeschi al Nord ed un governo cobelligerante operante nel Sud del paese guidato dal re Vittorio Emanuele III e dal Maresciallo Badoglio.
Le associazioni italo-americani furono pronte nel sottolineare come gli italiani si trovassero ora uniti nella lotta contro il nazifascismo. Nel dicembre 1943, Arturo Toscanini fu il protagonista di un cortometraggio diretto da Alexander Hammid che celebrava il ruolo avuto dagli antifascisti italo-americani per la caduta di Mussolini e si concludeva con la rappresentazione di una speciale versione dell'Inno delle Nazioni composto da Giuseppe Verdi nel 1862, su parole di Arrigo Boito. Lo spartito verdiano includeva i motivi di tre inni nazionali: l'Inno di Mameli, La Marsigliese e God Save the King. Toscanini vi aggiunse The Star-Spangled Banner e l'Internazionale (in onore degli USA e dell'URSS, paesi fondamentali per la battaglia contro il nazifascismo) e modificò alcune parole dell'Inno di Mameli, adattandole alla situazione contemporanea. Il concerto, diretto da Toscanini con la NBC Symphony Orchestra, Jan Peerce come solista, e coristi dal Westminster Choir College, fu radio-trasmesso il 31 gennaio 1943 e riproposto dal vivo il 25 maggio 1944 in uno spettacolo di beneficenza per la Croce Rossa al Madison Square Garden di New York.
Anche ai prigionieri di guerra italiani fu offerta la possibilità di unirsi agli sforzi bellici degli Alleati e di far parte di Italian Service Units (ISUs), ricevendo un salario per il loro lavoro volontario. Moltissimi furono coloro che aderirono e le condizioni di prigionia migliorarono in generale anche per quelli che non lo fecero per paura di rappresaglie nei confronti dei loro familiari ancora nelle zone occupate in Italia. A guerra conclusa le operazioni di rimpatrio furono condotte con sollecitudine e tra i giovani soldati non pochi furono quelli che decisero di rimanere e mettere su famiglia in America.

### Il secondo dopoguerra
I ristabiliti rapporti amichevoli tra Italia e Stati Uniti nel dopoguerra favorirono la ripresa del cammino di integrazione della comunità italiana nella società statunitense. Nei difficili anni del dopoguerra alcuni italo-americani, come Luigi Antonini o Fiorello La Guardia furono impegnati direttamente nel processo di ricostruzione.

#### Gli anni '50 e '60
L'identità culturale ed etnica degli italoamericani resta forte anche se si affievoliscono i contatti diretti con l'Italia, soprattutto per la mancanza della conoscenza dell'italiano tra le nuove generazione e le perduranti politiche restrittive sull'immigrazione che non favoriscono arrivi di massa dall'Italia, che in quegli anni si indirizzano piuttosto verso l'Europa centrale o l'Australia.
Le comunità italoamericane sono soggette a trasformazioni profonde che ne segnano l'uscita definitiva dai ghetti etnici delle Little Italies e l'integrazione ad ogni livello nella società statunitense.
Nel 1950-51 i lavori del Kefauver Committee del Senato statunitense rendono per la prima volta nota al grande pubblico l'esistenza di Cosa nostra statunitense e gettano le basi per la repressione della criminalità organizzata mafiosa negli Stati Uniti. Nel 1963 Joe Valachi diventa il primo pentito a rivelare nei minimi dettagli l'organizzazione interna delle famiglie mafiose statunitensi. Per le comunità italoamericane la lotta alla mafia è la fine di un legame e di una dipendenza che a lungo ne hanno limitato le capacità di sviluppo. L'opinione pubblica statunitense è affascinata da queste storie e la mafia diventa il soggetto di numerosi film sul soggetto e di servizi giornalistici ed opere letterarie culminate nel 1969 nella pubblicazione del romanzo Il padrino di Mario Puzo.
Gli italoamericani sono ormai una presenza complessa, affermata in tutti i campi della cultura statunitense, a cominciare dal cantante e attore Frank Sinatra, dominatore incontrastato della canzone statunitense negli anni cinquanta e sessanta e vincitore nel 1953 di un Oscar per miglior attore non protagonista. Nello spettacolo si affermano anche Perry Como, Dean Martin, Tony Bennett, e il regista Vincente Minnelli. Nello sport emergono il giocatore di baseball Yogi Berra dei New York Yankees e il pugile Rocky Marciano, campione del mondo dei pesi massimi dal 1952 al 1958. Il film Marty, vincitore del Premio Oscar come miglior film del 1955, offre per la prima volta uno spaccato di "ordinaria" vita italoamericana lontano degli stereotipi della criminalità e dell'Italian lover.
Gli Stati Uniti continuano ad offrire opportunità di successo a ricercatori e scienziati italiani, tra di loro si contano due premi Nobel: Emilio Segrè (Fisica, 1959), e Salvatore Luria (Medicina, 1969). Tra i ricercatori e intellettuali italiani che operano negli Stati Uniti nel dopoguerra ci sono anche Lamberto Cesàri, Federico Faggin, Giancarlo Rota, Paolo Soleri, Giuseppe Vaiana, e altri. Alcuni di essi erano giunti giovanissimi come profughi e rifugiati durante la seconda guerra mondiale, come Roberto Mario Fano, Giuliana Cavaglieri Tesoro, Andrew Viterbi, Paul Calabresi, Guido Calabresi, e altri.
La tradizione dei cantanti e musicisti italiani in America continua con Salvatore Baccaloni, Ezio Pinza (che conosce una seconda giovinezza come cantante a Broadway), Anna Maria Alberghetti, e Mario Lanza (attivo soprattutto nel cinema),
Due scalpellini italoamericani, Roger Morigi (1907-1995) e Vincent Palumbo (1936-2000), hanno trascorso decenni creando le opere scultoree che impreziosiscono la Washington National Cathedral.
A fare da ponte tra Italia e Stati Uniti sono soprattutto alcuni personaggi dello spettacolo la cui popolarità tocca entrambe le sponde dell'Atlantico, in primo luogo attrici come Anna Magnani, Gina Lollobrigida e Sophia Loren. L'italoamericano più noto a vivere e lavorare in Italia è stato invece, con una lunghissima carriera televisiva, il conduttore Mike Bongiorno (1924-2009). Ma numerosi sono gli italoamericani ad affermarsi in Italia nel dopoguerra, soprattutto nel campo dello spettacolo (Don Lurio, Heather Parisi) e dello sport (Mike D'Antoni).
Tra gli intellettuali italoamericano a mantenere vivi i contatti con la madrepatria si segnala in questo periodo soprattutto la figura del compositore Gian Carlo Menotti, la cui opera Amahl and the Night Visitors dal 1951 diventa un classico natalizio alla televisione statunitense e che nel 1958 è l'ideatore del Festival dei Due Mondi con sede italiana a Spoleto.

#### Gli anni '70 e '80
A metà degli anni sessanta nuove leggi statunitensi avevano abolito le quote d'ingresso per paese di provenienza, in questo modo l'immigrazione italiana poteva riprendere. A causa delle migliori condizioni economiche italiane tuttavia gli arrivi si ridussero notevolmente fino ad arrivare negli anni ottanta a poche migliaia di unità.
Grande successo ebbero alcuni film sulla vita degli italoamericani, a cominciare da Il padrino (1972) diretto da Francis Ford Coppola con due sequel nel 1974 e 1990, e Rocky (1976) con Sylvester Stallone con ben cinque sequel tra il 1978 e il 2007. Le due serie di film non furono immuni da polemiche per gli stereotipi che riproponevano ma segnarono il definitivo ingresso degli italoamericani tra i soggetti di grande successo del cinema statunitense.
Continua l'affermazione degli italoamericani in nuovi campi della cultura e della scienza, segnato da tre premi Nobel: Renato Dulbecco (Medicina, 1975), Franco Modigliani (Economia, 1985), e Rita Levi-Montalcini (Medicina, 1986). L'eccellenza nella musica classica continua con Luciano Pavarotti, e i direttori Bruno Bartoletti e Riccardo Muti. A livello popolare il calcio, a lungo relegato tra gli sporti minori statunitensi, comincia ad acquisire maggior rilevanza, grazie anche alla presenza di Giorgio Chinaglia nei New York Cosmos dal 1976 al 1983.
La presenza dell'orgoglio italoamericano nella società statunitense si fa più visibile. Nel 1977 il presidente statunitense Jimmy Carter dichiara il Columbus Day festa nazionale. Nel 1982 la vittoria della Nazionale italiana ai Mondiali di calcio in Spagna per la prima volta genera manifestazione pubbliche di giubilo anche tra i tifosi italoamericani.
Esponenti politici italoamericani raggiungono traguardi importanti. Dal 1983 al 1994 Mario Cuomo è governatore democratico dello Stato di New York. Nel 1984 l'italo-americana Geraldine Ferraro divenne la prima donna statunitense ed essere candidata alla Vicepresidenza degli Stati Uniti. Nel 1986 il presidente Ronald Reagan nominò Antonin Scalia, di tendenze conservatrici, come membro della Corte suprema degli Stati Uniti d'America, primo giudice italoamericano a raggiungere i vertici del sistema costituzionale statunitense. Nel 1987 entra in Parlamento la democratica Nancy Pelosi (nata D'Alesandro) destinata ad una lunga ed importante carriera politica.

### La nuova migrazione intellettuale

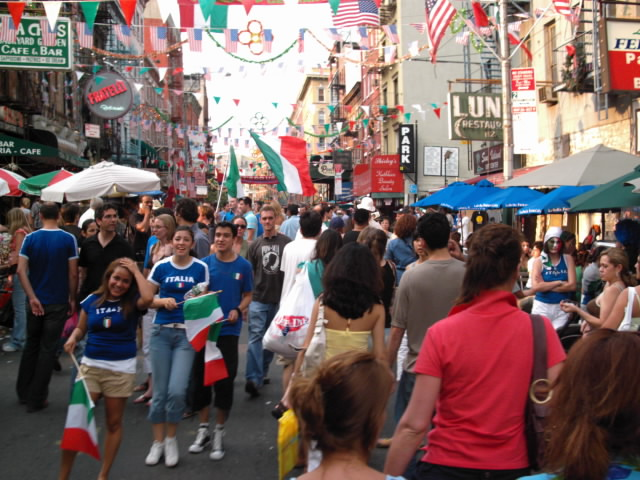
Little Italy a Manhattan dopo la vittoria della Nazionale italiana di calcio al Campionato mondiale di calcio 2006.

A partire dagli anni novanta del Novecento una nuova ondata migratoria dall'Italia ha interessato gli Stati Uniti. Contrariamente a quanto avvenuto un secolo prima, in questo caso si è trattato di un'emigrazione di professionisti e intellettuali attratti dalle maggiori opportunità di lavoro nelle università e nelle imprese statunitensi. È un'emigrazione diversa rispetto al passato, con forti legami con l'Italia (favoriti dalle migliori opportunità di viaggio e anche dalle nuove tecnologie di comunicazione) e una maggior propensione all'uso della lingua italiana. Nel 2000 la concessione del diritto di voto agli italiani residenti all'estero e il riconoscimento della doppia cittadinanza hanno grandemente favorito i legami con l'Italia ed aperto un nuovo capitolo nelle relazioni tra gli italoamericani e l'Italia. L'istituzione poi nel 2005 dell'AP Italian Language and Culture Exam per gli studenti delle scuole superiori negli Stati Uniti ha fortemente stimolato il mantenimento e l'apprendimento della lingua italiana tra le nuove generazioni di italoamericani; attualmente sono circa 2.500 i ragazzi/e che ogni anno negli Stati Uniti affrontano e superano l'esame.
L'immaginario collettivo statunitense resta ancora in buona parte legato agli stereotipi della mafia, della criminalità e della famiglia tradizionale italiana. Il più grande successo popolare sugli italoamericani, in sei stagioni dal 1999 al 2007, in assoluto uno dei maggiori successi televisivi di ogni tempo, ancora una volta è stato riservato ad una serie televisiva I Soprano che nel descrivere la vita di una famiglia italiana del New Jersey si rifà ancora espressamente ai modelli de Il padrino. L'immagine degli italiani tuttavia si è fatta più complessa e sfaccettata, e decisamente più moderna. Da tempo gli stilisti italiani e le grandi marche della moda italiane (Armani, Gucci, Ferragamo, Valentino, Versace, ecc.) si sono assicurati una presenza e conquistati un ruolo di assoluto primo piano anche nel mercato statunitense. Lo stesso si può dire dell'industria alimentare italiana, i cui prodotti tipici (pizza, pasta, vino, olio d'oliva, ecc.) sono ormai usciti dall'ambito nostalgico "etnico" per diventare parte della "nuova" dieta statunitense. Nuovi settori si sono aperti alla presenza italiana, come quello aerospaziale; ben otto sono gli astronauti italoamericani a prendere parte a missioni nello spazio a partire dagli anni novanta. Due nuovi premi Nobel, Riccardo Giacconi (Fisica, 2002) e Mario Capecchi (Medicina, 2007), si aggiungono alla lista dei cinque conquistati negli decenni precedenti da ricercatori italoamericani. Nel 2008 si è costituita la ISSNAF (Italian Scientists and Scholars in North America Foundation) a rappresentare le migliaia di professori e ricercatori italiani presenti ad ogni livello e in ogni settore del sistema universitario e di ricerca statunitense. Il 2013 è dichiarato "Anno della cultura italiana negli Stati Uniti" con un'ampia serie di iniziative.
Continua la presenza italiana nelle arti, nello spettacolo e nello sport. Alla fine degli anni novanta grande sensazione provocò anche negli Stati Uniti l'uscita del film La vita è bella di Roberto Benigni, premiato nel 1999 con tre Oscar inclusi quelli per miglior film straniero e miglior attore protagonista. Martin Scorsese vince l'Oscar al miglior regista nel 2007, Mauro Fiore l'Oscar alla miglior fotografia nel 2010, e Milena Canonero l'Oscar ai migliori costumi nel 2007 e 2015. Nella musica classica la tradizione d'eccellenza continua con artisti come Riccardo Muti, direttore della Chicago Symphony Orchestra, e Fabio Luisi, direttore principale della Metropolitan Opera. In ambito più leggero, se Andrea Bocelli è l'unico cantante italiano ad avere uno status di star negli Stati Uniti, Eros Ramazzotti e Zucchero Fornaciari sono tra quelli più presenti sul mercato statunitense. Nel 2006 la vittoria della Nazionale italiana di calcio al Campionato mondiale in Germania è salutata con manifestazioni pubbliche di giubilo da parte delle comunità italoamericane in tutte le maggiori città statunitensi.
Si consolida la presenza degli italo-americani nella vita pubblica statunitense. Dal 1994 al 2001 Rudolph Giuliani è il sindaco di New York, guadagnandosi notorietà internazionale per la coraggiosa gestione della crisi dell'11 settembre 2001. Negli stessi anni, dal 1994 al 2008, un altro uomo politico con origini italiane George Pataki è governatore dello Stato di New York. Nel 1995 Mary Landrieu (D-La.) diviene la prima donna italoamericana eletta al Senato. Nel 2005 un altro giudice italoamericano Samuel Alito è nominato membro della Corte suprema degli Stati Uniti d'America. Dal 2007 al 2011 la democratica Nancy Pelosi (nata D'Alesandro) è Presidente (Speaker) della Camera dei rappresentanti; è la prima italoamericana e in assoluto la prima donna a ricoprire questa carica nella storia del Parlamento statunitense. Nel 2009 l'italo-canadese Sergio Marchionne è protagonista di un accordo tra FIAT e Chrysler cui si è dato merito di aver salvato e rilanciato l'industria automobilistica statunitense. Nel 2011 il figlio di Mario Cuomo, Andrew Cuomo è eletto governatore dello Stato di New York e nel novembre 2013 Bill de Blasio diviene il quarto sindaco italoamericano della città di New York.
Dal gennaio del 2019 l'italoamericano (il cognome della madre era Ruggiero, prima che suo nonno lo cambiasse in Rogers) repubblicano Ron DeSantis, dopo essere diventato membro della Camera dai Rappresentanti dal 2013 al 218, diventa governatore dello stato della Florida. Mentre nel febbraio del 2025 l'ex procuratrice generale della Florida di origini italoamericane Pam Bondi diventa a tutti gli effetti Procuratore Generale degli Stati Uniti, la carica più alta mai raggiunta nel governo federale da un italoamericano.

## Comunità

### Aspetti Generali
Secondo il censimento ufficiale (United States Census Bureau) del 2000, quasi 16 milioni (il 5,6%) di persone residenti negli Stati Uniti dichiararono di avere ascendenze italiane, rappresentando così il sesto gruppo etnico della nazione. Nel censimento del 2010 tale numero risulta aumentato a circa 17.250.000. Tuttavia, secondo alcune importanti associazioni culturali italo-americane, gli statunitensi che possiedono una qualche discendenza italiana nella loro famiglia sono stimati in circa 25-30 milioni di persone.. Di queste, gli iscritti all'Anagrafe degli italiani residenti all'estero (AIRE) - persone aventi quindi cittadinanza italiana o doppia cittadinanza (italiana e statunitense) - sono oltre 200.000, per l'esattezza 223.429 stando all'ultima rilevazione alla fine dell'anno 2012.
Poiché le emigrazioni dall'Italia verso gli Stati Uniti cominciarono prima dell'unità italiana (raggiungendo il picco in un'epoca in cui le differenze regionali nella Penisola erano ancora molto forti e marcate, sia da un punto di vista linguistico che da un profilo etnico), molti degli emigrati italiani si riunirono - e tuttora si riuniscono - principalmente su base regionale, piuttosto che raggrupparsi su motivazione nazionale. Sono molti gli studi dedicati anche alla storia distinta dei vari gruppi regionali. Si può parlare così ad esempio di siculoamericani (Sicilian American) per indicare gli statunitensi d'origini siciliane, o di liguriamericani a indicare quelli di origine ligure, ecc..

### Distribuzione
Tedeschi
     Americani
     Messicani
     Irlandesi
     Africani
     Italiani
     Inglesi
     Giapponesi
     Portoricani

Gruppi etnici maggioritari nei diversi Stati d'America. Gli italoamericani sono il primo gruppo etnico in quattro Stati del nord-est: New Jersey, New York, Connecticut e Rhode Island:
Tedeschi
Americani
Messicani
Irlandesi
Africani
Italiani
Inglesi
Giapponesi
Portoricani

Le maggiori comunità italoamericane si concentrano negli Stati del Nord Est, specialmente nella zona definita "Tri-State Area" (tra parentesi il loro numero e la percentuale sulla popolazione di quello Stato, dati NIAF del 2000:
- Stato di New York (2.737.146 / 14,4%), New Jersey (1.590.225 / 17,9%), Connecticut (652.016 / 18,6%), Massachusetts (860.079 / 13,5%), Pennsylvania (1.418.465 / 11,6%), Rhode Island (199.077 / 19,0%), Illinois (744.274 / 6,0%), Delaware (72.677 / 9,3%);
- ad Ovest: in California (1.450.884 / 4,3%), specialmente a Los Angeles (2,6%) e a San Francisco (5,0%),
- ed al Sud: in Florida (1.003.977 / 6,3%). Altre comunità consistenti si trovano anche nel cosiddetto "Profondo Sud" come a Kansas City (3,6%) e a New Orleans (3,2%).

Dopo l'abolizione della schiavitù, molti italiani sono giunti e hanno lavorato i campi come "sharecroppers" nel sud degli Stati Uniti, per questo motivo ci sono numerosi italoamericani anche negli stati Mississippi (1,4%), Louisiana e Alabama.
Gli italiani giunti negli USA crearono o si insediarono in molti quartieri, chiamati Little Italy, dove riunire abitudini e lingua e in parte sopravvivere a quegli statunitensi che li discriminavano, il più famoso è quello di Manhattan, nel cuore di New York, formatosi attorno a Mulberry Street; sempre a New York, vi sono altre Little Italy non meno importanti, come nel Bronx, a Bensonhurst, a Staten Island e nel Queens.
Uscendo dal New York si trovano molte altre città, più o meno popolose, con una presenza piuttosto elevata di cittadini di origine italiana e dove ancora persistono quartieri italiani, tra queste troviamo Cleveland, Syracuse (New York), Newark nel New Jersey, Providence nel Rhode Island, Johnston (Rhode Island), Troy (New York), Boston, Filadelfia, Chicago, Pittsburgh, San Diego e North Beach (San Francisco).

## Stereotipi
La massiccia immigrazione italiana nel periodo 1880-1920 e la nascita della Cosa nostra statunitense, come conseguenza di una fuga forzata di intere famiglie mafiose dalle regioni d'origine, portò al nascere di un consistente antitalianismo.
Le comunità italiane furono seconde solo agli afroamericani per numero di violenze e linciaggi subiti. Il caso dell'uccisione dello sceriffo David Hennessy portò a New Orleans al linciaggio di 11 italiani, colpevoli di avere la stessa nazionalità dei principali indagati per l'omicidio.
È un diffuso luogo comune che gli italoamericani siano violenti e controllati dalla mafia, soprattutto a New York. I motivi che spingono molta gente ad associare le comunità di origine italiana al crimine organizzato permangono anche a causa di film entrati a far parte della storia del cinema, come Il padrino e Quei bravi ragazzi, che pare abbiano impresso nella mente di molte persone una figura deviata dell'italoamericano. Secondo un sondaggio della Response Analysis Corporation, il 74% degli statunitensi adulti crede che la maggior parte degli italoamericani sia direttamente associata alla criminalità organizzata o abbia comunque avuto dei rapporti con essa.

## L'identità italostatunitense

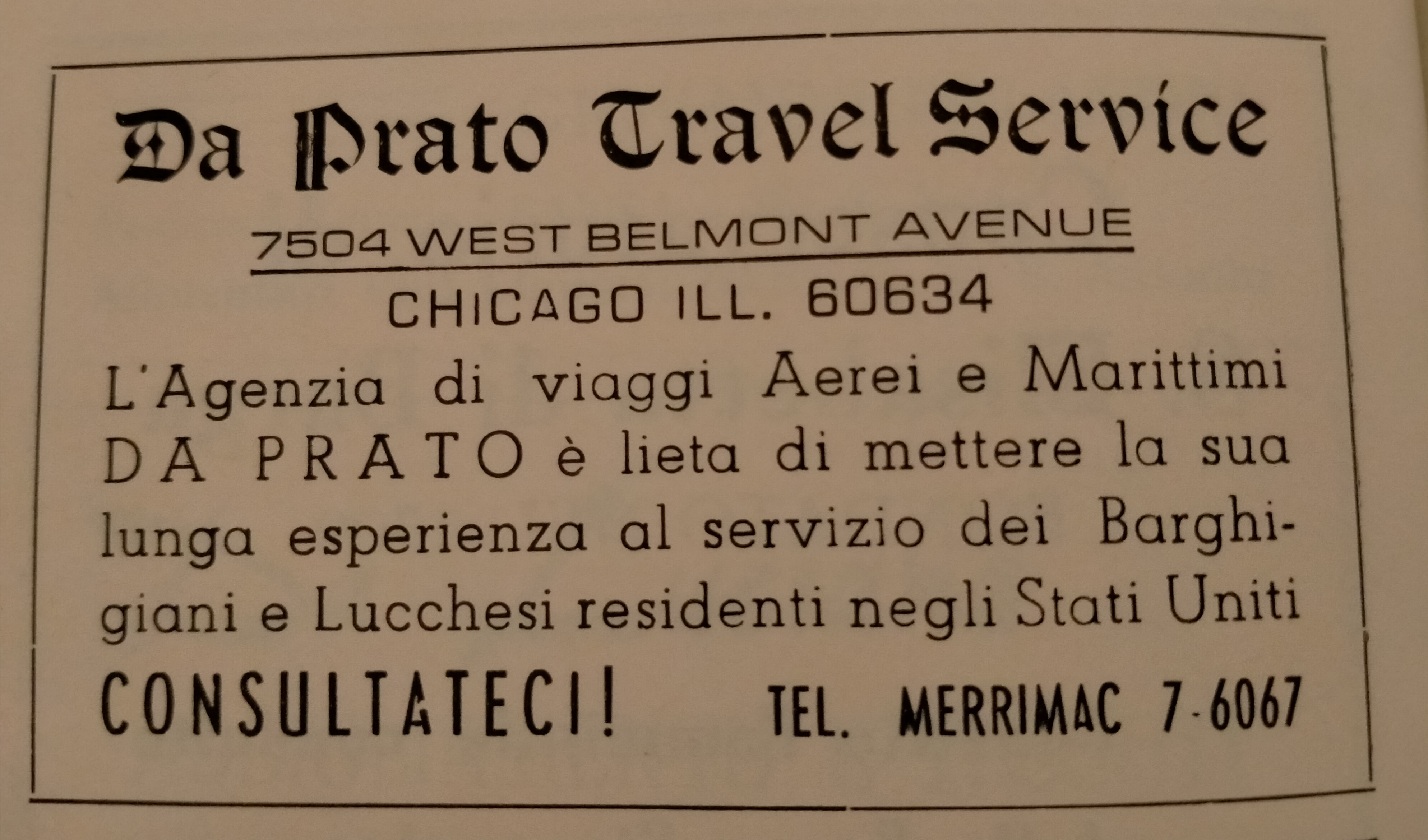
Pubblicità di un'agenzia di viaggi per italoamericani, rivolta in particolare a lucchesi e barghigiani negli Stati Uniti, 1962

Il termine "italo-statunitensi" include tutte le persone di origine italiana che risiedano (o abbiano risieduto) per almeno un periodo significativo della loro vita negli Stati Uniti. Tra coloro che negli Stati Uniti si definiscono tali, il legame con la cultura e la lingua italiana è comunque assai vario, tanto che è possibile definire almeno 3 categorie principali di italoamericani.
1. Italiani nati e cresciuti in Italia e quindi emigrati in America, spesso naturalizzati cittadini statunitensi, i quali abbiano l'italiano (o una lingua locale d'Italia) come lingua madre. Tra i milioni di italiani emigrati in America troviamo personaggi famosi come l'inventore Antonio Meucci, il regista Frank Capra, lo scienziato Enrico Fermi, il mezzofondista Luigi Beccali trionfatore alle Olimpiadi di Los Angeles, il pilota automobilistico Mario Andretti, lo scenografo Carlo Rambaldi, l'attrice Sophia Loren, il produttore cinematografico Dino De Laurentiis, il direttore d'orchestra Arturo Toscanini, tanti altri.
2. Figli di italiani emigrati (o italiani di 2ª generazione), per i quali l'inglese è la lingua principale, ma che talora sono bilingui o hanno comunque conservato una certa conoscenza della lingua e della cultura italiana e un forte senso di appartenenza etnica. Tra di loro troviamo il cantante Frank Sinatra, il sindaco di New York Fiorello La Guardia, il giocatore di Baseball Joe DiMaggio, l'attore Dean Martin, il cantante lirico Mario Lanza, il manager Lee Iacocca, il compositore Henry Mancini, l'imprenditore Joe Bastianich e molti altri.
3. Italiani di 3ª o 4ª generazione, i quali spesso devono il loro legame con l'Italia per metà o un quarto delle loro origini o da parte di nonni e bisavoli. La stragrande maggioranza di loro ha perso i principali legami linguistici con l'Italia pur mantenendo un legame affettivo e culturale, e un forte senso identitario, ricevendo anche la cittadinanza simbolica o le chiavi della città dei paesi nati, da dove partirono i loro nonni: Al Pacino di San Fratello (Messina), Ariana Grande di Gildone (Campobasso), Francis Ford Coppola e Nicolas Cage di Bernalda (Matera), Robert De Niro di Ferrazzano (Campobasso), Sylvester Stallone di Gioia del Colle (Bari), John Travolta di Godrano (Palermo), Leonardo DiCaprio di Napoli, Madonna di Pacentro (L'Aquila), Susan Sarandon (Coreglia Antelminelli) ecc.[28]

## Cultura popolare

Diffusione della lingua italiana negli Stati Uniti d'America secondo il censimento del 2000.

Molti italo-americani mantengono ancora aspetti della loro cultura. Ciò include cibo italiano, bevande, arte, feste annuali e una forte propensione per le famiglie estese.
Gli italo-americani hanno anche influenzato la musica popolare statunitense negli anni quaranta e più recentemente negli anni settanta. Molto presenti anche nel cinema, nei film che trattano di questioni culturali alcuni termini italiani vengono spesso utilizzati dai personaggi.
Anche se molti non sanno parlare l'italiano fluentemente, è nato una specie di dialetto utilizzato tra gli italo-americani che si sentono ancora legati alle loro origini e ne sono molto orgogliosi; soprattutto nel Nord-est urbano, reso popolare nei film e nella televisione.
Uno studio relativo al censimento del 2000 colloca la lingua italiana al 6º-7º posto tra le lingue più parlate in casa negli Stati Uniti (1.008.370 persone). Nel Massachusetts (dove gli Italoamericani sono il 13,5% della popolazione) l'1% della popolazione al di sopra dei 5 anni parla abitualmente italiano a casa, mentre nel Rhode Island (19% di italoamericani) la percentuale sale all'1,39%, nel New Jersey (17,9% di italoamericani) all'1,48%, nel Connecticut (18,6% di italoamericani) all'1,59% e nello stato di New York (14,4% di italoamericani) all'1,65%.
In tutte le grandi città degli Stati Uniti è facile trovare un sobborgo italiano (spesso chiamato "Little Italy") dove si possono trovare le loro celebrazioni festive come la ben conosciuta festa di san Gennaro a New York, la particolare festa Our Lady of Mount Carmel "Giglio" a Williamsburg (Brooklyn), santa Rosalia a Bensonhurst (Brooklyn); san Rocco nell'East Side di Manhattan e tante altre. Le feste italiane sono caratterizzate da manifestazioni di devozione religiosa.
La celebrazione principale a livello nazionale per la comunità italiana è il Columbus Day (il giorno in cui Cristoforo Colombo approdò in America).

## Feste, celebrazioni

### Columbus Day
- Columbus Day Parade (San Francisco) (San Francisco, CA; 1869-), dal 1994 rinominata Italian Heritage Parade (San Francisco)
- Columbus Day Parade (Denver) (Denver, CO; 1909
- Columbus Day Celebration (Detroit) (Detroit, MI; 1909-)
- Columbus Day Parade (New York) (New York, NY; 1929-)
- Columbus Day Parade (Chicago) (Chicago, IL; 1952-)
- Columbus Day Parade (Boston) (Boston, MA)

### Feste religiose

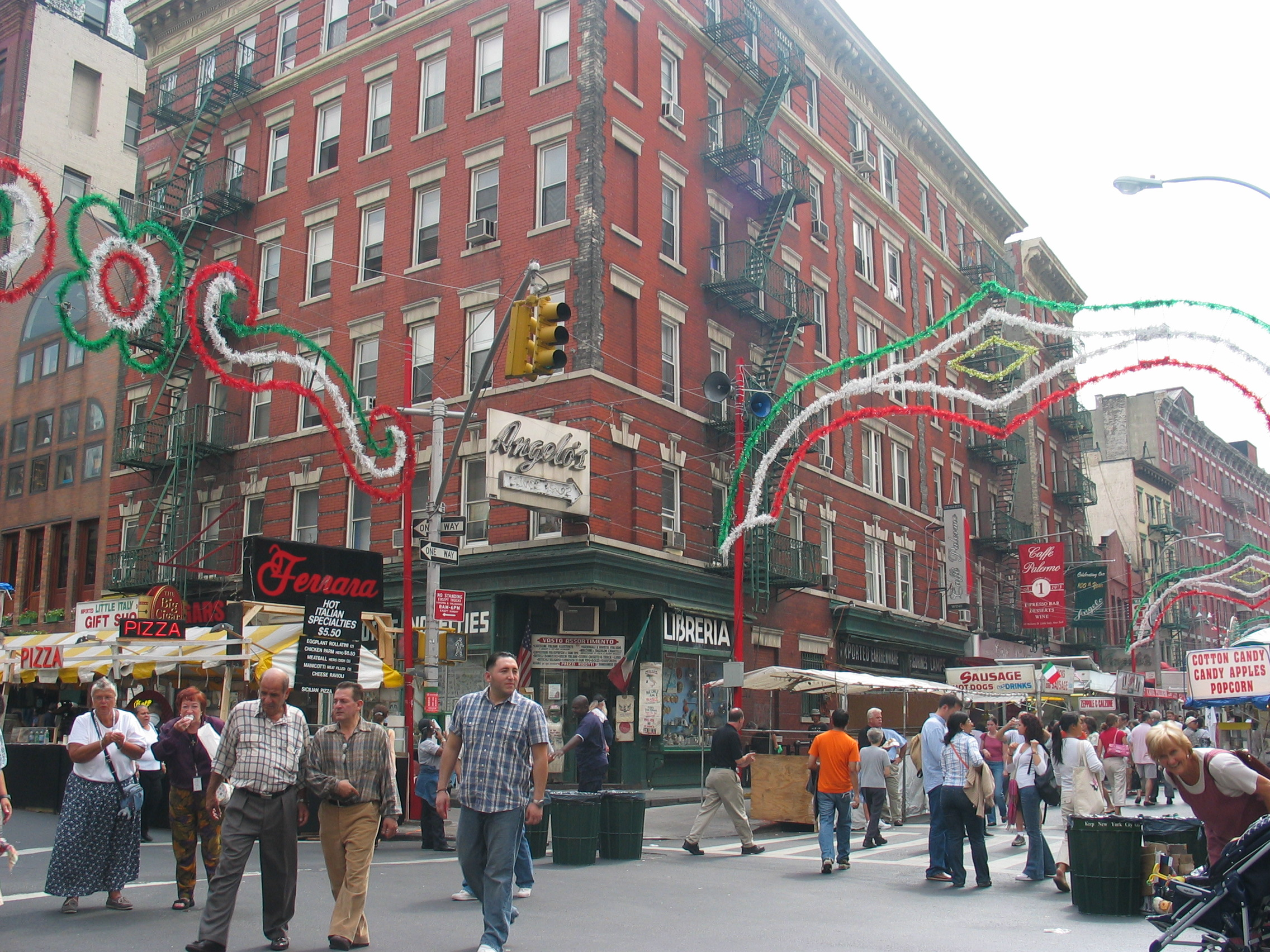
Festa di San Gennaro a New York.

- Festa dell'Assunzione (Cleveland) (Cleveland, OH) (1898-)
- Festa di San Sebastiano (Middletown) (Middletown, CT; 1921-)
- Festa di San Gennaro (New York) (New York, NY; settembre; 1926-)[41]
- Festa di San Gennaio (Las Vegas) (Las Vegas, NE; 1986-)
- Festa di Sant'Antonio (Boston) (Boston, MA; 1919-)[42]
- Festa dei Santi Cosma e Damiano (Boston) (Boston, MA; 1926-)
- Festa di San Gennaro (Los Angeles) (Los Angeles, CA; 2002-)
- LIADO's San Gennaro Festa (Tampa) (Tampa, FL; 2003-)

### Altre feste, festivals, celebrazioni
- Festa Italiana (Milwaukee) (Milwuakee, WI; luglio; 1978-)[43]
- Columbus Italian Festival (Columbus, OH; 1980-)[44]
- Italian Street Festival (Indianapolis) (1984-)[45]
- Italian Film Festival (San Francisco) (San Francisco, CA; 1985-)
- Italian Film Festival (Midwest) (in varie città del Midwest; 2005-)
- Italian Film & Culture Festival (Nuovo Messico) (2007-)

## Politica
Gli italoamericani si sono impegnati nella politica attiva, fin dai tempi della Rivoluzione Americana. Il toscano Filippo Mazzei fu uno degli ispiratori della Dichiarazione d'indipendenza degli Stati Uniti d'America e uno degli agenti inviati in Europa a perorare la causa rivoluzionaria americana. 
Presto troviamo anche i primi italoamericani eletti negli organismi di rappresentanza, prima a livello locale (e statale) e poi anche a livello federale. Sia William Paca, firmatario della Dichiarazione d'indipendenza e governatore del Maryland (1782-85), sia Caesar Rodney, governatore del Delaware (1778-81), hanno una qualche lontana ascendenza italiana.
John Phinizy (Finizzi) fu sindaco di Augusta, Georgia, nel 1837. È generalmente considerato il primo italoamericano a essere sindaco di una città statunitense.
Non è infrequente il caso di fuoriusciti italiani (mazziniani e garibaldini) che lavorino nella diplomazia statunitense come consoli: Luigi Tinelli a Porto in Portogallo nel 1840-50, Eleuterio Felice Foresti a Genova nel 1856-58, Luigi Monti a Palermo nel 1861-73, Luigi Palma di Cesnola a Larnaca a Cipro nel 1866-77.
Nel 1887-91 Francis B. Spinola diventa il primo italoamericano ad essere eletto alla Camera dei rappresentanti degli Stati Uniti. Lo stesso obiettivo fu raggiunto nel 1890 da Anthony Caminetti.
Anche Andrew Houston Longino, governatore dello Stato del Mississippi (1900-04) e Alfred E. Smith, governatore di New York (1919-21; 1923-29) hanno una qualche lontana ascendenza italiana.
Gli inizi del Novecento segnano un momento di svolta decisivo per la politica italoamericana. In conseguenza della grande immigrazione, gli italiani costituiscono adesso un significativo bacino elettorale che vuole avere una propria riconoscibile rappresentanza. Quando Charles Antony Rapallo fu eletto giudice della corte di appello di New York, questo fu visto come una vittoria della comunità italiana e così vale per l'elezione di Angelo Rossi a sindaco di San Francisco nel 1931–44 e di Robert Maestri a sindaco di New Orleans (1936-46). A New York Generoso Pope da una parte e Vito Marcantonio dall'altra si contendono apertamente la leadership politica della comunità italiana. Sindaco di New York dal 1934 al 1945, Fiorello La Guardia è nipote per ramo materno del famoso rabbino italiano Samuel David Luzzatto.
Mentre alle donne in Italia il voto restava ancora precluso fino al 1946, Anne Brancato nel 1932 divenne la prima donna italoamericana eletta in un parlamento statale, quello della Pennsylvania.
Nel 1942 Charles Poletti fu il primo politico dichiaratamente italoamericano a ricoprire la carica di governatore, sia pure per un solo mese, di uno Stato dell'Unione, lo Stato di New York. Dopo di lui, dal 1983 al 1994 Mario Cuomo è governatore democratico dello Stato. Nel 1994 viene sconfitto da un altro uomo politico di origini italiane George Pataki, che restò in carica fino al 2008. Dal 2011 al 2021 il figlio di Mario Cuomo, Andrew Cuomo, presiede la carica di governatore dello Stato.
Altri Stati importanti hanno avuto o hanno tuttora come governatori dei politici italoamericani. John O. Pastore fu governatore del Rhode Island (1945-50), Foster J. Furcolo del Massachusetts (1957-61); Albert Rosellini dello Stato di Washington (1957-65), Michael DiSalle dell'Ohio (1959-63); Christopher Del Sesto del Rhode Island (1959-61); John A. Notte del Rhode Island (1961-63); John A. Volpe del Massachusetts (1961-63; 1965-69); Phillip W. Noel del Rhode Island (1973-77); Ella Grasso del Connecticut (1975-80) e James Florio del New Jersey (1990-94). John Baldacci è stato governatore del Maine dal 2003 al 2011 e Joe Manchin quello della Virginia Occidentale dal 2005 al 2010. Anche l'ex governatore repubblicano del New Jersey Chris Christie ha origini italiani da parte di madre.
Si amplia la lista dei sindaci italoamericani delle grandi città con Thomas D'Alesandro Jr. a Baltimora nel 1947-59; Vincent Impellitteri a New York nel 1950-53; Anthony Celebrezze a Cleveland nel 1953-62; Victor H. Schiro a New Orleans nel 1961-76; Joseph Alioto a San Francisco nel 1968-76; Frank Fasi a Honolulu nel 1969-81 e 1985-94; Frank Rizzo a Filadelfia nel 1972-80; George Moscone a San Francisco nel 1976-78; e Richard Caliguiri a Pittsburgh nel 1977-88.
John O. Pastore (D-R.I.) è il primo senatore italoamericano, dal 1950 al 1976.
Fino agli anni sessanta, gli italoamericani erano un buon bacino elettorale per il Partito Democratico statunitense. Più di recente, secondo un'indagine, una buona metà di loro vota per i Repubblicani.
La prima donna italoamericana ad essere eletta alla Camera è Ella Grasso (D-Conn.), dal 1970 al 1975.
Nel 1984 l'italo-americana Geraldine Ferraro divenne la prima donna statunitense ed essere candidata alla Vicepresidenza degli Stati Uniti.
Nel 1986 il presidente Ronald Reagan nominò Antonin Scalia, di tendenze conservatrici, come membro della Corte Suprema, primo giudice italoamericano a raggiungere i vertici del sistema costituzionale statunitense.
Dal 1994 al 2001 Rudolph Giuliani è il sindaco di New York, guadagnandosi notorietà internazionale per la coraggiosa gestione della crisi dell'11 settembre.
Nel 1995 Mary Landrieu (D-La.) diviene la prima donna italoamericana eletta al Senato.
Dal 2007 al 2011 la democratica Nancy Pelosi (nata D'Alesandro) è Speaker della Camera dei rappresentanti; è la prima italoamericana e in assoluto la prima donna a ricoprire questa carica nella storia del Parlamento statunitense.
Nel 2013 Bill De Blasio nipote di emigranti italiani viene eletto sindaco di New York, nello stesso anno viene eletto a Los Angeles Eric Garcetti, anch'egli di origini italiane; il suo bisnonno Massimo Garcetti, un giudice, emigrò dapprima in Messico e poi negli States.
La Italian American Congressional Delegation (IACD) del 113º Congresso statunitense include 5 senatori e 36 rappresentanti della Camera, i quali dichiarano le proprie origini italiane. Ne sono associati un centinaio di altri deputati da distretti dopo c'è una forte presenza italoamericana. La Delegation, presieduta dal democratico Bill Pascrell e dal repubblicano Pat Tiberi, funziona come punto di riferimento degli interessi della comunità italoamericana nei suoi rapporti con le istituzioni politiche statunitensi.
Dal gennaio del 2019 l'italoamericano (il cognome della madre era Ruggiero, prima che suo nonno lo cambiasse in Rogers) repubblicano Ron DeSantis, dopo essere diventato membro della Camera dai Rappresentanti dal 2013 al 218, diventa governatore dello stato della Florida. Mentre nel febbraio del 2025 l'ex procuratrice generale della Florida di origini italoamericane Pam Bondi diventa a tutti gli effetti Procuratore Generale degli Stati Uniti, la carica più alta mai raggiunta nel governo federale da un italoamericano.

## Religione
Gli italiani giunti negli Stati Uniti erano (e sono) in maggioranza cattolici, con significative minoranze protestanti (valdesi) ed ebraiche.

### Il contributo del cattolicesimo italiano
I primi cattolici italiani presenti sul territorio degli Stati Uniti durante il periodo coloniale furono missionari al servizio della Spagna (Pedro Linares, Marco da Nizza, Eusebio Francesco Chini) o della Francia (Francesco Giuseppe Bressani). Anche dopo che il nuovo Stato americano aprì le porte ai cattolici, l'impegno dei missionari italiani rimase rivolto alla conversione delle popolazioni native americane, specie nei vasti territori ancora inesplorati dell'Ovest e della California. Accanto all'impegno missionario cominciò a diffondersi anche quello educativo, specie da parte dei gesuiti e di altri ordini religiosi, volto alla creazione di scuole e college.
L'inizio a metà dell'Ottocento di una sempre più massiccia emigrazione dall'Italia cambiò radicalmente le priorità di impiego del clero italiano, la cui presenza si rendeva ora necessaria e urgente in primo luogo per la cura pastorale dei numerosi immigranti. Esemplare a questa proposito la vicenda di padre Pietro Bandini, giunto dapprima negli Stati Uniti come missionario tra i nativi americani e poi divenuto, al pari di Francesca Saverio Cabrini, uno dei simboli dell'impegno cattolico verso gli immigranti italiani.
Nella società americana a maggioranza protestante i cattolici italiani incontrarono una situazione per loro inedita di minoranza ma anche di libertà alla quale non erano in alcun modo preparati. Provenendo poi da regioni diverse e con tradizioni diverse essi ebbero molti problemi ad integrarsi sia con i cattolici già presenti in America (in maggioranza di origine irlandese) sia tra di loro (la separazione linguistica e culturale tra coloro che provenivano dal nord e quelli del Sud era particolarmente profonda). L'emigrazione di massa favorì la concentrazione di larghi gruppi omogenei, spesso provenienti dalla stessa regione e finanche dallo stesso paese, i quali tendevano a riprodurre nel nuovo mondo le proprie usanze e i propri costumi. Si assisté così a partire dalla seconda metà dell'Ottocento (e quindi in maniera crescente tra fine Ottocento e primo Novecento) alla formazione di parrocchie nazionali italiane guidate da sacerdoti e da alcuni ordini religiosi italiani, quali i francescani e i salesiani. Particolarmente significativa fu a questo riguardo la costituzione nel 1888 dell'Ordine dei Parti scalabriniani, il primo ordine religioso cattolico espressamente formatosi per la cura degli immigranti italiani, al quale fu affidata la cura di numerose parrocchie italiane negli Stati Uniti. I legami strettissimi che spesso si crearono tra la Chiesa cattolica e le comunità italoamericane fece sì che alcuni sacerdoti come Luigi Ligutti e Geno Baroni si distinguessero non solo per la loro opera pastorale ma anche come campioni dei diritti civili degli italoamericani.
L'esperienza delle parrocchie italiane è progressivamente declinata nel seconda dopoguerra a causa della perdita dell'identità linguistica e delle dinamiche demografiche che hanno portato alla quasi totale scomparsa dei tradizionali quartieri italiani dove un tempo si concentrava la popolazione italiana, ormai assimilatasi al resto della popolazione. Il radicamento tuttavia di alcune tradizioni e rituali distintivi, coltivati come un argine contro l'assimilazione alla società protestante statunitense, nonché la capacità di alcune parrocchie di farsi portavoce dell'identità nazionale italiana attraverso la creazione di centri culturali, han fatto sì che il fenomeno delle chiese italiane, pur ridottosi, non sia affatto scomparso. Anzi negli ultimi decenni si è assistito in molti casi ad un revival di interesse attorno a feste e sagre religiose italoamericane, capaci di attrarre migliaia di partecipanti ben al di là del numero dei membri della chiesa.
Numerosi sono gli italoamericani ad aver servito come vescovi in diocesi statunitensi. Si trattò dapprima di italiani emigrati in America, da Giuseppe (Joseph) Rosati, vescovo a St. Louis agli inizi dell'Ottocento, a Joseph Maria Pernicone, vescovo ausiliare a New York negli anni 1950. Francis John Mugavero fu il primo figlio di immigrati italiani a divenire vescovo ordinario, a Brooklyn, dal 1968 al 1990. Quattro vescovi italoamericani sono stati nominati cardinali: Joseph Louis Bernardin nel 1983, Anthony Joseph Bevilacqua nel 1991, Justin Francis Rigali nel 2003 e Daniel DiNardo nel 2007.

#### Chiese cattoliche italiane

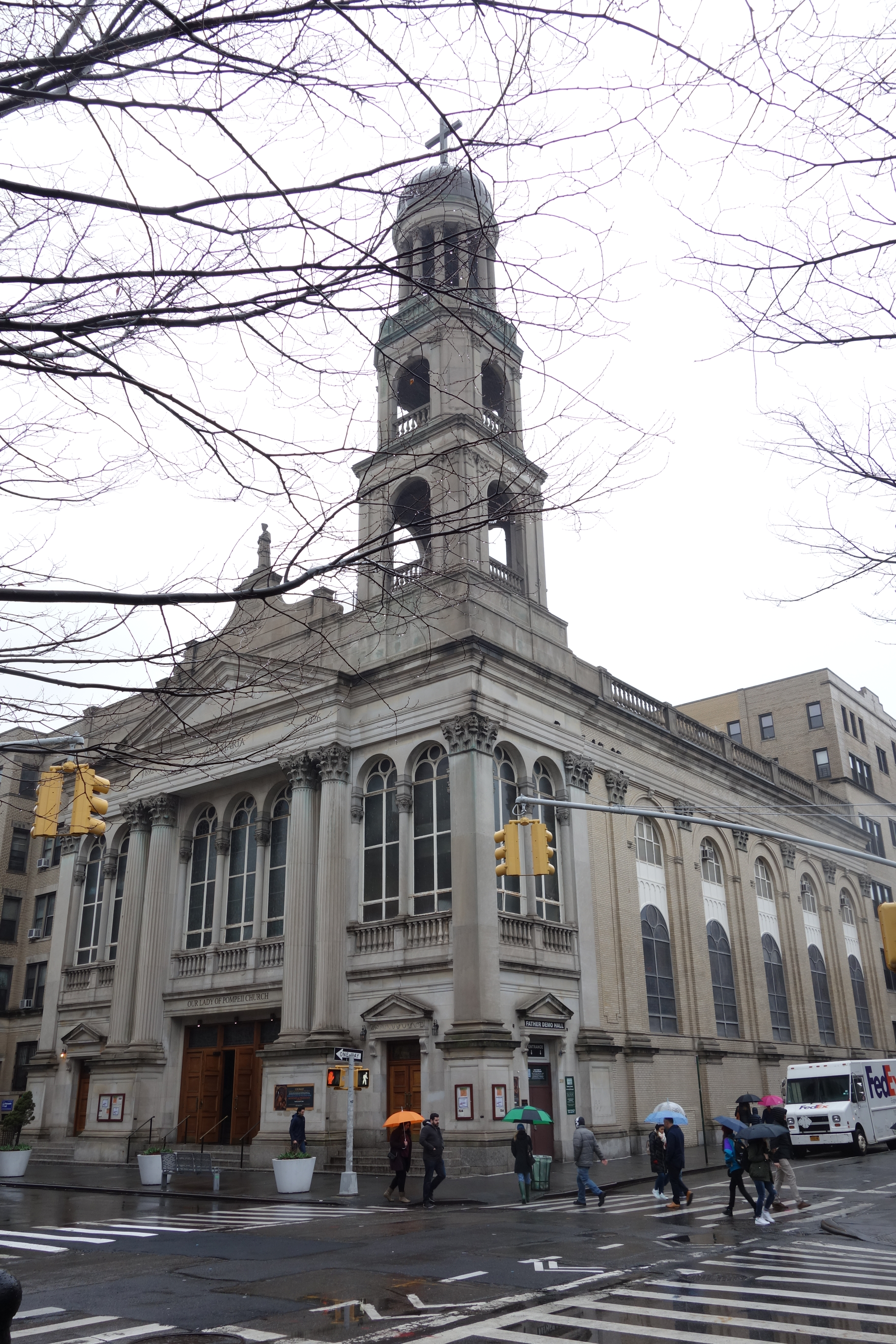
Chiesa della Madonna di Pompei (New York)

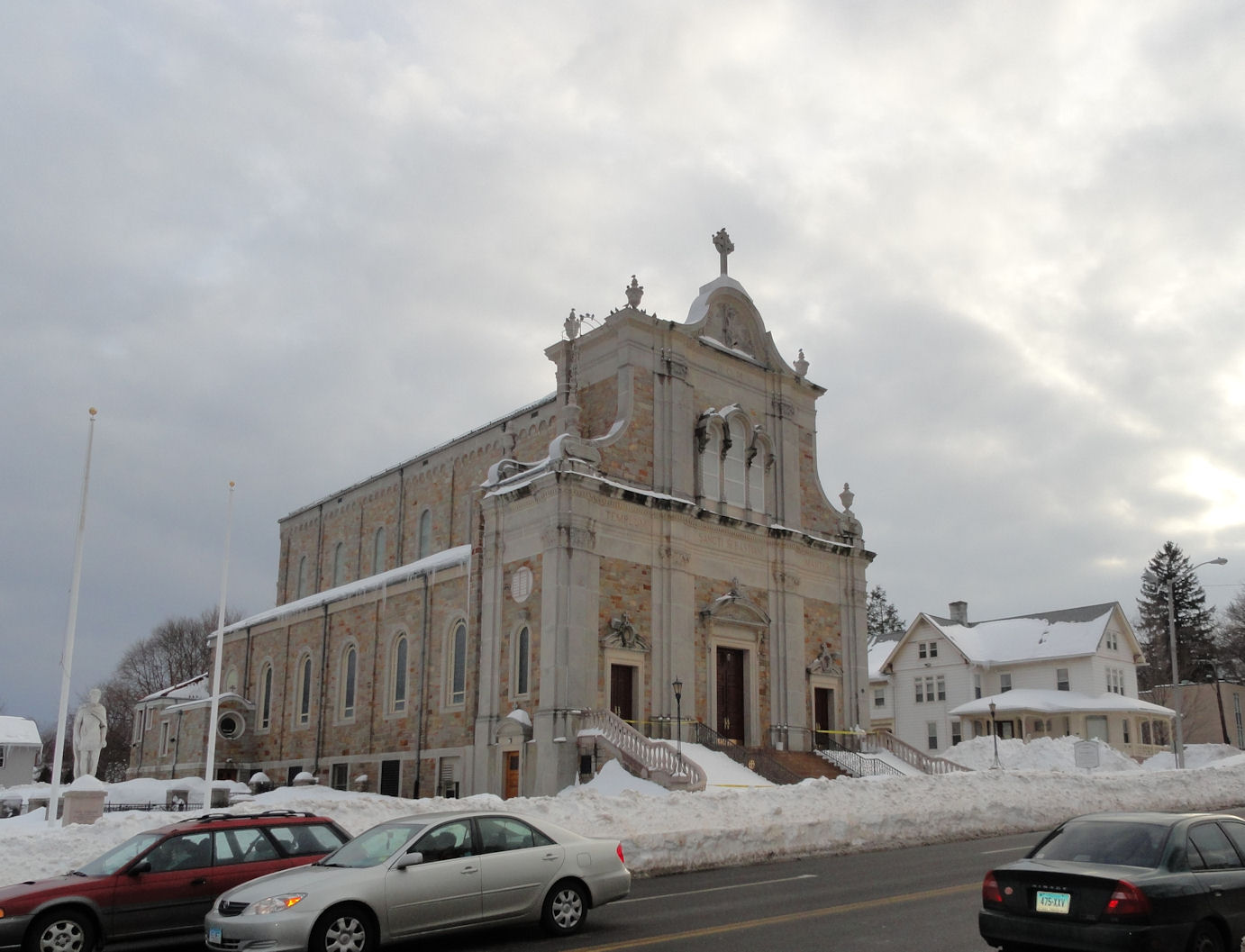
Chiesa di San Sebastiano (Middletown)

- Chiesa di Santa Maria Maddalena de' Pazzi (Filadelfia), (1852-2000). La parrocchia si era costituita nel 1852, prima parrocchia italiana degli Stati Uniti (soppressa nel 2000). La chiesa fu costruita nel 1891.
- Chiesa della Madonna di Pompei (New York). La parrocchia fu fondata nel 1859, la chiesa attuale fu inaugurata nel 1888.
- Chiesa di San Leonardo da Porto Maurizio (Boston), costruita nel 1885-99. La parrocchia si era costituita nel 1875.
- Chiesa di San Leone (Baltimora) (1881-). Fondata nel 1881 da padre Joseph Leo Andreis.
- Chiesa del Sacro Cuore (Boston) (1888-). Fondata da padre Francesco Zaboglio.
- Chiesa del Preziosissimo Sangue (New York), costruita tra il 1891 e il 1904 nel cuore di Little Italy (Manhattan).
- Chiesa di Santa Maria (New Orleans), da fine Ottocento al 1976 conosciuta come Chiesa italiana di Santa Maria.
- Chiesa di San Michele Arcangelo (Portland), costruita nel 1901-02.
- Chiesa del Santo Rosario (Cleveland) La parrocchia fu fondata nel 1913, la chiesa costruita nel 1919-23.
- Chiesa di San Francesco (Detroit), fondata nel 1897 da padre Francesco Beccherini, demolita, la parrocchia si trasferisce altrove.
- Chiesa della Sacra Famiglia (Detroit), fondata nel 1908 da padre Giovanni Boschi.
- Chiesa dell'Angelo Custode (Chicago) (1898-), demolita.
- Chiesa di San Giovanni Battista (Columbus). La parrocchia fu fondata nel 1896, la chiesa costruita nel 1898 da padre Alexander Cestelli.
- Chiesa del Sacro Cuore (Cincinnati), fondata nel 1892.
- Chiesa del Santo Rosario (Indianapolis), costruita tra il 1911 e il 1925.
- Chiesa della Madonna di Pompei (Chicago) (1911-94), ora Santuario della Madonna di Pompei (Chicago) (1994-).
- Chiesa del Santo Rosario (Washington): La parrocchia fu fondata nel 1913, la chiesa costruita nel 1919-23.
- Chiesa di Sant'Ambrogio (Saint Louis), costruita nel 1921-26.
- Chiesa di Nostra Signora del Rosario (San Diego), costruita nel 1923-25.
- Chiesa della Madonna di Pompei (Baltimora) (1924-) / La parrocchia è fondata nel 1923 da padre Luigi Scialdone.
- Chiesa dei SS Pietro e Paolo (San Francisco), inaugurata nel 1924 / La parrocchia fu fondata nel 1884.
- Chiesa della Madonna di Pompei (New York), costruita nel 1926-28 / La parrocchia era stata fondata nel 1892 da padre Pietro Bandini.
- Chiesa di San Sebastiano (Middletown), costruita nel 1931-32 a Middletown, CT.
- Chiesa di San Pietro (Los Angeles), costruita nel 1946-46 / La parrocchia era stata fondata nel 1904 da padre Tito Piacentini.

### Il contributo del protestantesimo italiano
Tra i primi italiani giunti in America vi erano gruppi di valdesi che in America trovarono condizioni di libertà sconosciute in patria. Tra fine Ottocento e inizio Novecento la chiesa presbiteriana, in collaborazione con i valdesi, promosse numerose missioni tra gli italiani e la costituzione di comunità italiane guidate da pastori italiani, secondo modalità per molti aspetti analoghe e parallele a quelle della formazione, negli stessi anni, delle parrocchie cattoliche italiane. L'assenza di tradizioni e rituali distintivi al di là dell'iniziale diversità linguistica ed il fine dichiarato di favorire l'americanizzazione dei propri membri, intesa come assimilazione alla società protestante statunitense, tuttavia ha fatto sì che queste esperienze si esaurissero rapidamente con le seconde e terze generazioni che ormai "americanizzate" venivano a confluire senza tratti distintivi nel variegato mondo protestante statunitense. La chiesa valdese italiana prosegue ancor la sua collaborazione con la chiesa presbiteriana statunitense.
Forse più rilevante l'apporto dato da italiani formatisi in America allo sviluppo del protestantesimo italiano. Dopo l'unità d'Italia e poi ancora nel seconda dopoguerra molti evangelici italiani tornarono in patria come predicatori, contribuendo alla costituzione di numerose comunità evangeliche.

#### Chiese protestanti italiane
- Prima chiesa italiana presbiteriana (Chicago) (1891-1926).
  - Chiesa valdese presbiteriana (Chicago) (1927-67).
- Prima chiesa italiana presbiteriana (Pittsburgh) (1899-). La chiesa fu costruita nel 1903.
- Prima chiesa italiana presbiteriana (Detroit), fondata nel 1907 da rev. Pasquale De Carlo.
- Prima chiesa italiana presbiteriana (Filadelfia) (1903-73) fondata nel 1903, la chiesa fu costruita nel 1908. 
  - Seconda chiesa italiana presbiteriana (Filadelfia) (1910-).
- Prima chiesa italiana presbiteriana (Chester) (Chester, PA; 1924-65), fondata da rev, Dario Tedesco (1914-1949).

### Il contributo dell'ebraismo italiano
L'emigrazione ebraica dall'Italia non raggiunse mai quelle dimensioni di massa da consentire o immaginare la formazioni negli Stati Uniti di comunità ebraico-italiane, a differenza di quanto avvenuto in Israele con la formazione della comunità ebraica-italiana di Gerusalemme. Gli ebrei religiosi italiani si inserirono senza problemi specie nelle comunità sefardite e i molti che erano di tradizione secolare trovarono negli Stati Uniti istituzioni secolari ebraiche pronte ad accoglierli. Nonostante la scarsa rilevanza numerica, gli ebrei italiani hanno esercitato grande influenza sulla società statunitense, a partire dal librettista di Mozart Lorenzo Da Ponte (nato Emanuele Conegliano), che stabilitosi a New York dal 1805 alla sua morte nel 1838, fu impresario teatrale e primo professore di italiano al Columbia College.
Dal punto di vista religioso la figura di maggior rilevanza rimane quella del rabbino livornese Sabato Morais che a fine Ottocento fu a capo della grande comunità sefardita di Filadelfia e tra i promotori della costituzione del Jewish Theological Seminary di New York, di cui divenne il primo preside. Altri ebrei italiani acquisirono vasta notorietà negli Stati Uniti nella prima metà del Novecento come musicisti: Ernesto Consolo, pianista e professore di musica al Chicago Musical College; Agide Jacchia direttore della Boston Pops Orchestra (1917-26) e professore al Boston Conservatory; e Giorgio Polacco che fu direttore principale del Metropolitan Opera House (1915-17) e della Chicago Civic Opera (1921-30). Ma la figura di maggior rilievo è quella di Fiorello La Guardia, membro del Congresso statunitense (1917-19 e 1923-33) e popolarissimo sindaco di New York (1934-45), discendente da parte di madre del grande rabbino italiano Samuel David Luzzatto, e capace di rivolgersi con disinvoltura ai propri elettori in italiano, ebraico e yiddish.
Con le leggi razziali del 1938 numerosi intellettuali ebrei italiani trovarono rifugio negli Stati Uniti dove poterono eccellere e dare quel contributo loro negato in patria. L'elenco è lungo e include personalità di rilevanza internazionale come Franco Modigliani, Guido Fubini, Giorgio Levi Della Vida, Camillo Artom, Mario Castelnuovo-Tedesco, Vittorio Rieti, Bruno Benedetto Rossi, Emilio Segrè, Massimo Calabresi, Giorgio Cavaglieri, Ugo Fano, Roberto Mario Fano, Guido Fubini, Eugenio Fubini, Paolo Milano, Roberto Sabatino Lopez, Piero Foà, Luigi G. Jacchia, Salvatore Luria, Silvano Arieti e molti altri. Di particolare rilevanza è il contributo dato dalle donne ebree italiane: Maria Bianca Finzi-Contini, Bianca Ara Artom, e Giuliana Cavaglieri Tesoro aprono alle donne italoamericane i campi dell'Università e della ricerca scientifica.
Nel dopoguerra, sono ben quattro gli ebrei italoamericani a ricevere il premio Nobel: Franco Modigliani, Emilio Segrè, Salvatore Luria e Rita Levi Montalcini. Si affermano anche le figure dello scienziato Andrew Viterbi, del giornalista Ken Auletta, del medico Paul Calabresi, dell'economista Guido Calabresi, dello storico Carlo Ginzburg e del conduttore radiofonico Howard Stern. Con il successo internazionale dell'opera di Primo Levi ed altri autori ebrei italiani come Giorgio Bassani e Carlo Levi cresce anche l'interesse negli Stati Uniti verso la storia e la cultura dell'ebraismo italiano. Ne è dimostrazione l'apertura nel 1998 del Centro Primo Levi di New York.

## Sport

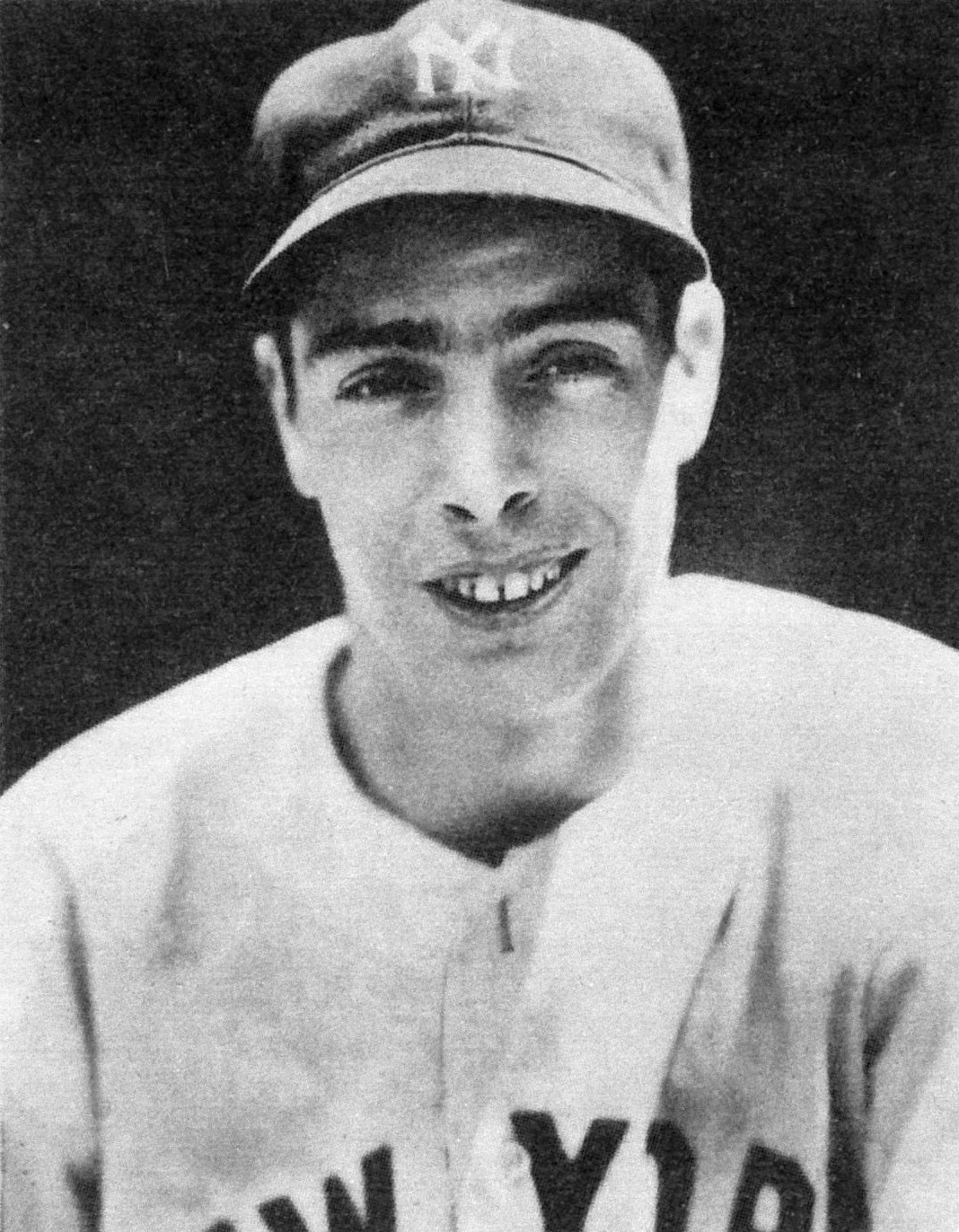
Joe DiMaggio

In tutti gli sport troviamo atleti di origine italiana, con punte di eccellenza nel baseball, nel pugilato, nel wrestling, e successivamente nel calcio. La partecipazione negli sport nazionali divenne per molti italiani e figli di immigranti un segno della loro piena integrazione nel società statunitense. Alcuni campioni sportivi (Primo Carnera, Joe DiMaggio, Rocky Marciano) emersero come eroi dell'orgoglio italoamericano; il loro successo diveniva il successo dell'intera comunità, spesso una rivincita contro il pregiudizio e la discriminazione sociale. Il fenomeno si affievolisce dopo gli anni sessanta; con il raggiungimento di una maggiore integrazione la comunità ha meno bisogno di "eroi" nel quali potersi identificare. Ne è rimasto vivo il ricordo nell'immaginario collettivo, basti pensare al successo del personaggio di "Rocky" nella serie di film di Sylvester Stallone o ai wrestler che ancora impersonano il "macho italiano". Dagli anni ottanta, il ruolo di catalizzatore dell'orgoglio nazionale degli italoamericani è affidato in primo luogo alle vicende della Nazionale di calcio dell'Italia, specialmente in occasione dei Campionati mondiali.

### Baseball
Come sport nazionale il baseball ha rappresentato per decenni la meta più ambita di successo nello sport e nella società statunitense. Almeno in linea di principio (con la sola eccezione degli afro-americani fino al 1946) la Major League era aperta a giocatori di ogni nazione, religione o ceto sociale. Anche molti italoamericani trovarono in essa quella fama e dignità che restava loro ancora preclusa in altri settori della società americana. Ping Bodie (Giuseppe Pezzole) è ricordato come il primo giocatore professionista di baseball italoamericano con i Chicago White Sox nel 1912. Dopo campioni come Babe Pinelli, Tony Lazzeri e Ernie Lombardi venne la grande stella Joe DiMaggio, in assoluto uno dei più grandi giocatori di baseball tra il 1936 e il 1951; la sua figura servì come modello e vanto per un'intera generazione di giovani italoamericani. Gli anni successivi alla seconda guerra mondiale videro tuttavia un declino nella presenza italoamericana nel baseball. L'integrazione raggiunta riduceva il bisogno degli italoamericani di identificarsi con degli eroi che li rappresentassero sulla scena nazionale: Yogi Berra, Phil Rizzuto, Roy Campanella, Carl Furillo, Rocky Colavito, Sal Maglie, Ron Santo, Rico Petrocelli, e Vic Raschi furono tra gli ultimi campioni ad essere popolarmente identificati come giocatori italoamericani. Non cessa con questo ovviamente la presenza di atleti italoamericani (Dave Righetti, Mike Piazza, Jason Giambi), ma dagli anni settanta e ottanta del Novecento scompare quel legame speciale tra i campioni nazionali e la comunità che aveva segnato per decenni il rapporto tra gli italo-americani e il baseball.

### Pugilato

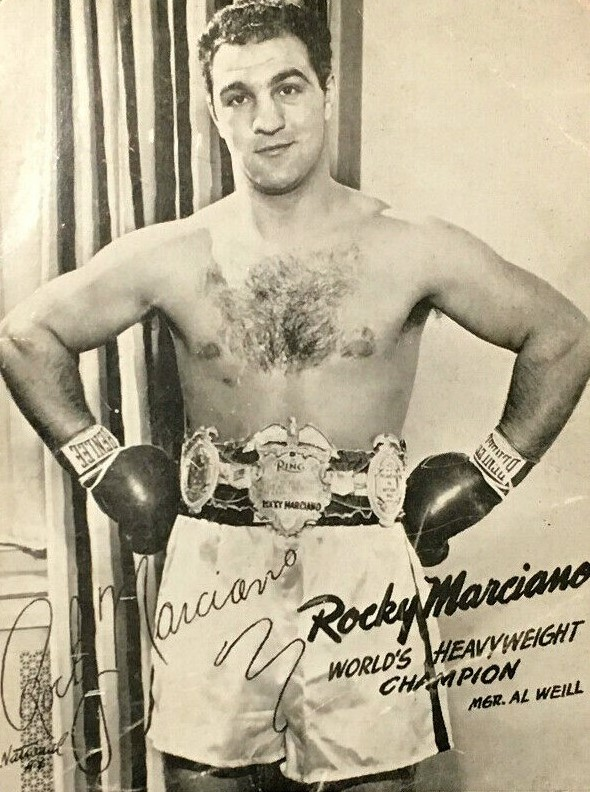
Rocky Marciano

Tra gli anni trenta e sessanta i pugili italoamericani hanno spesso dominato la scena del pugilato statunitense, che rappresentava di fatto la boxe mondiale. Anche in questo caso, come nel baseball, si può parlare di un rapporto speciale che si stabilisce tra la comunità e il successo dei propri campioni, nei quali ci si può identificare e trovare dignità e rispetto. Due grandi pugili spiccano come eroi nazionali dell'orgoglio italiano negli Stati Uniti: Primo Carnera, campione dei pesi massimi dal 29 giugno 1933 al 14 giugno 1934; e Rocky Marciano (Rocco Francis Marchegiano), campione del mondo di pugilato (rimasto imbattuto) pesi massimi (1952-1955). Essi non sono altro che l'apice di un movimento che in quei decenni coinvolge migliaia di giovani e produce una lunga serie di vittorie e campioni come Jake LaMotta, Willie Pep (Guglielmo Papaleo), Rocky Graziano, e Carmen Basilio (che fu campione del mondo di pugilato dei pesi welter dal 1955 al 1957 e dei pesi medi dal 1957 al 1958). Successivamente si affermano i talenti di Ray Mancini e Vinny Paz (Vincenzo Pazienza). Tra gli allenatori si distingue su tutti Angelo Dundee (Angelo Mirena), allenatore di Muhammad Ali dal 1960 al 1981.

### Calcio
Da sempre popolare tra gli immigranti italiani pur non facendo parte per molti di essi del loro background originale, il calcio è rimasto in America fino agli anni settanta uno sport minore, e come tale ha offerto scarse opportunità ai suoi atleti di emergere a livello nazionale. Gli inizi a dire il vero erano stati promettenti, dopo il terzo posto ai mondiali del 1930, la Nazionale di calcio degli Stati Uniti si qualificò ai mondiali del 1934 in Italia e del 1950 in Brasile. Ben cinque giocatori italoamericani (Frank Borghi, Gino Pariani, Charlie Colombo, Gino Gardassanich, Nicholas DiOrio) fecero parte della squadra che partecipò ai mondiali brasiliani del 1950 e fu protagonista di una clamorosa vittoria per 1-0 contro l'Inghilterra, la prima sconfitta della nazionale inglese ad un campionato del mondo. Ma poi venne un lungo periodo di declino. La Nazionale di calcio degli Stati Uniti non riuscì più a qualificarsi per un Campionato mondiale di calcio per ben quarant'anni. Per i giocatori (Sergio Notarnicola, Bruce Arena) e gli allenatori (Salvatore De Rosa) italoamericani ci sono poche occasioni di mettersi in mostra a livello internazionale.
La rinascita di interesse nel calcio inizia alla fine degli anni settanta ed è strettamente legata al contributo di un giocatore italiano, Giorgio Chinaglia. La sua presenza nei New York Cosmos dal 1976 al 1983 contribuisce al successo del Soccer negli Stati Uniti e ne ha fatto il giocatore italiano più popolare nella storia di questo sport in America. Alcuni italoamericani hanno trovato spazio e successo nelle squadre nazionali statunitensi, sia in campo maschile (Tony Crescitelli, Paul Caligiuri, Tony Meola, Salvatore Zizzo) che femminile (Hope Solo).
Sin dagli anni trenta si assiste con Alfonso Negro e Armando Frigo al caso di calciatori italoamericani che trovano sbocco e fortuna in Italia come "oriundi". I più noti sono Giuseppe Rossi, calciatore del Genoa e della Nazionale italiana, e Anna Maria Picarelli portiere della Nazionale femminile.
Negli ultimi decenni, la Nazionale di calcio dell'Italia è assunta a centro principale di attrazione dell'identità italiana degli immigrati, soprattutto in occasione del Mondiali di calcio, un ruolo una volta ricoperto dai campioni del baseball o del pugilato. La svolta avviene con la vittoria in Spagna nel 1982, che per la prima volta generò manifestazione pubbliche di giubilo anche tra i tifosi italoamericani. Da allora la scena si è puntualmente ripetuta ogniqualvolta la Nazionale italiana abbia conseguito ai Mondiali dei risultati di rilievo: come ai Mondiali del 1990 in Italia e specialmente in occasione delle partite giocate ai Mondiali del 1994 negli Stati Uniti, e della vittoria del 2006 ai Mondiali in Germania con scene di giubilo in tutti i quartieri e Little Italy del paese.

### Pallacanestro
In confronto ad altri sport la presenza di italoamericani nella pallacanestro è stata minore fino al secondo dopoguerra, essendo questo uno sport praticato nei college che rimanevano preclusi alla maggioranza degli italoamericani. Anche per questo motivo non si è mai creato quel feeling tra giocatori e comunità che avvenne invece nel baseball e nel pugilato e quindi nel calcio. I primi atleti italiani a lasciare un segno nella pallacanestro sono stati negli anni trenta Hank Luisetti e Al Cervi. Più diffusa nel secondo dopoguerra diviene la presenza degli italoamericani come allenatori: John Calipari, Lou Carnesecca, Rollie Massimino, Rick Pitino, Jim Valvano, Dick Vitale, Tom Izzo, Mike Fratello, Ben Carnevale e Geno Auriemma. Il 26 novembre 2014 il tecnico italiano Ettore Messina, assistant manager dei San Antonio Spurs, diventa il primo coach europeo ad aver guidato una squadra della Lega professionistica statunitense in una partita ufficiale.
Lo sviluppo della pallacanestro in Italia ha attratto un certo numero di atleti italoamericani come Mike D'Antoni che nel 1989 disputò con la Nazionale italiana il FIBA EuroBasket 1989, classificandosi al 4º posto. Nel 1990 Mike D'Antoni venne pure eletto miglior playmaker della storia del campionato italiano.
Dagli anni 1990 vi sono anche giocatori nati e cresciuti in Italia che si trasferiscono a giocare negli Stati Uniti. I pionieri sono Stefano Rusconi (con i Phoenix Suns nel 1995-96) e Vincenzo Esposito (che nello stesso anno partecipa al campionato statunitense NBA ma con la maglia della squadra canadese dei Toronto Raptors). Dopo di loro è il turno di Marco Belinelli (Golden State Warriors, Toronto Raptors, New Orleans Hornets, Chicago Bulls, San Antonio Spurs), Danilo Gallinari (New York Knicks, Denver Nuggets, Los Angeles Clippers, Oklahoma Thunder, Atlanta Hawks), Amedeo Della Valle (Ohio State Buckeyes), Andrea Bargnani (Toronto Raptors, New York Knicks), e Luigi Datome (Detroit Pistons, Boston Celtics). Marco Belinelli è il primo giocatore italiano ad aver vinto il titolo NBA (nella stagione 2013-2014 con i San Antonio Spurs).

## Media: giornali, riviste, stazioni radio
- L'eco d'Italia (New York) (1850-1896), primo quotidiano in lingua italiana degli Stati Uniti
- Il progresso italo-americano (1880-1989), principale quotidiano in lingua italiana pubblicato negli Stati Uniti
- Il Carroccio (1915-1937), mensile in lingua italiana
- Il Grido della Stirpe (1923-41), settimanale fascista in lingua italiana
- America Oggi (1988-)

## Medicina
Tra i primi immigrati italiani nelle colonie americane la presenza di medici è limitata a casi isolati, come quello di Filippo Mazzei che giunto in America nel 1773 esercitò occasionalmente la professione in Delaware e Virginia ma è ricordato soprattutto per la sua attività di politico e imprenditore. Il primo medico italiano a risiedere stabilmente negli Stati Uniti sembra sia stato Francis Bertody (Francesco Bertoldi; 1737-1800), laureatosi all'Università di Padova, membro del Collegio di Medicina di Venezia, trasferitosi in Francia e quindi negli Stati Uniti attorno al 1780. Nella prima metà dell'Ottocento Joseph Maruan e Charles Grahl Da Ponte (figlio di Lorenzo Da Ponte) sono ricordati come i primi figli di immigranti italiani a compiere in America gli studi di medicina.
Tra i pochi medici di origine italiana che esercitarono la professione nell'Ottocento e primo Novecento emergono le figure di Tullio Suzzara Verdi (1829-1902) a Washington, Felix Formento (1837-1907) in Louisiana, Paolo de Vecchi (m.1931) a San Francisco, Antonio Lagorio (1857-1944) a Chicago, e Annina Camilla Rondinella (1865-1949) a Filadelfia
Con la grande immigrazione di fine Ottocento madre Francesca Saverio Cabrini promosse la costituzione di "Ospedali italiani", specificamente designati per aiutare gli immigranti dall'Italia. Nacquero così nel 1892 il Columbus Hospital di New York (poi Cabrini Medical Center) e il Columbus Hospital di Chicago (poi Saint Cabrini Hospital) nel 1905.
Nei primi decenni del Novecento alcuni medici italiani arrivano a New York a lavorare in cliniche universitarie: Giuseppe Previtali e Giovanni Arcieri a New York University, e Armando Ferraro a Columbia University.
Il salto di qualità avviene quando a seguito delle leggi razziali del 1938 giunge negli Stati Uniti un gruppo di medici e psichiatri italiani di origine ebraica che include Salvatore Luria, Camillo Artom, Massimo Calabresi, Piero Foà, e Silvano Arieti. Essi ebbero un ruolo decisivo nello sviluppo della presenza italiana nel campo della medicina.
Nel secondo dopoguerra, con l'avvio di stabili rapporti di collaborazione scientifica tra Stati Uniti e Italia, cresce notevolmente la presenza italiana non solo nel campo della professione medica ma anche della ricerca. A Salvador Luria si uniscono dall'Italia gli amici Rita Levi-Montalcini e Renato Dulbecco a completare un trio di futuri premi Nobel. Con loro operano in America Giuseppe Moruzzi, Luigi Cavalli-Sforza, Cesare T. Lombrosio, Edmund Pellegrino, George Mora, Paul Calabresi, John Bonica, e Louis Lasagna.
Emerge in quegli anni una nuova generazione di medici italoamericani, che include, tra gli altri, Mario Capecchi (altro Premio Nobel), Antonio Gotto, Anthony Fauci, Robert Gallo, Juan Rosai, Margaret Giannini e Salvatore DiMauro. Come conseguenza della nuova migrazione intellettuale degli ultimi decenni la presenza di medici e giovani ricercatori italiani nelle università statunitensi si è fatta rilevante come mai prima nella storia della medicina statunitense. Tra di essi si segnalano, tra gli altri, Napoleone Ferrara, Giulio M. Pasinetti, Antonio Giordano, Catherine DeAngelis e Pier Cristoforo Giulianotti.

## Musica

### Compositori di musica classica
Il primo compositore italiano ad avere un impatto significativo sulla musica statunitense fu Filippo Traetta il quale giunto negli Stati Uniti nel 1799 vi fondò i primi conservatori di musica a Boston (1801) e Filadelfia (1828). Traetta è anche accreditato come l'autore di una delle prime opere liriche composte negli Stati Uniti, The Venetian Maskers. Sempre a Boston opera nella prima metà dell'Ottocento l'organista e compositore Charles Nolcini.
Pur non trasferendosi in modo definitivo negli Stati Uniti Luigi Arditi vi trascorse molti anni della sua vita alla metà dell'Ottocento, componendo nel 1856 la prima opera italiana su libretto statunitense, The Spy, tratta da un romanzo di James Fenimore Cooper.
Nella seconda metà dell'Ottocento la personalità di maggior spicco è Francesco Fanciulli, giunto negli USA nel 1876.
Agli inizi del Novecento, i compositori italoamericani più influenti negli Stati Uniti sono Pietro Floridia, Francesco Bartolomeo DeLeone, Alberto Bimboni e Aldo Franchetti, oltre naturalmente a Giacomo Puccini che vi risiedette comunque solo per brevi periodi. Se Paoletta (1910) di Floridia si colloca nel solco della tradizione veristica italiana, La fanciulla del West (1910) di Puccini, Alglala (1924) di DeLeone e Winona (1926) di Bimboni furono concepite come opere statunitensi, facendo largo uso di melodie popolari della tradizione dei nativi americani.
Alla fine degli anni trenta giunsero come rifugiati dall'Italia Mario Castelnuovo-Tedesco e Vittorio Rieti, ai quali va unito il nome dell'italoamericano Walter Piston.
Nel secondo dopoguerra la personalità di maggior risalto è Gian Carlo Menotti, autore di numerose opere di successo. Ad egli si affiancano gli italoamericani Vittorio Giannini, Paul Creston, Norman Dello Joio, Peter Mennin, Vincent Persichetti, e quindi Salvatore Martirano, Donald Martino e Dominick Argento.
La generazione successiva è rappresentata da David Del Tredici, John Corigliano e Thomas Pasatieri.

### Direttori di banda e di orchestra
I musicisti italiani si imposero in America in primo luogo come direttori di banda. Le bande italiane ebbero una reputazione di assoluta eccellenza; e ve ne erano numerosissime, diffuse capillarmente tra le comunità italoamericane. Il primo italiano a guidare un importante complesso statunitense fu Venerando Pulizzi che nel 1816-17 e 1818-27 diresse la United States Marine Band. Altri tre italiani ricoprirono questo ruolo nell'Ottocento: Joseph Lucchesi (1844-46), Francis M. Scala (1855-71) e Francesco Fanciulli (1892-97). Altri musicisti italiani che diressero importanti bande dell'esercito statunitense furono Felice Vinatieri, Carlo Alberto Cappa e Achille La Guardia.
Tra i primi direttori italiani d'orchestra da camera e sinfonica va ricordato Louis Ostinelli, attivo a Boston dal 1818 al 1843; ma è nella seconda metà dell'Ottocento che con l'affermarsi dell'opera lirica italiana giungono dall'Italia numerosi direttori d'orchestra. L'elenco di coloro che vi soggiornano per anni o vi rimangono per la vita si allunga sempre più, da Luigi Arditi a Enrico Bevignani, Luigi Mancinelli, Giorgio Polacco, Gaetano Merola, Fausto Cleva e molti altri fino al grande Arturo Toscanini, e all'italo-argentino Ettore Panizza.
Nel secondo dopoguerra si segnalano per la loro costante presenza negli Stati Uniti Alfredo Antonini, Nicola Rescigno, Pino Donati e Bruno Bartoletti.
La tradizione continua con Riccardo Muti, direttore della Chicago Symphony Orchestra, e Fabio Luisi, direttore principale della Metropolitan Opera.

### Cantanti lirici
Nata a Boston, Eliza Biscaccianti fu la prima star italiana dell'opera lirica statunitense, esibendosi nelle principali città degli Stati Uniti a cominciare da San Francisco che per tutto l'Ottocento rimase il centro lirico più importante del paese. Ampia popolarità in tutti gli Stati Uniti ottenne anche il soprano Adelina Patti, anch'ella formatasi in America. Il suo debutto newyorchese il 24 novembre 1859 a soli 16 anni nella Lucia di Lammermoor di Donizetti lasciò un'impressione profonda nel pubblico statunitense e ne fece una star internazionale. La terza star italiana dell'Ottocento statunitense fu il tenore Pasquale Brignoli, giunto nel 1855 da Napoli e subito affermatosi con una brillante carriera.
Agli inizi del Novecento il Metropolitan di New York si impose come il principale teatro lirico statunitense. Il passaggio di consegne è simbolicamente segnato dalla vicenda personale di Enrico Caruso il quale, impegnato a San Francisco nella Carmen e sorpreso nella notte del 17 aprile 1906 dal grande terremoto, lasciò la città per recarsi a New York dove divenne la principale attrazione del Metropolitan. Con lui si ritrovarono a New York (e negli altri teatri statunitensi) alcuni tra i migliori cantanti italiani dell'epoca, da Antonio Scotti a Angelo Badà, Pasquale Amato, Amedeo Bassi e Luisa Tetrazzini. La prima de La fanciulla del West di Giacomo Puccini il 10 dicembre 1910, alla presenza del compositore, segna la consacrazione definitiva del Metropolitan non più solo a livello nazionale ma internazionale, al pari con il Teatro alla Scala di Milano e il Covent Garden di Londra.
Negli anni venti e trenta i cantanti lirici più popolari nati in Italia e attivi in America furono Amelita Galli-Curci, Giovanni Martinelli, Beniamino Gigli, Giacomo Lauri-Volpi, Tito Schipa e Ezio Pinza, assieme alle italoamericane Rosa Ponselle e Dusolina Giannini.
Nel dopoguerra ebbero grande successo, provenienti dall'Italia, i cantanti Licia Albanese, Salvatore Baccaloni, Anna Maria Alberghetti, Mario Del Monaco, Franco Corelli, Giuseppe Di Stefano, e Renata Tebaldi, assieme agli italoamericani Anna Moffo, Giorgio Tozzi, Mario Lanza e Charles Anthony Caruso.

## Cinema

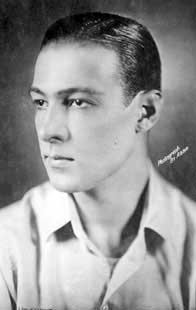
Rodolfo Valentino

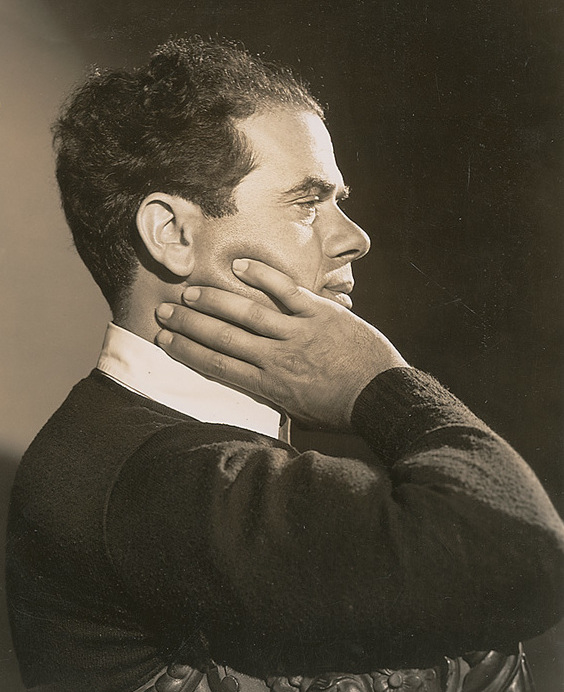
Frank Capra

Sono innumerevoli i nomi italiani presenti nel palinsesto cinematografico per eccellenza di Hollywood; quella italoamericana si può definire come una vera e propria corrente culturale, avviata da registi come Robert G. Vignola e Frank Borzage ed attori come Rodolfo Valentino e Tina Modotti e ancora presente nel cinema e rappresentata da grandi sceneggiatori, attori e registi che hanno contribuito alla storia stessa del cinema. Un tempo gli attori "Italiani" venivano usati per svolgere quasi esclusivamente ruoli stereotipati, quali poliziotti o gangster; in seguito ci sono stati film che hanno ridato valore alla capacità espressiva e scenica degli attori italoamericani e alla fantasia di registi e sceneggiatori.

### Registi
Sin dai suoi primi passi, il cinema americano si avvale del contributo di registi italoamericani di talento come Robert G. Vignola, Gregory La Cava e Frank Borzage. Su tutti emerge la figura di Frank Capra, autentico dominatore del cinema statunitense negli anni trenta e quaranta.
Frank Borzage vince l'Oscar al miglior regista nel 1929 con Settimo cielo e nel 1932 con Bad Girl. Frank Capra ottiene ben tre Oscar al miglior regista nel 1935 con Accadde una notte (It Happened One Night), nel 1937 con È arrivata la felicità (Mr. Deeds Goes to Town) e nel 1939 con L'eterna illusione (You Can't Take It with You), oltre a tre candidature: nel 1934 con Signora per un giorno (Lady for a Day), nel 1940 con Mr. Smith va a Washington (Mr. Smith Goes to Washington) e nel 1947 con La vita è meravigliosa (It's a Wonderful Life). Due sono le candidature per Gregory La Cava: nel 1937 con L'impareggiabile Godfrey (My Man Godfrey) e nel 1938 con Palcoscenico (Stage Door).
Nell'immediato dopoguerra Vincente Minnelli e Ida Lupino sono i registi italoamericani di maggior prestigio.
Ottenuta la prima candidatura nel 1952 con Un americano a Parigi (An American in Paris), Vincente Minnelli conquista l'Oscar al miglior regista nel 1959 con Gigi.
Una nuova generazione si afferma a partire dagli anni sessanta con Francis Ford Coppola, Martin Scorsese e Brian De Palma, cui fanno seguito a partire dagli anni settanta Michael Cimino e Abel Ferrara, e dagli anni ottanta Godfrey Reggio, Nancy Savoca, Emile Ardolino e Penny Marshall.
Francis Ford Coppola è per la prima volta candidato all'Oscar al miglior regista nel 1973 con Il padrino (The Godfather) per centrare l'obiettivo nel 1975 con Il padrino - Parte II (The Godfather: Part II). Nel 1979 l'Oscar al miglior regista va a Michael Cimino con Il cacciatore (The Deer Hunter). Francis Ford Coppola ottiene un'altra candidatura nel 1980 con Apocalypse Now. Sempre negli anni '80 Martin Scorsese ottiene le sue prime due candidature: nel 1981 con Toro scatenato (Raging Bull) e nel 1989 con L'ultima tentazione di Cristo (The Last Temptation of Christ).
Negli ultimi decenni la grande tradizione dei registi italoamericani continua con George Gallo, Michael Corrente, Quentin Tarantino, Greg Mottola, D. J. Caruso, Frank Coraci e Sofia Coppola.
Martin Scorsese vince l'Oscar al miglior regista nel 2007 con The Departed - Il bene e il male (The Departed), e raccoglie ben altre cinque candidature: nel 1991 con Quei bravi ragazzi (Goodfellas), nel 2003 con Gangs of New York, nel 2005 con The Aviator, nel 2012 con Hugo Cabret (Hugo), e nel 2014 con The Wolf of Wall Street. Altre candidature vanno ancora nel 1991 a Francis Ford Coppola per la terza e ultima parte della sua trilogia Il padrino - Parte III (The Godfather: Part III); a Quentin Tarantino nel 1995 con Pulp Fiction e nel 2010 con Bastardi senza gloria (Inglourious Bastards); e a Sofia Coppola nel 2004 con Lost in Translation - L'amore tradotto (Lost in Translation).

### Filmografia sugli italoamericani
Il cinema statunitense fin dalle origini mostra un interesse costante a soggetti italoamericani.
I primi cortometraggi e film muti pongono al centro la vita e l'esperienza degli immigrati, le loro speranze e le loro disillusioni, sia pure attraverso gli stereotipi di un popolo animato da amori, gelosie e passioni primitive, da un attaccamento ossessivo alla famiglia e alle devozioni religiose, da una predisposizione "naturale" alla truffa e all'inganno e persino attraversato da pericolose venature anarchiche e sovversive. Questi tratti spaventano e affascinano allo stesso tempo: nell'immaginario collettivo statunitense Rudolph Valentino, che pur nella sua carriera non interpreta alcun ruolo di italoamericano, incarna la figura irresistibilmente quintessenziale del latin lover italiano. Anche nelle rappresentazioni di più tragico realismo, come in The Italian del 1914, l'approccio rimane comunque ottimistico, nella convinzione che ogni limitazione e difficoltà potranno essere superate con la piena integrazione dei nuovo immigrati nella società statunitense.
La crisi economica degli anni venti scatena il risentimento verso gli immigrati con rigide restrizioni alle frontiere e il pregiudizio rampante che colpisce in particolare i gruppi considerati meno assimilabili: italiani, irlandese e cinesi. Negli anni trenta l'accento si sposta decisamente sulla figura del gangster italiano, a partire dalle indimenticabili interpretazioni che Edward G. Robinson offre di Cesare "Rico" Bandello nel film Piccolo Cesare (1930) e Paul Muni di Tony Camonte in Scarface (1932). Non mancano alcune sporadiche eccezioni, come in L'uomo di bronzo (1937), Passione (1939) e Non desiderare la donna d'altri (1940). Per due decenni, tuttavia, fino a quel Johnny Rocco ancora interpretato da Edward G. Robinson ne L'isola di corallo (1948), non ci fu altro ruolo per l'italoamericano nel cinema statunitense che quello del gangster.
Nel dopoguerra il cinema di Hollywood mostra maggior sensibilità ai pregiudizi etnici ed anche la rappresentazione degli italoamericani torna a farsi più sfaccettata. Film come L'urlo della città (1948) e soprattutto Cristo fra i muratori (1948) cercano di esplorare l'esperienza degli italoamericani con maggior realismo. Nel 1954 Frank Sinatra vince l'Oscar al miglior attore non protagonista per il suo ritratto di un soldato italoamericano nel film Da qui all'eternità. La rosa tatuata (Oscar alla miglior attrice per Anna Magnani) e soprattutto Marty, vita di un timido (Oscar al miglior film e Oscar al miglior attore per Ernest Borgnine) offrono ritratti di vita statunitense quotidiana lontani dal terreno della criminalità. La parodia di A qualcuno piace caldo (1959) segna la fine del vecchio genere del gangster italiano. 
L'interesse per il tema della criminalità organizzata mafiosa italiana si fa strada a partire dagli anni cinquanta ed esplode negli anni settanta con l'inizio della trilogia de Il padrino del regista italoamericano Francis Ford Coppola. Si tratta questa volta di una rivisitazione del tema fatta da una prospettiva interna a quel mondo, con un'attenzione inedita al contesto generale dell'esperienza mafiosa italoamericana, nei suoi aspetti culturali, sociali e familiari. Il successo de Il padrino apre le porte all'esplorazione degli italoamericani come soggetto complesso e variegato. Sempre negli anni settanta ha inizio un'altra serie fortunata, quella che nel 1976 introduce la figura di Rocky di Sylvester Stallone. Nel 1977 arriva anche il successo di John Travolta nel ruolo di Tony Manero in La febbre del sabato sera, seguito da film come All American Boys (1979), Toro scatenato (1980), Scarface (1983), L'onore dei Prizzi (1985), fino ai tre Oscar di Stregata dalla luna (1987). Questi film segnano la definitiva consacrazione degli italoamericani tra i soggetti di maggior successo del cinema statunitense.
Negli ultimi decenni la filmografia sugli italoamericani ha mostrato una certa difficoltà a rinnovarsi dopo quella stagione fortunata. il più grande successo popolare, in sei stagioni dal 1999 al 2007, è stato riservato ad una serie televisiva, I Soprano, che nel descrivere la vita di una famiglia italiana del New Jersey si rifà ancora espressamente ai modelli de Il padrino. Il tratto più significativo del periodo è dato dalla produzione di alcuni documentari che affrontano criticamente l'esperienza degli italoamericani.

#### Film prodotti negli Stati Uniti
- The Black Hand, regia di Wallace McCutcheon (1906)
- The Eleventh Hour (1907)
- At the Altar, regia di D.W. Griffith (1909)
- The Lure of the Gown, regia di D.W. Griffith (1909)
- In Little Italy, regia di D.W. Griffith (1909)
- The Adventures of Lieutenant Petrosino, regia di Sidney M. Goldin (1912)
- The Inner Circle, regia di D.W. Griffith (1912)
- Ragnatela (The Avenging Conscience), regia di D.W. Griffith (1914)
- The Italian, regia di Reginald Barker (1914)
- Mio cugino (My Cousin), regia di Edward José (1918)
- Dangerous Hours, regia di Fred Niblo (1919)
- Lombardi, Ldt., regia di Jack Conway (1919)
- Little Caesar (Piccolo Cesare), regia di Mervyn LeRoy (1930)
- Night Ride (1931)
- Scarface, regia di Howard Hawks (1932)
- Racetrack, regia di James Cruze (1933)
- The Winning Ticket, regia di Charles Reisner (1935)
- A Slight Case of Murder (1938)
- Manhattan Merry-Go-Round (1938
- Golden Boy (1939)
- Blue Orchid (1940)
- Non desiderare la donna d'altri (1940)
- L'isola di corallo (Key Largo), regia di John Huston (1948)
- L'urlo della città (Cry of the City), regia di Robert Siodmak (1948)
- Cristo fra i muratori (Give Us This Day), regia di Edward Dmytryk (1948)
- Knock at Any Door (1949)
- La legge del silenzio (Black Hand) (1950)
- It's a Big Country: An American Anthology (1951)
- Da qui all'eternità (From Here to Eternity), regia di Fred Zinnemann (1953)
- La rosa tatuata (The Rose Tattoo), regia di Daniel Mann (1955)
- Marty, vita di un timido (Marty), regia di Delbert Mann (1955)
- Lassù qualcuno mi ama (Somebody Up There Likes Me), regia di Robert Wise (1956)
- I fratelli Rico (1957)
- Un marito per Cinzia (Houseboat), regia di Melville Shavelson (1958)
- A qualcuno piace caldo (Somebody Likes It Hot) (1959)
- Inside the Mafia (1959)
- Pagare o morire (Pay or Die), regia di Richard Wilson (1960)
- Il giardino della violenza (The Young Savages), regia di John Frankenheimer (1961)
- Strano incontro (Love with the Proper Stranger), regia di Robert Mulligan (1963)
- Johnny Cool, messaggero di morte (Johnny Cool), regia di William Asher (1963)
- Chi sta bussando alla mia porta (Who's That Knocking at My Door), regia di Martin Scorsese (1967)
- Il massacro del giorno di San Valentino (The St. Valentine's Day Massacre), regia di Roger Corman (1967)
- Mafiosi di mezza tacca e una governante dritta (Every Little Crook and Nanny), regia di Cy Howard (1972)
- Il padrino (The Godfather), regia di Francis Ford Coppola (1972)
- Life Study, regia di Michael Nebbia (1973)
- Serpico, regia di Sidney Lumet (1973)
- Mean Streets - Domenica in chiesa, lunedì all'inferno (Mean Streets), regia di Martin Scorsese (1973)
- Family Honor, regia di Clark Worswick (1973)
- Il sogno di Dominic (Dominic's Dream), regia di Garry Marshall (1974) -- Film TV
- Il padrino - Parte II (The Godfather, Part II), regia di Francis Ford Coppola (1974)
- Italoamericani <documentario> (Martin Scorsese, 1974)
- Petrocelli, regia di Irving J. Moore et al. (1974-76) -- serie televisiva (44 episodi in due stagioni)
- Joe and Sons, regia di Peter Baldwin (1975-76) -- Serie TV (14 episodi in una stagione)
- La febbre del sabato sera (Saturday Night Fever), regia di John Badham (1977)
- Taverna paradiso (Paradise Alley), regia di Sylvester Stallone (1978)
- All American Boys (Breaking Away), regia di Peter Yates (1979)
- Angie, regia di John Tracy et al. (1979-80) -- Serie televisiva (36 episodi in due stagioni)
- Toro scatenato (Raging Bull), regia di Martin Scorsese (1980)
- Scarface, regia di Brian De Palma (1983)
- L'onore dei Prizzi (Prizzi's Honor), regia di John Huston (1985)
- Cadaveri e compari (Wise Guys), regia di Brian De Palma (1986)
- China Girl, regia di Abel Ferrara (1987)
- Stregata dalla luna (Moonstruck), regia di Norman Jewison (1987)
- Married to the Mob (1988)
- Mamma Lucia / The Fortunate Pilgrim <miniserie televisiva>, regia di Stuart Cooper (1988)
- Fa' la cosa giusta (Do the Right Thing, regia di Spike Lee (1989)
- Il padrino - Parte III (The Godfather, Part III), regia di Francis Ford Coppola (1989)
- True Love, regia di Nancy Savoca (1989)
- Quei bravi ragazzi (Goodfellas), regia di Martin Scorsese (1990)
- Ti amerò... fino ad ammazzarti / I love to death (1990)
- L'impero del crimine (Mobsters), regia di Michael Karbelnikoff (1991)
- Mac, regia di John Turturro (1992)
- La vedova americana (Used People), regia di Beeban Kidron (1992)
- Mio cugino Vincenzo / My cousin Vinny (1992)
- Bronx (A Bronx Tale), regia di Robert De Niro (1993)
- Verso il paradiso (Household Saints), regia di Nancy Savoca (1993)
- Senza futuro / Federal Hill (Michael Corrente, 1994)
- Casinò (Casino), regia di Martin Scorsese (1995)
- Big Night (Stanley Tucci & Campbell Scott, 1996)
- My Brother Jack, regia di Anthony Caldarella (1998)
- Italians in America, regia di Joseph Campanella (1998) -- Documentario
- S.O.S. Summer of Sam - Panico a New York (Summer of Sam), regia di Spike Lee (1999)
- Carlo's Wake, regia di Mike Valerio (1999)
- A Wake in Providence, regia di Rosario Roveto Jr. (1999)
- Mickey occhi blu / Mickey Blue Eyes, regia di Kelly Makin, 1999)
- I Soprano / The Sopranos <TV serie> (1999-2007)
- Growing Up Gotti <TV reality show> (2004-2005)
- Prisoners Among Us <documentario> (Michael Angelo Di Lauro, 2005)
- Homie Spumoni - L'amore non ha colore (Homie Spumoni), regia di Mike Cerrone (2006)
- 10th & Wolf, regia di Robert Moresco (2006)
- Confessions of an Italian American <documentario>, regia di Fred Zara, 2007)
- Beyond Wiseguys: Italian Americans & the Movies <documentario>, regia di Steven Fischler, 2008)
- Yo Cuz: The Italian American Cook <TV reality show> (2011–)
- The Italian Americans <documentario> (2014)
- Cruise, regia di Robert Siegel (2018)
- Green Book, regia di Peter Farrelly (2018)

#### Film prodotti in Italia
- 2 mafiosi contro Al Capone, regia di Giorgio Simonelli (1966)
- Un italiano in America (Alberto Sordi, 1967)
- Commandos, regia di Armando Crispino (1968)
- Sacco e Vanzetti, regia di Giuliano Montaldo (1971)
- Joe Petrosino, regia di Daniele D'Anza (1972) -- sceneggiato televisivo
- Joe Valachi - I segreti di Cosa Nostra, regia di Terence Young (1972)
- Anastasia mio fratello, regia di Stefano Vanzina (1973)
- Lucky Luciano, regia di Francesco Rosi (1973)
- Uno scugnizzo a New York, regia di Mariano Laurenti (1984)
- Good Morning Babilonia, regia di Paolo e Vittorio Taviani (1987)
- La leggenda del pianista sull'oceano (The Legend of 1900), regia di Giuseppe Tornatore (1998)
- Joe Petrosino, regia di Alfredo Peyretti (2006) -- miniserie televisiva
- Nuovomondo (Emanuele Crialese, 2006)
- Monongah, Marcinelle americana <documentario> (Silvano Console, 2006)

## Università

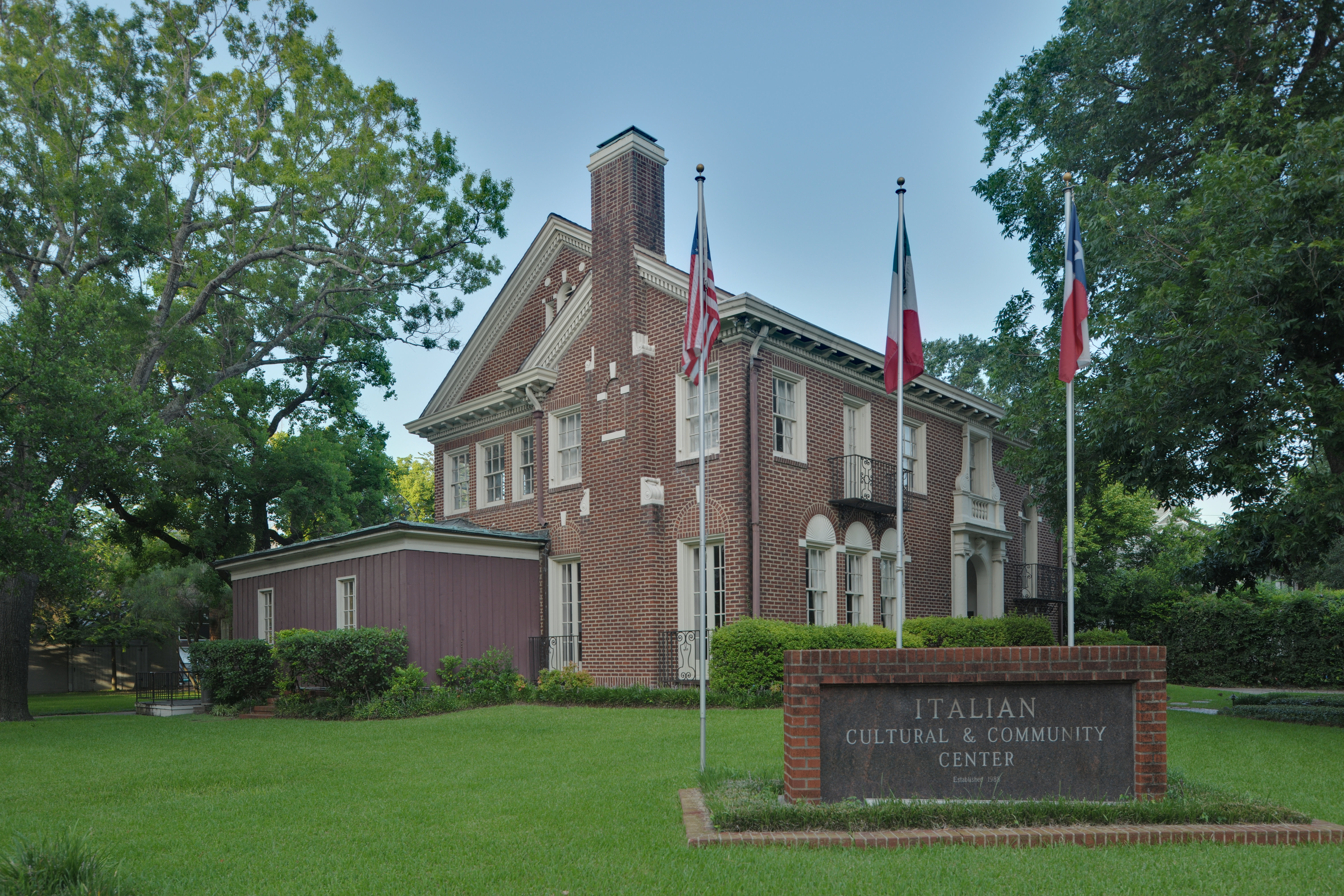
Italian Cultural and Community Center allo Houston Museum District.

Sin dalla fine del Settecento gli intellettuali italiani erano molto ricercati come insegnanti di musica, di arte e di lingua. Assieme al commercio l'insegnamento era la prima e più ovvia forma di lavoro per i numerosi rifugiati politici che spesso provenivano da nobili famiglie ed avevano ricevuto un'istruzione formale. Se per molti ciò rimase un ripiego temporaneo al quale doversi adattare per necessità, per alcuni divenne l'opportunità di sviluppare i propri interessi culturali e contribuire alla diffusione della lingua e cultura italiane negli Stati Uniti.
Carlo Bellini, l'amico di Filippo Mazzei e Thomas Jefferson, fu il primo professore italiano a lavorare in una Università statunitense, al College of William & Mary, dal 1779 al 1803. Bellini fu il primo di una lunga serie di docenti universitarii di italiano. Dopo di lui troviamo Lorenzo Da Ponte a Columbia University (dal 1825 al 1838); Pietro Bachi a Harvard University (dal 1826 and 1846); Lorenzo L. Da Ponte a New York University (negli anni trenta dell'Ottocento); Eleuterio Felice Foresti a Columbia University (dal 1838 al 1858); Luigi Monti a Harvard University (dal 1854 al 1859); Vincenzo Botta a New York University (dal 1856 al 1894); e quindi Carlo Speranza at Yale University (1879-1882) e poi a Columbia University (dove rimase fino al 1911).
Anche la chiesa cattolica e il mondo ebraico italiano svolsero un ruolo importante nell'Ottocento nella costituzione di scuole e università religiose. Nel 1812 Giovanni Antonio Grassi divenne il primo presidente di una università cattolica negli Stati Uniti, Georgetown University. Il gesuita Giovanni Nobili (John Nobili), gesuita, fondò il Santa Clara College (oggi Santa Clara University) in California nel 1851 e nel 1855 Il gesuita Antonio Maraschi fondò la St. Ignatius Academy (oggi University of San Francisco). Nel 1858 il francescano Panfilo da Magliano fondò il St. Bonaventure College (oggi Saint Bonaventure University). Las Vegas College (oggi Regis University) fu fondato nel 1877 da un gruppo di gesuiti italiani a Las Vegas, NM. Nel 1886 Il rabbino livornese sabato Morais fu tra i fondatori e primo preside del Jewish Theological Seminary a New York. Il gesuita Giuseppe Cataldo fondò nel 1887 la Gonzaga University a Spokane.
Nel 1871 l'ingegnere meccanico Gaetano Lanza, figli di immigranti siciliani, è il primo professore ad insegnare in una delle maggiori università americane, il Massachusetts Institute of Technology, in campo scientifico.
L'affermazione del fascismo e in particolare le leggi razziali del 1938 costrinsero all'emigrazione numerosi intellettuali italiani anche nel campo della ricerca scientifica. Con Enrico Fermi giunse una generazione di studiosi italiani che si sarebbe resa protagonista di una stagione di assoluta eccellenza. La figura di maggior rilievo in campo umanistico fu quella di Gaetano Salvemini, dal 1938 al 1949 professore di storia a Harvard University.
Un discorso particolare merita lo sviluppo del campo di studi sugli italiani in America. I primi studi agli inizi del Novecento si concentrarono su un'analisi sociologica dei flussi immigratori italiani, ma presto l'interesse si allargò ad un'analisi più complessiva del contributo dato dall'immigrazione italiana allo sviluppo della società statunitense. Dalla fine degli anni venti Giovanni E. Schiavo fu l'iniziatore di questo nuovo campo di ricerca. Nel 1966 fu creata l'American Italian Historical Association (AIHA).
Oggi docenti universitari italiani e italoamericani sono presenti in tutti i campi di ricerca e insegnamento dell'università statunitense. Nel 2008, su iniziativa di 37 ricercatori italiani di fama mondiale, fra cui quattro premi Nobel, è stata fondata Italian Scientists and Scholars of North America Foundation (ISSNAF) come punto di incontro fra migliori talenti che operano nella ricerca in Nord America e il mondo della ricerca in Italia.

## Scienza: ingegneri, fisici, astronomi, geologi, matematici, ecc.
Il primo emigrato italiano a dare un contributo alla ricerca scientifica negli Stati Uniti fu Antonio Meucci (1808-1889), le cui invenzioni nel campo della telefonia tuttavia non riuscirono a lasciare il segno per la mancanza di adeguati sostegni economici. Tra gli immigrati di seconda generazione emerge su tutti il matematico Gaetano Lanza, dal 1871 professore al Massachusetts Institute of Technology.
Alla fine del secolo grande successo ebbero le iniziative di Guglielmo Marconi (1874-1937) che sostenute da adeguati mezzi economici e da una moderna capacità imprenditoriale portarono all'affermazione della telegrafia senza fili (o radio) e fecero di Marconi non solo un acclamato Premio Nobel nel 1909, ma un'autentica star tra la comunità italoamericana. Dopo Marconi la figura di maggior rilievo tra gli scienziati italiani del primo Novecento è l'ingegnere aeronautico Giuseppe Mario Bellanca, che formatosi a Torino si impose negli Stati come uno dei designers di avanguardia nella nuova industria.
Se fino a questo punto si può parlare di alcune esperienze individuali, la svolta avvenne come conseguenza delle persecuzioni politiche e razziali del fascismo, allorché un gruppo significativo di scienziati italiani si trasferirono negli Stati Uniti in cerca di quella libertà di ricerca che era loro negata in patria. Con il Premio Nobel Enrico Fermi (1901-1954), giunse negli anni immediatamente precedenti la Seconda Guerra Mondiale un'intera generazioni di scienziati di talento: studiosi già affermati come Salvatore Luria, Guido Fubini, Mario Salvadori, Emilio Segrè, Bruno Rossi e Ugo Fano, e giovani dal grande futuro come Giuliana Cavaglieri Tesoro, Roberto Mario Fano o Andrew Viterbi che si sarebbero formati nel mondo accademico statunitense. Questi scienziati non solo fecero grande il paese che li accolse profughi, ma la loro presenza attrasse nel secondo dopoguerra nuovi talenti, da Rita Levi-Montalcini a Renato Dulbecco, Lamberto Cesàri, Giancarlo Rota, Cesare Emiliani, Mario Capecchi, Riccardo Giacconi, Giuseppe Vaiana, Rocco Petrone e tanti altri, rendendo più facile l'interscambio scientifico con l'Italia.
Dalla fine del Novecento il fenomeno della fuga dei cervelli dall'Italia ha assunto proporzioni quasi di massa. La presenza di giovani italiani come studenti e docenti nelle università statunitensi si è fatta massiccia in tutti i settori chiave della scienza e della tecnica, rappresentando una porzione anche quantitativamente di tutto rilievo nella mappa della "nuova emigrazione italiana" secondo modalità sconosciute nel passato

## Arte
I primi italiani ad operare negli Stati Uniti furono, a fine Settecento al tempo della rivoluzione statunitense, Cosmo Medici e l'italo-francese Jean-Jacques Caffieri.
Il primo artista italiano ad aver un impatto significativo sulla sviluppo dell'arte statunitense fu Giuseppe Ceracchi, il quale fu in America a due riprese, nel 1790-92 e nel 1794-95, realizzando una fortunata serie di busti neoclassici in onore degli eroi americani della rivoluzione.
Pittori e scultori italiani vennero invitati a Washington per lavorare alla costruzione del Campidoglio e creare alcuni dei suoi principali monumenti. I primi artisti a giungere a Washington nel 1805 furono Giovanni Andrei e Giuseppe Franzoni, seguiti nel 1815 da Enrico Causici e Antonio Capellano, nel 1816 da Carlo Franzoni e Francesco Iardella, nel 1817 da Pietro Bonannii, e nel 1818 da Luigi Persico. Altri artisti del periodo attivi negli Stati Uniti furono Michele Felice Corne, Nicolino Calyo e Nicola Monachesi.
La seconda metà dell'Ottocento fu dominata dalla presenza di Costantino Brumidi (1805-1880) che dal 1855 e al 1880, affrescò la cupola del Campidoglio e eseguì altre opere d'arte per abbellirlo. Alla sua morte per un incidente sul lavoro, la sua opera fu completata da Filippo Costaggini. Altri artisti italiani del periodo attivi negli Stati Uniti furono Giuseppe Fagnani, Eugenio Latilla, Domenico Togetti, Louis Rebisso e Giovanni Turini. Fondamentale fu anche l'operato di Luigi Palma di Cesnola che dal 1879 al 1904 fu il primo direttore del Metropolitan Museum of Art.
Tra gli artisti italiani della generazione successiva, Luigi Amateis fu l'unico al lavoro a Capitol Hill. Gli altri lasciarono opere in varie città statunitensi Vincenzo Alfano a Harrisburg e New York, Giuseppe Moretti a Dayton, Pasquale Civiletti, Riccardo Bertelli e Giuseppe Piccirilli a New York.
Anche i figli di Piccirilli, in particolare Attilio Piccirillo, realizzarono vari importanti monumenti a New York, guidando una nuova generazione di artisti italiani, con John Rapetti, Leo Lentelli, Pompei Luigi Coppini in Texas, Joseph Stella, Gottardo Piazzoni a San Francisco, Nicola D'Ascenzo e Vincent Aderente. Nell'arte della decorazione si distinsero Simon Rodia, Joseph Maturo, e i fratelli Antonio Mungo e Giuseppe Mungo.
Tra gli artisti nati tra il 1880 e il 1899, si segnalano Alfeo Faggi, Onorio Ruotolo, Oronzio Maldarelli, Peppino Mangravite e Luigi del Bianco.
La generazione successiva include Peter Agostini, Harry Bertoia, Clara Fasano, Constantino Nivola, Phili Pavia, Concetta Scaravaglione, Salvatore Scarpitta, Giorgio Cavallon, Ralph Fasanella, Luigi Lucioni, Gregorio Prestopino, e altri.
Tra gli italoamericani nati negli anni trenta si ricordano Mark Di Suverio, Robert De Niro Sr., e Frank Stella.

## Danza
Pietro Sodi a New York a fine Settecento ancora in periodo coloniale e quindi dalla prima metà dell'Ottocento Lorenzo Papanti a Boston e Edward Ferrero a New York sono i primi maestri di ballo italiani a lasciare un segno negli Stati Uniti, introducendo nuove forme di danze per i giovani dell'alta società americana che nelle feste da ballo avevano uno dei luoghi centrali di incontro e intrattenimento sociale.
La danza classica italiana viene introdotta a metà dell'Ottocento da un gruppo di allievi di Carlo Blasis. Tra di essi si ricordano i nomi di Giovanna Ciocca, Gaetano Neri e Domenico Ronzani.
La piena affermazione della scuola classica italiana arriva nella seconda metà dell'Ottocento. Tre ballerine formatesi al Teatro alla Scala di Milano dominano la scena americana: Maria Bonfanti, Rita Sangalli e Giuseppina Morlacchi.
Agli inizi del Novecento Malvina Cavallazzi, Luigi Albertieri e Rosina Galli contribuiscono in modo determinante al successo della Metropolitan Opera Ballet School.
Negli anni venti e trenta grande popolarità ebbero Maria Gambarelli e Gisella Caccialanza.
Nel dopoguerra la tradizione dei grandi maestri di ballo e coreografi italiano è portata avanti da Vincenzo Celli, Fred Danieli e quindi Michael Bennett e Edward Villella.

## Le donne
Nell'Ottocento la possibilità delle donne di emergere al di fuori del loro ruolo tradizionale di spose e madri sono molto limitate, eppure in alcuni settori particolari alcune donne italiane riescono ad assumere rilevanza nella cultura e società americane.
Si tratta in primo luogo di cantanti, musiciste e ballerine. Il palcoscenico è forse l'unico luogo in cui la donna italiana dell'Ottocento trovi indipendenza e prestigio. Il contralto Marietta Alboni, Il soprano Giulia Grisi e la ballerina Giovanna Ciocca con le loro tournée americane a metà dell'Ottocento aprono la strada al successo della donna italiana. La violinista Camille Urso e i soprano Eliza Biscaccianti e Adelina Patti sono le prime donne italoamericane ad acquistare ampia notorietà, tra le prime superstar della musica negli Stati Uniti. Accanto a loro, troviamo tre ballerine formatesi alla scuola del Teatro La Scala di Milano, Maria Bonfanti, Rita Sangalli e Giuseppina Morlacchi. Queste cantanti, musiciste e ballerine sono le più conosciute donne italoamericane dell'Ottocento.
L'altro ambito in cui le donne italiane riescano ad affermarsi è quello della vita religiosa. La spirito pionieristico e missionario di quei tempi offrono inaspettate opportunità di indipendenza e iniziativa, difficilmente immaginabili nel contesto italiano dell'Ottocento. Su tutte emergono le figure di Blandina Segale, la suora del Far West, e di Francesca Saverio Cabrini, la prima santa americana celebrata per le sue opere di carità.
Alla fine dell'Ottocento e agli inizi del Novecento milioni di giovani donne italiane giungono nel Nord America. Contribuiscono in modo decisivo alla prosperità delle comunità italoamericane, spesso con un oneroso e non riconosciuto doppio lavoro, come madri in famiglia e come operaie nelle fabbriche. Delle 146 vittime dell'incendio della fabbrica Triangle il 25 marzo 1911 a New York, 75 sono giovani donne italiane. Anche come reazione a simili tragedie, le figlie degli immigranti italiani diventano protagoniste delle prime lotte sindacali, nonostante che anche la leadership nei sindacati rimanga quasi esclusivamente maschile. Si avvertono i primi segni di tempi nuovi.
Tra le più celebri donne italiane nella prima metà del Novecento troviamo ancora una volta cantanti liriche come Luisa Tetrazzini, Amelita Galli-Curci, Rosa Ponselle e Dusolina Giannini, ballerine come Malvina Cavallazzi, Rosina Galli e Gisella Caccialanza, ed attrici, come Eleonora Duse, la prima donna italiana a cui Time Magazine dedichi una delle sue copertine. Il cinema offre nuove possibilità di successo alle artiste italiane; Tina Modotti, Francesca Braggiotti e Ida Lupino sono tra le prime a coglierne i frutti. Le donne italiane però adesso cominciano ad emergere anche in altri campi, di regola limitati agli uomini. Grande influenza ebbe l'educatrice Maria Montessori, che nel 1913 visitò gli Stati Uniti per propagandare il suo metodo, ricevendone una calorosa accoglienza. Mentre in Italia le donne sono ancora escluse dalla vita politica, Margaret DiMaggio e Angela Bambace sono le prime sindacaliste ad avere ruoli dirigenziale e nel 1932 Anne Brancato diventa la prima donna negli Stati Uniti ad essere eletta in un parlamento statale, quello della Pennsylvania.
Durante la Seconda Guerra Mondiale, un gran numero di donne italoamericane partecipano alla sforzo bellico come forza lavoro nelle fabbriche o come ausiliari e infermiere nei servizi militari. Anche in virtù di questa esperienza esse hanno molta maggiore libertà nella scelta di una carriera, e nella ricerca di livelli più elevati di istruzione.
Il secondo dopoguerra è il periodo di graduale affermazione delle donne italoamericane in tutti i campi della vita culturale degli Stati Uniti. Continua la grande tradizioni di cantanti liriche, con Licia Albanese, Anna Maria Alberghetti, Renata Tebaldi e Anna Moffo. Si espande la presenza di attrici nel cinema, con Anne Bancroft, ma anche attrici italiane che trascorrono lunghi anni in America, come Sophia Loren, Anna Magnani e Gina Lollobrigida. Ida Lupino, continuando la propria carriera di attrice, diventa una delle prime donne registi del cinema americano.
Con Maria Bianca Finzi-Contini, Bianca Ara Artom, Rita Levi Montalcini e Giuliana Cavaglieri Tesoro si aprono alle donne italoamericane anche i campi dell'insegnamento universitario e della ricerca scientifica. Helen Barolini e Camille Paglia sono le prime scrittrici e saggiste italoamericane di successo internazionale. Nel 1973, a 24 anni, Bonnie Tiburzi diventa la prima donna pilota a lavorare per una compagnia aerea commerciale statunitense (American Airlines) e nel 2009 Nicole Passonno Stott è la prima donna astronauta italoamericana.
I progressi delle donne italoamericane negli Stati Uniti sono segnati dall'elezione, nel 1970, di Ella Grasso come prima donna italoamericana ad essere membro del Congresso americano. Grasso è anche, nel 1975, la prima donna in assoluto ad essere eletta governatrice di uno Stato americano (il Connecticut). Geraldine Ferraro supera un'altra barriera nel 1984 come prima donna nominata alla Vice-Presidenza degli Stati Uniti. Nel 1995 Mary Landrieu (D-La.) diviene la prima donna italoamericana eletta al Senato. Nel 2007-11 Nancy Pelosi è la prima donna Presidente della Camera.
La National Organization of Italian American Women (NOIAW) fu fondata in 1980 a sostenere le sempre più numerose donne italoamericane affermatesi in tutti i campi della società americana, dalle scienze (Carolyn Porco, Nicole Passonno Stott) alla medicina (Catherine DeAngelis) al business (Patricia Russo, Karen Ignagni), alle arti (JoAnn Falletta, Penny Marshall, Sofia Coppola) e allo spettacolo (Madonna, Lady Gaga, Ariana Grande)

## Immigrati italiani negli Stati Uniti per anno
La Tabella degli immigrati italiani negli Stati Uniti riporta i numeri relativi dal 1820 al 1970, come riportato nelle pagine dal titolo « Series C 89-119. Immigrants, by Country: 1820 to 1970—Con. ».
I dati americani si riferiscono agli anni che terminano ogni 30 giugno. Tuttavia, ci sono eccezioni. Gli anni dal 1820 al 1831 e gli anni dal 1844 al 1849 le annualità terminavano ogni 30 settembre degli anni citati. Negli anni dal 1833 al 1842 e dal 1851 al 1867, le annualità terminava ogni 31 dicembre degli anni citati. L'anno 1832 copre i dati riconducibili a 15 mesi, concludendosi il 31 dicembre del medesimo anno; l'anno 1843 copre 9 mesi e si conclude il 30 settembre di quell'anno; l'anno 1850 comprende in realtà i dati di 15 mesi e termina il 31 dicembre di quell'anno; l'anno 1868 raccoglie soltanto i numeri di 6 mesi e si conclude alla data del 30 giugno di quell'anno.
| Anno | Nr° Immigrati |
| ---- | ------------- |
| 1820 | 30            |
| 1821 | 63            |
| 1822 | 35            |
| 1823 | 33            |
| 1824 | 45            |
| 1825 | 75            |
| 1826 | 57            |
| 1827 | 35            |
| 1828 | 34            |
| 1829 | 23            |
| 1830 | 9             |
| 1831 | 28            |
| 1832 | 3             |
| 1833 | 1 699         |
| 1834 | 105           |
| 1835 | 60            |
| 1836 | 115           |
| 1837 | 36            |
| 1838 | 86            |
| 1839 | 84            |
| 1840 | 37            |
| 1841 | 179           |
| 1842 | 100           |
| 1843 | 117           |
| 1844 | 141           |
| 1845 | 137           |
| 1846 | 151           |
| 1847 | 164           |
| 1848 | 241           |
| 1849 | 209           |
| 1850 | 431           |
| 1851 | 447           |
| 1852 | 351           |
| 1853 | 555           |
| 1854 | 1 263         |
| 1855 | 1 052         |
| 1856 | 1 365         |
| 1857 | 1 007         |
| 1858 | 1 240         |
| 1859 | 932           |
| 1860 | 1 019         |
| 1861 | 811           |
| 1862 | 566           |
| 1863 | 547           |
| 1864 | 600           |
| 1865 | 924           |
| 1866 | 1 382         |
| 1867 | 1 624         |
| 1868 | 891           |
| 1869 | 1 489         |

| Anno | Nr° Immigrati |
| ---- | ------------- |
| 1870 | 2 891         |
| 1871 | 2 816         |
| 1872 | 4 190         |
| 1873 | 8 757         |
| 1874 | 7 666         |
| 1875 | 3 631         |
| 1876 | 3 015         |
| 1877 | 3 195         |
| 1878 | 4 344         |
| 1879 | 5 791         |
| 1880 | 12 354        |
| 1881 | 15 401        |
| 1882 | 32 159        |
| 1883 | 31 792        |
| 1884 | 16 510        |
| 1885 | 13 642        |
| 1886 | 21 315        |
| 1887 | 47 622        |
| 1888 | 51 558        |
| 1889 | 25 307        |
| 1890 | 52 003        |
| 1891 | 76 055        |
| 1892 | 61 631        |
| 1893 | 72 145        |
| 1894 | 42 977        |
| 1895 | 35 427        |
| 1896 | 68 060        |
| 1897 | 59 431        |
| 1898 | 58 613        |
| 1899 | 77 419        |
| 1900 | 100 135       |
| 1901 | 135 996       |
| 1902 | 178 375       |
| 1903 | 230 622       |
| 1904 | 193 296       |
| 1905 | 221 479       |
| 1906 | 273 120       |
| 1907 | 285 731       |
| 1908 | 128 503       |
| 1909 | 183 218       |
| 1910 | 215 537       |
| 1911 | 182 882       |
| 1912 | 157 134       |
| 1913 | 265 542       |
| 1914 | 283 738       |
| 1915 | 49 688        |
| 1916 | 33 665        |
| 1917 | 34 596        |
| 1918 | 5 250         |
| 1919 | 1 884         |

| Anno | Nr° Immigrati |
| ---- | ------------- |
| 1920 | 95 145        |
| 1921 | 222 260       |
| 1922 | 40 319        |
| 1923 | 46 674        |
| 1924 | 56 246        |
| 1925 | 6 208         |
| 1926 | 8 253         |
| 1927 | 17 297        |
| 1928 | 17 728        |
| 1929 | 18 008        |
| 1930 | 22 327        |
| 1931 | 13 399        |
| 1932 | 6 662         |
| 1933 | 3 477         |
| 1934 | 4 374         |
| 1935 | 6 566         |
| 1936 | 6 774         |
| 1937 | 7 192         |
| 1938 | 7 712         |
| 1939 | 6 570         |
| 1940 | 5 302         |
| 1941 | 450           |
| 1942 | 103           |
| 1943 | 49            |
| 1944 | 120           |
| 1945 | 213           |
| 1946 | 2 636         |
| 1947 | 13 866        |
| 1948 | 16 075        |
| 1949 | 11 695        |
| 1950 | 12 454        |
| 1951 | 8 958         |
| 1952 | 11 342        |
| 1953 | 8 432         |
| 1954 | 13 145        |
| 1955 | 30 272        |
| 1956 | 40 430        |
| 1957 | 19 624        |
| 1958 | 23 115        |
| 1959 | 16 804        |
| 1960 | 13 369        |
| 1961 | 18 956        |
| 1962 | 20 119        |
| 1963 | 16 175        |
| 1964 | 12 769        |
| 1965 | 10 874        |
| 1966 | 26 447        |
| 1967 | 28 487        |
| 1968 | 25 882        |
| 1969 | 27 033        |
| 1970 | 27 369        |

## Grafico
All'inizio del Novecento fu raggiunto il picco massimo di italiani emigrati negli USA. Dal 1820 al 1966 giunsero dall'Italia 5.067.717 persone.
| Periodo | Anni      | N° Immigrati |
| ------- | --------- | ------------ |
| 1       | 1820      | 30           |
| 2       | 1821-1830 | 409          |
| 3       | 1831-1840 | 2 253        |
| 4       | 1841-1850 | 1 870        |
| 5       | 1851-1860 | 9 231        |
| 6       | 1861-1870 | 11 725       |
| 7       | 1871-1880 | 55 759       |
| 8       | 1881-1890 | 307 309      |
| 8       | 1891-1900 | 651 893      |
| 9       | 1901-1910 | 2 045 877    |
| 10      | 1911-1920 | 1 109 524    |
| 11      | 1921-1930 | 455 315      |
| 12      | 1931-1940 | 68 028       |
| 13      | 1941-1951 | 57 661       |
| 14      | 1951-1960 | 185 491      |
| 15      | 1961-1970 | 214 111      |

Numero immigratiDecennio0500.0001.000.0001.500.0002.000.0002.500.000182018501880191019401970Immigrati

## Opere italoamericane
- I Cesari sepolti e altri segreti della scrittura italo-americana, 2003, Robert Viscusi
- Mamma Lucia, 1965, Mario Puzo
- Il padrino, 1969, Mario Puzo
- Il siciliano, 1984, Mario Puzo
- L'ultimo padrino, 1986, Mario Puzo
- Omertà, 2000, Mario Puzo
- La famiglia, 2001, Mario Puzo
- Lettere, John Fante
- Cristo tra i muratori, 1939, Pietro Di Donato
- Dago Red, 1940, John Fante
- La strada per Los Angeles, 1985, John Fante
- Armando Delicato, Italians in Detroit, ARCADIA PUB (SC), 2005, ISBN 0-7385-3985-6
- Gildo De Stefano, Frank Sinatra, l’italoamericano, Prefazione di Renzo Arbore, LoGisma Editore, Firenze 2021, ISBN 978-88-94926-42-2

## Associazioni italoamericane
- 1857 - Società di Unione e Fratellanza Italiana (New York), fondata da Giuseppe Avezzana
- 1858 - Società Italiana di Mutua Beneficenza (San Francisco)
- 1867 - Società di Unione e Fratellanza Italiana (Chicago)
- 1867 - Società di Unione e Fratellanza Italiana (Filadelfia)
- 1868 - Società di Mutuo Soccorso e Beneficenza Italiana (Boston)
- 1878 - Società di Unione e Fratellanza Italiana (Baltimora)
- 1873 - Società di Unione e Fratellanza Italiana (Detroit)
- 1875 - Società di Unione e Fratellanza Italiana (Buffalo)
- 1886 - Società Fraterna Italiana (Pittsburgh)
- 1888 - Società Fraterna Italiana (Cleveland)
- 1891-1923 - Italian St. Raphael Society
- 1905 - Order Sons of Italy in America (Ordine Figli d'Italia in America)
- 1905 - Italian Socialist Federation
- 1920 - Italian Welfare League (1920-)
- 1922 - UNICO -> 1947 UNICO National
- 1923 - Anti-Fascist Alliance of North America
- 1923 - American Association of the Teachers of Italian (AATI)
- 1925-1929 - Fascist League of North America
- 1925 - Italian Catholic Association
- 1927 - Casa Italiana of Columbia University (1927-90); now Italian Academy for Advanced Studies in America (1991-)
- 1931 - National Italian Civic League -> 1947 UNICO National
- 1932 - Italian American War Veterans of the United States (ITAM) (1932-)
- 1941 - Italian American Labor Council (1941-)
- 1944 - Columbus Citizens Foundation (1944-)
- 1947 - UNICO National (thru the merging of 1922 UNICO and 1931 National Italian Civic League)
- 1949 - Italian Historical Society of America (1949-)
- 1951 - National Association of the Wolves (1951-)
- 1952 - American Committee on Italian Migration
- 1966 - American Italian Historical Association (AIHA)
- 1976 - National Italian American Foundation (NIAF, fondazione nazionale italoamericana) (1976)
- 1976? - Italian American Congressional Delegation
- 1979 - John D. Calandra Italian American Institute
- 1980 - National Organization of Italian American Women (NOIAW) (1980-)
- 1984 - FIERI
- 1985 - Center for Italian Studies at SUNY Stony Brook
- 1987 - Italic Institute of America (istituto italico in America)
- 1988 - American Association of Italian Studies
- 1990 - Casa Italiana Zerilli-Marimò of New York University (1990-)
- 2004 - National Coalition Against Racial, Religious and Ethnic Stereotyping (CARRES) (coalizione nazionale contro gli stereotipi per razza, religione e appartenenza etnica) (2004-)
- 2005 - Fondazione Italia USA
- 2007 - Italian Scientists and Scholars in North America Foundation (ISSNAF)